# 年代別アニメソング一覧 (オープニング曲)
年代別アニメソング一覧（オープニング曲）（ねんだいべつアニメソングいちらん オープニングきょく）では、オープニング曲（以下OP）のアニメソングについて、年代別に列挙する。
ここに挙げる一覧では、ドラマの主題歌や挿入歌、コマーシャルのBGMなどで発表済みのものは除く。
※アニメが放送開始されたときの年代

## 1960年代

### あ行
- おそ松くん
  - おそ松くんのうた（松代、6つ子、イヤミ、チビ太 ； 『おそ松くん』初代）
  - おそ松くんのうた2（藤田まこと ； 『おそ松くん』2代目）
- オバケのQ太郎
  - オバケのQ太郎（石川進 ； 『オバケのQ太郎』初代）
  - オバQ音頭（石川進/曽我町子 ； 『オバケのQ太郎』2代目）

### か行
- がんばれ!マリンキッド/海底少年マリン
  - マリン・キッドの歌（ボニージャックス、ヴォーチェ・アンジェリカ ； 『がんばれ!マリンキッド』初代）
  - がんばれ!マリンキッド（トニーズ ； 『がんばれ!マリンキッド』2代目）
  - ゴーゴーマリン（小原乃梨子、若草児童合唱団 ； 『海底少年マリン』）
- 紅三四郎
  - 紅三四郎（美樹克彦 ； 『紅三四郎』初代）
  - 紅三四郎（堀江美都子 ； 『紅三四郎』2代目、初代とは別曲）

### さ行
- サスケ
  - サスケのテーマ（インストゥルメンタル：テレビラウンジ・オーケストラ）（ナレーション有無など音源によりパターンが存在する）『サスケ』
- ジャングル大帝
  - ジャングル大帝（三浦弘とコロムビア女声合唱団 ； 『ジャングル大帝（第1作）』）
  - ジャングル大帝のうた （ハッピー・ビーンズ ； 『ジャングル大帝 進めレオ!』）

### た行
- ちびっ子怪獣ヤダモン
  - ちびっ子怪獣ヤダモン （中島そのみ ； 『ちびっ子怪獣ヤダモン』初代）
  - オー・ノー・ヤダモン （中島そのみ、東映児童合唱団 ； 『ちびっ子怪獣ヤダモン』2代目）

### ら行
- レインボー戦隊ロビン
  - レインボー戦隊ロビン （レインボーハーモニー ； 『レインボー戦隊ロビン』初代）
  - 進め!ロビン （上高田少年合唱団 ； 『レインボー戦隊ロビン』2代目）

### その他
- 1963年 
  - 鉄腕アトム （上高田少年合唱団 ； 『鉄腕アトム』）
  - 仙人部落のテーマ （スリーグレイセス ； 『仙人部落』）
  - 鉄人28号 （デューク・エイセス→西六郷少年合唱団 ； 『鉄人28号』）
  - エイトマン （克美しげる ； 『エイトマン』）
  - 狼少年ケンのテーマ （西六郷少年少女合唱団 ； 『狼少年ケン』）
- 1964年 
  - 0戦はやと （ボーカル・ショップ→ひばり児童合唱団 ； 『0戦はやと』）
  - 少年忍者風のフジ丸 （鹿内タカシ/西六郷少年少女合唱団 ； 『少年忍者風のフジ丸』）
  - ビッグX （上高田小学校 ； 『ビッグX』）
- 1965年 
  - スーパージェッター （上高田少年合唱団 ； 『未来からきた少年 スーパージェッター』）
  - 宇宙パトロールホッパ （上高田少年合唱団 ； 『宇宙パトロールホッパ』）
  - 宇宙人ピピ （中村メイコ/コロムビアゆりかご会 ； 『宇宙人ピピ』）
  - 宇宙少年ソラン （上高田少年合唱団 ； 『宇宙少年ソラン』）
  - 星の炎に （みすず児童合唱団 ； 『宇宙エース』）
  - 遊星少年パピイ （デューク・エイセス ； 『遊星少年パピイ』）
  - ワンダースリー （ボーカル・ショップ/白石冬美/近石真介/小島康男 ； 『W3（ワンダー・スリー）』）
  - ハッスルパンチの歌 （大山のぶ代/水垣洋子/松島みのり/西六郷少年合唱団 ； 『ハッスルパンチ』）
  - 戦え!オスパー （山田太郎 ； 『戦え!オスパー』）
- 1966年 
  - 海賊王子 （友竹正則/上高田少年合唱団 ； 『海賊王子』）
  - ハリスの旋風 （大山のぶ代 ； 『ハリスの旋風』）
  - 遊星仮面 （デューク・エイセス/藤田淑子（台詞） ； 『遊星仮面』）
  - サイボーグ009の歌 （マイスタージンガー ； 『サイボーグ009』）
  - ロボタンの歌（古今亭志ん朝、ボーカル・ショップ ； 『ロボタン#第1作』）
  - とびだせ!バッチリ （加藤みどり ； 『とびだせ!バッチリ』）
  - 魔法使いサリー （スリー・グレイセス ； 『魔法使いサリー』）
- 1967年 
  - 悟空の大冒険マーチ （ヤング・フレッシュ ； 『悟空の大冒険』）
  - 黄金バット （ボーカル・ショップ ； 『黄金バット』）
  - ピッカリ・ビーのうた （天地総子、ボン・くーる ； 『かみなり坊やピッカリ・ビー』）
  - ぼくらのパーマン （石川進/三輪勝恵 ； 『パーマン』）
  - マッハゴー・ゴー・ゴー （ボーカル・ショップ ； 『マッハGoGoGo』）
  - リボンの騎士 （前川陽子 ； 『リボンの騎士』）
  - 冒険ガボテン島 （ボーカル・ショップ/杉山佳寿子/野沢雅子/太田淑子/伊藤牧子/北川智恵子/東美江/西尾徳 ； 『冒険ガボテン島』）
  - キングコング （藤田淑子/ハニー・ナイツ ； 『キングコング』）
  - 001/7親指トム （フォー・シンガーズ ； 『001/7親指トム』）
  - 花のピュンピュン丸 （財津一郎 ； 『花のピュンピュン丸』）
  - ドンキッコ （山本喜代子、山岸比呂美 ； 『ドンキッコ』）
  - シャダーのうた （CAポップス/鈴木忠 ； 『冒険少年シャダー』）
  - スカイヤーズ5 （ハニー・ナイツ ； 『スカイヤーズ5』）
  - おらぁグズラだど （谷啓 ； 『おらぁグズラだど』）
- 1968年 
  - ゲゲゲの鬼太郎 （熊倉一雄 ； 『ゲゲゲの鬼太郎』）
  - わんぱく探偵団のうた （ボーカル・ショップ/上高田少年合唱団 ； 『わんぱく探偵団』）
  - ゆけゆけ飛雄馬 （アンサンブルポッカ ； 『巨人の星』）
  - アニマル1のうた （朱里エイコ ； 『アニマル1』）
  - あかねちゃん （松島みのり ； 『あかねちゃん』）
  - ファイトだ!!ピュー太 （フォア・ジェッツ（謎のGSグループ。変名の場合あり。） ； 『ファイトだ!!ピュー太』）
  - おれは怪物くんだ （白石冬美、大竹宏、兼本新吾、今西正男 ； 『怪物くん』）
  - サスケ （ハニーナイツ ； 『サスケ』）
  - 夕やけ番長 （加藤みどり ； 『夕やけ番長』）
  - ドカチン・ダンス （中村メイコ ； 『ドカチン』）
  - バンパイヤの歌 （松川義昭 ； 『バンパイヤ』）
  - 佐武と市捕物控 （マイスター・ジンガー ； 『佐武と市捕物控』）
  - 妖怪人間ベム （ハニー・ナイツ ； 『妖怪人間ベム』）
- 1969年 
  - ひみつのアッコちゃん （岡田恭子 ； 『ひみつのアッコちゃん』）
  - そばかすプッチー （フジ・ジュニア合唱団 ； 『そばかすプッチー』）
  - ウメ星デンカがこんにちは （石川進、杉山佳寿子 ； 『ウメ星デンカ』）
  - もーれつア太郎 （桂京子 ； 『もーれつア太郎』）
  - どろろの歌 （藤田淑子 ； 『どろろ』）
  - 男一匹ガキ大将 （宍倉正信 ； 『男一匹ガキ大将』）
  - 行けタイガーマスク （新井洋/スクールメイツ ； 『タイガーマスク』）
  - ハクション大魔王 （嶋崎由理 ； 『ハクション大魔王』）
  - サザエさん （宇野ゆう子 ； 『サザエさん』）
  - ねぇ!ムーミン （藤田淑子 ； 『ムーミン』）
  - アタックNo.1 （大杉久美子 ； 『アタックNo.1』）

## 1970年代
- 海のトリトン
  - 海のトリトン （須藤リカ/かぐや姫 ； 『海のトリトン』初代）
  - GO! GO! トリトン（ヒデ・夕木、杉並児童合唱団 ； 『海のトリトン』2代目）
- SF西遊記スタージンガー
  - スタージンガーの歌（ささきいさお/こおろぎ'73 ；『SF西遊記スタージンガー』初代）
  - 宇宙の戦士スタージンガー（ささきいさお/神代ユースコーラス ；『SF西遊記スタージンガー』2代目）
  - ぼくらのスタージンガー（ささきいさお/コロムビアゆりかご会 ；『SF西遊記スタージンガーII』）
- 円卓の騎士物語 燃えろアーサー/燃えろアーサー 白馬の王子
  - 希望よそれは（ささきいさお/こおろぎ'73 ；『円卓の騎士物語 燃えろアーサー』）
  - おれはアーサー（水木一郎/コロムビアゆりかご会 ；『燃えろアーサー 白馬の王子』）
- 科学忍者隊ガッチャマン
  - 倒せ! ギャラクター （コロムビアゆりかご会 ； 『科学忍者隊ガッチャマン』初代）
  - ガッチャマンの歌 （コロムビアゆりかご会、子門真人 ； 『科学忍者隊ガッチャマン』2代目）
  - われらガッチャマン（ささきいさお/コロムビアゆりかご会；『科学忍者隊ガッチャマンII』）
  - ガッチャマンファイター（ささきいさお/コロムビアゆりかご会；『科学忍者隊ガッチャマンF』）
- 世界名作劇場
  - よあけのみち（大杉久美子 ； 『フランダースの犬』）
  - 草原のマルコ（大杉久美子 ； 『母をたずねて三千里』）
  - ロックリバーへ（大杉久美子 ； 『あらいぐまラスカル』）
  - ペリーヌものがたり（大杉久美子 ； 『ペリーヌ物語』）
  - きこえるかしら（大和田りつこ ； 『赤毛のアン』）
- ゼロテスター/ゼロテスター地球を守れ!
  - ゼロテスター （子門真人/杉並児童合唱団 ； 『ゼロテスター』）
  - ゼロテスター地球を守れ! （杉並児童合唱団 ； 『ゼロテスター地球を守れ!』）
- タイムボカンシリーズ
  - タイムボカン （山本まさゆき/サカモト児童合唱団 ； 『タイムボカン』）
  - ヤッターマンの歌 （山本まさゆき/少年少女合唱団みずうみ ； 『タイムボカンシリーズ ヤッターマン』初代）
  - ヤッターキング （山本まさゆき/スクール・メイツ・ブラザーズ ； 『タイムボカンシリーズ ヤッターマン』2代目）
  - ゼンダマンの歌（藤井健 ； 『タイムボカンシリーズ ゼンダマン』）
- 天才バカボン
  - 天才バカボン （アイドル・フォー ； 『天才バカボン』）
  - タリラリランのコニャニャチワ （コロムビアゆりかご会/グリンピース/雨森雅司（パパ） ； 『元祖天才バカボン』）
- ドカベン
  - がんばれドカベン （こおろぎ'73 ； 『ドカベン』初代）
  - 九人のマーチ （コロムビアゆりかご会 ； 『ドカベン』2代目）
  - 青春フィーバー（コンバット・マーチ） （コロムビア・オールスターズ/こおろぎ'73 ； 『ドカベン』3代目）
- ドラえもん
  - ドラえもん （内藤はるみ、劇団NLT ； 『ドラえもん（日本テレビ版）』）
  - ドラえもんのうた （大杉久美子/大山のぶ代（台詞） ； 『ドラえもん（テレビ朝日版第1期）』）
  - ぼくドラえもん （大山のぶ代 ； 『ドラえもん（テレビ朝日版第1期）』帯番組版）
  - ドラえもんのうた （女子十二楽坊 ； 『ドラえもん（テレビ朝日版第2期）』初代）
  - ハグしちゃお （夏川りみ ； 『ドラえもん（テレビ朝日版第2期）』2代目）
  - 夢をかなえてドラえもん （mao ； 『ドラえもん（テレビ朝日版第2期）』3代目）
  - ドラえもん（星野源 ；『ドラえもん（テレビ朝日版第2期）』4代目）
- ドン・チャック物語
  - ドン・チャックといっしょに （大杉久美子/東映児童合唱団 ； 『ドン・チャック物語(第一期)』）
  - 空いっぱいの夢 （大杉久美子 ； 『ドン・チャック物語(第二期)』）
- ハゼドン
  - ハゼドン音頭 （和泉常寛/コロムビアゆりかご会 ； 『ハゼドン』初代）
  - ぼくはハゼドン （水森亜土 ； 『ハゼドン』2代目）
- まんが名作劇場 サザエさん
  - サザエさんのうた （堀江美都子/サニーシンガーズ/コロムビアゆりかご会 ； 『まんが名作劇場 サザエさん』初代、5代目）
  - ウンミィの歌 （古賀ひとみ/ヤング・フレッシュ ； 『まんが名作劇場 サザエさん』2代目）
  - 愛しすぎてる サザエさん （水森亜土/こおろぎ'73 ； 『まんが名作劇場 サザエさん』3代目）
  - ハッピーデイ・サザエさん （松尾香 ； 『まんが名作劇場 サザエさん』4代目）
- ラ・セーヌの星
  - ラ・セーヌの星 （堀江美都子/コロムビアゆりかご会 ； 『ラ・セーヌの星』初代）
  - ラ・セーヌの星 （アレーヌ/コロムビアゆりかご会 ； 『ラ・セーヌの』2代目）
- ルパン三世
  - ルパン三世主題歌I（チャーリー・コーセイ ； 『ルパン三世（TV第1シリーズ）』初代）
  - AFRO "LUPIN '68"（チャーリー・コーセイ ； 『ルパン三世（TV第1シリーズ）』2代目）
  - ルパン三世主題歌III（よしろう・広石 ； 『ルパン三世（TV第1シリーズ）』3代目）
  - ルパン三世のテーマ'78（ユー&エクスプロージョン・バンド ； 『ルパン三世（TV第2シリーズ）』初代）
  - ルパン三世のテーマ（ヴォーカル版）（ピートマック・ジュニア ； 『ルパン三世（TV第2シリーズ）』2代目）
  - ルパン三世'79（ユー&エクスプロージョン・バンド ； 『ルパン三世（TV第2シリーズ）』3代目）
  - ルパン三世'80（ユー&エクスプロージョン・バンド ； 『ルパン三世（TV第2シリーズ）』4代目）
- その他
  -  1970年 
    - あしたのジョー （尾藤イサオ ； 『あしたのジョー』）
    - いじわるマーチ（サトー・ペペ ； 『いじわるばあさん（読売テレビ版）』）
    - 大ちゃん数え唄 （吉田よしみ ； 『いなかっぺ大将』）
    - 男どアホウ!甲子園 （フォー・スラッガーズ ； 『男どアホウ!甲子園』）
    - キックの鬼（沢村忠 ； 『キックの鬼』）
    - みなしごハッチ （嶋崎由里 ； 『昆虫物語 みなしごハッチ』）
    - しっぽはぐぐんと （大山のぶ代/雨森雅司（台詞） ； 『のらくろ』）
    - ばくはつ五郎 （ザ・ワンダース ； 『ばくはつ五郎』）
    - 赤き血のイレブン （フォー・メイツ ； 『赤き血のイレブン』）
    - 魔法のマコちゃん （堀江美都子 ； 『魔法のマコちゃん』）

  -  1971年 
    - カバトット （加世田直人/コロムビア・メール・ハーモニー ； 『カバトット』）
    - ミスター・アンデルセン （桜井妙子/ヤング・フレッシュ ； 『アンデルセン物語』）
    - 珍豪ムチャ兵衛 （熊倉一雄 ； 『珍豪ムチャ兵衛』）
    - 決断 （幹和之/コロムビア男声合唱団 ； 『アニメンタリー 決断』）
    - さすらいの太陽 （スリー・グレイセス/ボーカル・ショップ ； 『さすらいの太陽』）
    - オバケのQ太郎 （堀絢子/ニューロイヤル ； 『新オバケのQ太郎』）
    - ふしぎなメルモ （出原千花子 ； 『ふしぎなメルモ』）
    - エッちゃん （増山江威子 ； 『さるとびエッちゃん』）
    - アパッチ野球軍 （林恵々子 ； 『アパッチ野球軍』）
    - 国松さまのお通りだい （山本喜代子 ； 『国松さまのお通りだい』）
    - 原始少年リュウが行く （水木一郎 ； 『原始少年リュウ』）

  -  1972年 
    - 樫の木モック （小野木久美子 ； 『樫の木モック』）
    - 月光仮面は誰でしょう （ボニー・ジャックス/ひばり児童合唱団 ； 『正義を愛する者 月光仮面』）
    - 魔法使いチャッピー （シンガーズ・スリー ； 『魔法使いチャッピー』）
    - がんばれ!赤胴鈴之助 （東京城北少年少女合唱団 ； 『赤胴鈴之助』）
    - デビルマンのうた （十田敬三/ボーカル・ショップ ； 『デビルマン』）
    - モンシェリCoCo （中島まゆこ ； 『モンシェリCoCo』）
    - 小天狗はやて丸 （いしざきひろし/たかの羽児童合唱団 ； 『小天狗はやて丸』）
    - アストロガンガー （水木一郎/コロムビアゆりかご会 ； 『アストロガンガー』）
    - かいけつタマゴン （ムーン・ドロップス ； 『かいけつタマゴン』）
    - ど根性ガエル （石川進/荒川少年少女合唱隊 ； 『ど根性ガエル』）
    - おんぶおばけの歌 （前川陽子 ； 『隆一まんが劇場 おんぶおばけ』）
    - マジンガーZ （水木一郎 ； 『マジンガーZ』）

  -  1973年 
    - バビル2世 （水木一郎 ； 『バビル2世』）
    - けろっこデメタン （堀江美都子 ； 『けろっこデメタン』）
    - 緑の陽だまり （ミッチーとチャタラーズ ； 『山ねずみロッキーチャック』）
    - ジャングル黒べえの歌 （大杉久美子 ； 『ジャングル黒べえ』）
    - ワンサくん （シンガーズ・スリー/ロイヤル・ナイツ ； 『ワンサくん』）
    - 荒野の少年イサム （ボーカル・ショップ ； 『荒野の少年イサム』）
    - ミクロイドS （ヤング・スターズ ； 『ミクロイドS』）
    - 幸わせを呼ぶリミットちゃん （大杉久美子 ； 『ミラクル少女リミットちゃん』）
    - たたかえ!キャシャーン （ ささきいさお ； 『新造人間キャシャーン』）
    - エースをねらえ! （大杉久美子 ； 『エースをねらえ!』）
    - ドロロンえん魔くん （中山千夏 ； 『ドロロンえん魔くん』）
    - キューティーハニー （前川陽子 ； 『キューティーハニー』）
    - 空手バカ一代 （大安蓮/パイオニア児童合唱団 ； 『空手バカ一代』）

  -  1974年 
    - おしえて （伊集加代子 ； 『アルプスの少女ハイジ』）
    - 柔道讃歌 （子門真人 ； 『柔道讃歌』）
    - チャージマン研 （ひばり児童合唱団 ； 『チャージマン研!』）
    - 魔女っ子メグちゃん （前川陽子 ； 『魔女っ子メグちゃん』）
    - ダメおやじ （大泉滉/雷門ケン坊/サカモト児童合唱団 ； 『ダメおやじ』）
    - ビッケは小さなバイキング （栗葉子/ザ・バイキング ； 『小さなバイキングビッケ』）
    - ゲッターロボ! （ささきいさお ； 『ゲッターロボ』、『ゲッターロボG』）
    - たまげ太くん （五十嵐洋子 ； 『どなりのたまげ太くん』）
    - 星の子チョビン （藍美代子 ； 『星の子チョビン』）
    - おれはグレートマジンガー （水木一郎 ； 『グレートマジンガー』）
    - がんばれ!ウリクペン救助隊 （水木一郎 ； 『ウリクペン救助隊』）
    - ジムボタンの歌 （堀江美都子/こおろぎ'73 ； 『ジムボタン』）
    - 戦え!ポリマー （ささきいさお/コロムビアゆりかご会 ； 『破裏拳ポリマー』）
    - はじめ人間ギャートルズ （ザ・ギャートルズ ； 『はじめ人間ギャートルズ』）
    - 宇宙戦艦ヤマト （ささきいさお ； 『宇宙戦艦ヤマト』、『宇宙戦艦ヤマト2』、『宇宙戦艦ヤマトIII』）
    - ぼくらきょうだいてんとう虫 （堀江美都子/こおろぎ'73/コロムビアゆりかご会 ； 『てんとう虫の歌』）
    - ぼくはカリメロ （山崎リナ ； 『カリメロ』）

  -  1975年 
    - にっぽん昔ばなし （花頭巾 ； 『まんが日本昔ばなし』）
    - みつばちマーヤの冒険 （チータとみつばち合唱団 ； 『みつばちマーヤの冒険』）
    - 勇者ライディーン （子門真人 ； 『勇者ライディーン』）
    - ガンバの冒険 （河原裕昌 ； 『ガンバの冒険』）
    - 少年徳川家康 （ニュー・スタジオ・シンガーズ ； 『少年徳川家康』）
    - テッカマンの歌 （水木一郎 ； 『宇宙の騎士テッカマン』）
    - イルカと少年 （白石冬美 ； 『イルカと少年』）
    - シンドバットのぼうけん （堀江美都子/コロムビアゆりかご会 ； 『アラビアンナイト シンドバットの冒険』）
    - クムクムのうた （堀江美都子 ； 『クムクム』）
    - 鋼鉄ジーグのうた （水木一郎/こおろぎ'73/コロムビアゆりかご会 ； 『鋼鉄ジーグ』）
    - とべ!グレンダイザー （ささきいさお ； 『UFOロボ グレンダイザー』）
    - ペペロの冒険 （堀江美都子 ； 『アンデス少年 ペペロの冒険』）
    - 草原のローラ （大杉久美子 ； 『草原の少女ローラ』）
    - とんちんかんちん一休さん （相内恵/ヤング・フレッシュ ； 『一休さん』）

  -  1976年 
    - ほらハックルベリィ・フィン （堀江美都子/こおろぎ'73/コロムビアゆりかご会 ； 『ハックルベリィの冒険』）
    - 大空魔竜ガイキング （ささきいさお ； 『大空魔竜ガイキング』）
    - ダッシュ!マシンハヤブサ （水木一郎/コロムビアゆりかご会 ； 『マシンハヤブサ』）
    - 行くぞゴーダム （水木一郎/ヤング・フレッシュ ； 『ゴワッパー5ゴーダム』）
    - UFO戦士ダイアポロン （子門真人 ； 『UFO戦士ダイアポロン』）
    - コン・バトラーVのテーマ （水木一郎 ； 『超電磁ロボ コン・バトラーV』）
    - ぼくはピコリーノ （大杉久美子/ヤング・フレッシュ ； 『ピノキオより ピコリーノの冒険』）
    - 飛べ!グロイザーX （池田鴻 ； 『グロイザーX』）
    - ブロッカー軍団マシーンブラスター （ヒデ夕樹 ； 『ブロッカー軍団IVマシーンブラスター』）
    - ふるさとの四季 （松島トモ子 ； 『まんがふるさと昔話』）
    - たたかえ!ガ・キーン （水木一郎/堀江美都子/こおろぎ'73 ； 『マグネロボ ガ・キーン』）
    - キャンディ・キャンディ （堀江美都子、ザ・チャープス ； 『キャンディ・キャンディ』）
    - ポールの冒険 （大杉久美子、コロムビアゆりかご会 ； 『ポールのミラクル大作戦』）
    - リトル・ルルとちっちゃい仲間 （堀江美都子/ヤング・フレッシュ ； 『リトル・ルルとちっちゃい仲間』）
    - わたしのビートン （大和田りつこ ； 『ろぼっ子ビートン』）
    - 行け!ボーンフリー（子門真人/コロムビアゆりかご会 ；『恐竜探険隊ボーンフリー』）

  -  1977年 
    - マルス2015年 （スティーブン・トート/こおろぎ'73 ； 『ジェッターマルス』）
    - トライアタック!メカンダーロボ （水木一郎/こおろぎ'73 ； 『合身戦隊メカンダーロボ』）
    - すきだッダンガードA （ささきいさお/コロムビアゆりかご会 ； 『惑星ロボダンガードA』）
    - あしたへアタック （堀江美都子 ； 『あしたへアタック』）
    - おーいおはなしだよ （大杉久美子 ； 『おーいおはなしだよ』）
    - バーバ・ファミリーのうた （小原乃梨子/肝付兼太 ； 『バーバパパ』）
    - 超常スマッシュ! ギンガイザー （ささきいさお ； 『超合体魔術ロボ ギンガイザー』）
    - 氷河戦士ガイスラッガー （水木一郎/こおろぎ'73 ； 『氷河戦士ガイスラッガー』）
    - ボルテスVのうた （堀江美都子 ； 『超電磁マシーン ボルテスV』）
    - おおきなくまになったら （大杉久美子 ； 『シートン動物記 くまの子ジャッキー』）
    - 超人戦隊バラタック （水木一郎/コロムビアゆりかご会 ； 『超人戦隊バラタック』）
    - おれは鉄兵 （藤本房子/こおろぎ'73/コロムビアゆりかご会 ； 『おれは鉄兵』）
    - やるぞ一発!野球道 （千葉由美/ヤング・フレッシュ/こおろぎ'73 ； 『一発貫太くん』）
    - グランプリの鷹 （水木一郎/フィーリング・フリー ； 『アローエンブレム グランプリの鷹』）
    - ぼくらは旅の音楽隊 （大杉久美子/ヤング・フレッシュ ； 『風船少女テンプルちゃん』）
    - さあ歩きはじめよう （沢田亜矢子/シンガーズ・スリー ； 『家なき子』）
    - ガッタイガーの歌 （上條恒彦 ； 『超スーパーカーガッタイガー』）
    - とびだせ!マシーン飛竜 （こおろぎ'73/ ； 『とびだせ!マシーン飛竜』）
    - ゆけ!ザンボット3 （堀光一路 ； 『無敵超人ザンボット3』）
    - 激走!ルーベンカイザー （ささきいさお/こおろぎ'73 ； 『激走ルーベンカイザー』）
    - 若草のシャルロット （かおりくみこ ； 『若草のシャルロット』）
    - 女王陛下のプティアンジェ （広美和子 ； 『女王陛下のプティアンジェ』）
    - 野球狂の詩 （堀江美都子/コロムビア男声合唱団 ； 『野球狂の詩』）
    - 戦え!アイゼンボーグ（サニー・シンガーズ/西六郷少年少女合唱団 ；『恐竜大戦争アイゼンボーグ』）

  -  1978年 
    - キャプテンハーロック（水木一郎 ；『宇宙海賊キャプテンハーロック』）
    - カムヒア!ダイターン3 （藤原誠 ； 『無敵鋼人ダイターン3』）
    - 立て!闘将ダイモス（ささきいさお/コロムビアゆりかご会 ；『闘将ダイモス』）
    - 銀河鉄道999 （ささきいさお ；『銀河鉄道999』）

  -  1979年 
    - 花の子ルンルン（堀江美都子/ザ・チャープス； 『花の子ルンルン』）
    - ダルタニアスの歌（堀江美都子/こおろぎ'73/コロムビアゆりかご会 ；『未来ロボ ダルタニアス』）
    - 誰がために（成田賢/こおろぎ'73 ； 『サイボーグ009（新）』）
    - ザ☆ウルトラマン（ささきいさお/コロムビアゆりかご会 ；『ザ☆ウルトラマン』）
    - タンサー5のテーマ（ビリー山口 ；『科学冒険隊タンサー5』）
    - 翔べ!ガンダム （池田鴻/フィーリング・フリー/ミュージック・クリエイション ； 『機動戦士ガンダム』）
    - 薔薇は美しく散る （鈴木宏子 ； 『ベルサイユのばら』）
    - 宇宙空母ブルーノア 〜大いなる海へ〜（川崎麻世 ；『宇宙空母ブルーノア』）
    - 闘士ゴーディアン（塩見大治郎 ；『闘士ゴーディアン』）

## 1980年代

### あ行
- 亜空大作戦スラングル
  - 亜空大作戦のテーマ （片桐圭一 ； 『亜空大作戦スラングル』）
  - FIGHTING ON （はせもとひろ ； 『亜空大作戦スラングル』）
- イーグルサム
  - イーグル サムのマーチ （イーグルス ； 『イーグルサム』初代）
  - 情熱forever （イーグルス ； 『イーグルサム』2代目）
- うる星やつら
  - ラムのラブソング （松谷祐子 ； 『うる星やつら』初代）
  - Dancing Star （小林泉美 ； 『うる星やつら』2代目）
  - パジャマ・じゃまだ! （成清加奈子 ； 『うる星やつら』3代目）
  - Chance on Love （CINDY ； 『うる星やつら』4代目）
  - Rock The Planet （ステファニー ； 『うる星やつら』5代目）
  - 殿方ごめん遊ばせ （南翔子 ； 『うる星やつら』6代目）
- エスパー魔美
  - テレポーテーション–恋の未確認–（橋本潮 ； 『エスパー魔美』初代）
  - S・O・S（橋本潮/SHINES ； 『エスパー魔美』2代目）
- F-エフ
  - F（沢向要士/THE BURST ； 『F-エフ』初代）
  - LOVE AFFAIR（清水宏次朗 ； 『F-エフ』2代目）
- 美味しんぼ
  - YOU（結城めぐみ ； 『美味しんぼ』初代）
  - Dang Dang 気になる（中村由真 ； 『美味しんぼ』2代目）
- オバケのQ太郎
  - 大人になんかならないよ （天地総子 ； 『オバケのQ太郎』）
  - ぼくはオバQノンキなオバケ （天地総子 ； 『オバケのQ太郎』）
- おぼっちゃまくん
  - ぶぁいYaiYai?おぼっちゃまくんのテーマ?（いんぐりもんぐり ； 『おぼっちゃまくん』初代）
  - 茶魔さま（田中義剛 ； 『おぼっちゃまくん』2代目）
- オヨネコぶーにゃん
  - オヨネコぶーにゃん　（川島千代子/神谷明 ； 『オヨネコぶーにゃん』初代）
  - オヨヨナイトフィーバー （神谷明/こおろぎ'73 ； 『オヨネコぶーにゃん』2代目）

### か行
- 機甲戦記ドラグナー
  - 夢色チェイサー （鮎川麻弥 ； 『機甲戦記ドラグナー』初代）
  - スターライト・セレナーデ （山瀬まみ ； 『機甲戦記ドラグナー』2代目）
- キテレツ大百科
  - お嫁さんになってあげないゾ（守谷香 ； 『キテレツ大百科』初代）
  - ボディーだけレディー（内田順子 ； 『キテレツ大百科』2代目）
  - 夢みる時間（森恵 ； 『キテレツ大百科』3代目）
  - はじめてのチュウ（あんしんパパ ； 『キテレツ大百科』4代目）
  - スイミン不足（CHICKS ； 『キテレツ大百科』5代目）
  - お料理行進曲（YUKA ； 『キテレツ大百科』6代目）
- 機動警察パトレイバー
  - そのままの君でいて（仁藤優子 ； 『機動警察パトレイバー』初代）
  - コンディション・グリーン 〜緊急発進〜（笠原弘子 ； 『機動警察パトレイバー』2代目）
- 機動戦士Ζガンダム
  - Ζ・刻を越えて （鮎川麻弥 ； 『機動戦士Ζガンダム』初代）
  - 水の星へ愛をこめて （森口博子 ； 『機動戦士Ζガンダム』2代目）
- 機動戦士ガンダムΖΖ
  - アニメじゃない -夢を忘れた古い地球人よ- （新井正人 ； 『機動戦士ガンダムΖΖ』初代）
  - サイレント・ヴォイス （ひろえ純 ； 『機動戦士ガンダムΖΖ』2代目）
- きまぐれオレンジ☆ロード
  - ナイトオブサマーサイド（NIGHT OF SUMMERSIDE）（池田政典 ； 『きまぐれオレンジ☆ロード』初代）
  - オレンジ・ミステリー（長島秀幸 ； 『きまぐれオレンジ☆ロード』2代目）
  - 鏡の中のアクトレス（中原めいこ ； 『きまぐれオレンジ☆ロード』3代目）
- キャッツ・アイ
  - CAT'S EYE （杏里 ； 『キャッツ・アイ』初代）
  - デリンジャー （刀根麻理子 ； 『キャッツ・アイ』2代目）
- キン肉マン
  - キン肉マンGo Fight! （串田アキラ ； 『キン肉マン』初代）
  - 炎のキン肉マン （串田アキラ ； 『キン肉マン』2代目）
  - キン肉マン旋風（センセーション） （串田アキラ ； 『キン肉マン』3代目）
- 昆虫物語 みなしごハッチ（リメイク版）
  - みなしごハッチ（石川ひとみ ； 『昆虫物語 みなしごハッチ』放送用主題歌）
  - ハッチ また会おうよ（児島未散 ； 『昆虫物語 みなしごハッチ』ビデオ用主題歌）

### さ行
- シティーハンター
  - CITY HUNTER〜愛よ消えないで〜 （小比類巻かほる ； 『シティーハンター』初代）
  - ゴーゴーヘブン （大沢誉志幸 ； 『シティーハンター』2代目）
  - ANGEL NIGHT〜天使のいる場所〜 （PSY・S ； 『シティーハンター2』初代）
  - SARA （FENCE OF DEFENSE ； 『シティーハンター2』2代目）
  - RUNNING TO HORIZON （小室哲哉 ； 『シティーハンター3』）
- 獣神ライガー
  - 怒りの獣神（弘妃由美 ； 『獣神ライガー』初代）
  - 奇跡の獣神（弘妃由美 ； 『獣神ライガー』2代目）
- 世紀末救世主伝説 北斗の拳
  - 愛をとりもどせ!! （クリスタルキング ； 『世紀末救世主伝説 北斗の拳』初代）
  - SILENT SURVIVOR （KODOMO BAND ； 『世紀末救世主伝説 北斗の拳』2代目）
  - TOUGH BOY　（TOM★CAT ； 『世紀末救世主伝説 北斗の拳2』）
- 聖闘士星矢
  - ペガサス幻想（ファンタジー）（MAKE-UP ； 『聖闘士星矢』初代）
  - 聖闘士神話（ソルジャードリーム）（影山ヒロノブ/BROADWAY ； 『聖闘士星矢』2代目）
- 重戦機エルガイム
  - エルガイム-Time for L-GAIM- （MIO ； 『重戦機エルガイム』初代）
  - 風のノー・リプライ （鮎川麻弥 ； 『重戦機エルガイム』2代目）
- 世界名作劇場
  - 誰よりも遠くへ （日下まろん ； 『トム・ソーヤーの冒険』）
  - 裸足のフローネ （潘恵子 ； 『家族ロビンソン漂流記 ふしぎな島のフローネ』）
  - 虹になりたい （やまがたすみこ ； 『南の虹のルーシー』）
  - アンネットの青い空 （潘恵子 ； 『アルプス物語 わたしのアンネット』）
  - Love with You 〜愛のプレゼント〜 （小林千絵 ； 『牧場の少女カトリ』）
  - 花のささやき （下成佐登子 ； 『小公女セーラ』）
  - し・あ・わ・せカーニバル（工藤夕貴 ； 『愛少女ポリアンナ物語』初代）
  - 微笑むあなたに会いたい（工藤夕貴 ； 『愛少女ポリアンナ物語』2代目）
  - 若草の招待状（新田恵利 ； 『愛の若草物語』初代）
  - いつかきっと!（潘恵子、山田栄子、荘真由美、佐久間レイ ； 『愛の若草物語』2代目）
  - ぼくらのセディ（西田ひかる ； 『小公子セディ』）
  - もう一度ピーターパン（ゆうゆ ； 『ピーターパンの冒険』）

### た行
- タッチ
  - タッチ （岩崎良美 ； 『タッチ』初代）
  - 愛がひとりぼっち （岩崎良美 ； 『タッチ』2代目）
  - チェッ!チェッ!チェッ! （岩崎良美 ； 『タッチ』3代目）
  - ひとりぼっちのデュエット （夢工場 ； 『タッチ』4代目）
  - 情熱物語 （岩崎良美 ； 『タッチ』5代目）
- 超音戦士ボーグマン
  - DON'T LOOK BACK（EARTHSHAKER ； 『超音戦士ボーグマン』初代）
  - 夜をぶっとばせ!（HIPS ； 『超音戦士ボーグマン』2代目）
- 超獣機神ダンクーガ
  - 愛よファラウェイ （藤原理恵 ； 『超獣機神ダンクーガ』初代）
  - ほんとのキスをお返しに （藤原理恵 ； 『超獣機神ダンクーガ』2代目）
- ついでにとんちんかん
  - ごめんねカウボーイ（うしろ髪ひかれ隊 ； 『ついでにとんちんかん』初代）
  - ほらね、春が来た（うしろ髪ひかれ隊 ； 『ついでにとんちんかん』2代目）
  - 麦わらでダンス（生稲晃子 ； 『ついでにとんちんかん』3代目）
- 天空戦記シュラト
  - SHINING SOUL（清水咲斗子 ； 『天空戦記シュラト』初代）
  - Truth（清水咲斗子 ； 『天空戦記シュラト』2代目）
- Dr.スランプ アラレちゃん
  - ワイワイワールド （水森亜土、こおろぎ'73 ； 『Dr.スランプ アラレちゃん』初代）
  - わいわい行進曲 （小山茉美/コロムビアゆりかご会 ； 『Dr.スランプ アラレちゃん』2代目）
- ドラゴンボール
  - 魔訶不思議アドベンチャー! （高橋洋樹 ； 『ドラゴンボール』）
  - CHA-LA HEAD-CHA-LA （影山ヒロノブ ； 『ドラゴンボールZ』初代）
  - WE GOTTA POWER （影山ヒロノブ ； 『ドラゴンボールZ』2代目）
- トランスフォーマー
  - TRANSFORMER 〜トランスフォーマー〜 （下成佐登子 ； 『戦え!超ロボット生命体トランスフォーマー』）
  - トランスフォーマー2010 〜TRANSFORMER 2010〜 （広瀬翔 ； 『戦え!超ロボット生命体トランスフォーマー2010』）
  - ザ・ヘッドマスターズ （影山ヒロノブ ； 『トランスフォーマー ザ☆ヘッドマスターズ』）
  - 超神マスターフォースのテーマ （五十嵐寿也 ； 『トランスフォーマー 超神マスターフォース』）
  - トランスフォーマーV （茅弘二 ； 『戦え!超ロボット生命体 トランスフォーマーV』）

### な行
- のらくろクン
  - You!You!You!（BaBe ； 『のらくろクン』初代）
  - JUNK BOY（MEGU ； 『のらくろクン』2代目）

### は行
- ハーイあっこです
  - 晴れのち晴れ（小坂明子 ； 『ハーイあっこです』初代）
  - キッチンから愛をこめて（小坂明子 ； 『ハーイあっこです』2代目）
- ハイスクール!奇面組
  - うしろゆびさされ組 （うしろゆびさされ組 ； 『ハイスクール!奇面組』初代）
  - 象さんのすきゃんてぃ （うしろゆびさされ組 ； 『ハイスクール!奇面組』2代目）
  - 渚の『・・・・・』 （うしろゆびさされ組 ； 『ハイスクール!奇面組』3代目）
  - 技ありっ! （うしろゆびさされ組 ； 『ハイスクール!奇面組』4代目）
  - かしこ （うしろゆびさされ組 ； 『ハイスクール!奇面組』5代目）
  - 時の河を越えて （うしろ髪ひかれ隊 ； 『ハイスクール!奇面組』6代目）
  - あなたを知りたい （うしろ髪ひかれ隊 ； 『ハイスクール!奇面組』7代目）
- 陽あたり良好!
  - 陽あたり良好!（浅倉亜季 ； 『陽あたり良好!』初代）
  - 帰って来た街角（芹澤廣明 ； 『陽あたり良好!』2代目）
  - 悲しみはBEATに変えて（尾崎亜美 ； 『陽あたり良好!』3代目）
- ホワッツマイケル
  - マイケル音頭（山瀬まみ ； 『ホワッツマイケル』初代）
  - マイケルNo.1!（山瀬まみ ； 『ホワッツマイケル』2代目）

### ま行
- マシンロボシリーズ
  - マシンロボ・炎（マーチン ； 『マシンロボ クロノスの大逆襲』初代）
  - 勝利のマシンロボ（子門真人 ； 『マシンロボ クロノスの大逆襲』2代目）
  - ぶっちぎりバトルハッカーズ（五十嵐寿也 ； 『マシンロボ ぶっちぎりバトルハッカーズ』）
- 魔法の妖精ペルシャ
  - 見知らぬ国のトリッパー （岡本舞子 ； 『魔法の妖精ペルシャ』初代）
  - おしゃれめさるな （MIMA ； 『魔法の妖精ペルシャ』2代目）
- まんがなるほど物語
  - どんな時でも…（倉沢淳美 ； 『まんがなるほど物語』初代）
  - センチメンタル・ミニ・ロマンス（倉沢淳美 ； 『まんがなるほど物語』2代目）
  - 神さまのゴミ箱（チェリッシュ ； 『新まんがなるほど物語』）
- まんがはじめて面白塾
  - あなたらしく（森川由加里 ； 『まんがはじめて面白塾』初代）
  - 知らないおばけはでてこない（BANANA ； 『まんがはじめて面白塾』2代目）
- 名門!第三野球部
  - 誓書-バイブル-（PEARL ； 『名門!第三野球部』初代）
  - 輝きの描写（河田純子 ； 『名門!第三野球部』2代目）
  - 青春のさがしもの（河田純子 ； 『名門!第三野球部』3代目）
- めぞん一刻
  - 悲しみよこんにちは （斉藤由貴 ； 『めぞん一刻』初代）
  - 好きさ （安全地帯 ； 『めぞん一刻』3代目）
  - サニーシャイニーモーニング （松尾清憲 ； 『めぞん一刻』4代目）
  - 陽だまり （村下孝蔵 ； 『めぞん一刻』5代目）
- 桃太郎伝説
  - 桃変化で行こう!（ピーチボーイズ ； 『桃太郎伝説』初代）
  - 夢しゃりばり(PEACH TOWN'S PARTY)（ピーチボーイズ ； 『桃太郎伝説』2代目）

### や行
- YAWARA!
  - ミラクル・ガール（永井真理子 ； 『YAWARA!』初代）
  - 雨にキッスの花束を（今井美樹 ； 『YAWARA!』2代目）
  - 負けるな女の子!（原由子 ；『YAWARA!』3代目）
  - YOU AND I（永井真理子 ； 『YAWARA!』4代目）
- 鎧伝サムライトルーパー
  - スターダストアイズ（浦西真理子 ； 『鎧伝サムライトルーパー』初代）
  - サムライハート（森口博子 ； 『鎧伝サムライトルーパー』2代目）

### ら行
- らんま1/2
  - じゃじゃ馬にさせないで（西尾えつ子 ； 『らんま1/2』）
  - リトル★デイト（ribbon ； 『らんま1/2 熱闘編』初代）
  - 思い出がいっぱい（CoCo ； 『らんま1/2 熱闘編』2代目）
  - 絶対!Part2（早坂好恵 ； 『らんま1/2 熱闘編』3代目）
  - 地球オーケストラ（KUSU KUSU ； 『らんま1/2 熱闘編』4代目）
  - もう泣かないで（瀬能あづさ ； 『らんま1/2 熱闘編』5代目）
  - ラヴ・シーカー CAN'T STOP IT （VisioN ； 『らんま1/2 熱闘編』6代目）
- レディ!!
  - LADY（少年隊 ； 『レディレディ!!』）
  - レディ・クレスト〜扉を開けて〜（守谷香 ； 『ハロー!レディリン』）

### わ行
- ワンダービートS
  - 瞳はコスモス（燕奈緒美・燕真由美 ； 『ワンダービートS』初代）
  - ワンダービート（燕奈緒美・燕真由美 ； 『ワンダービートS』2代目）

### その他
- 1980年 
  - 誰よりも遠くへ （日下まろん ； 『トム・ソーヤーの冒険』）
  - 森へおいでよ （大杉久美子、こおろぎ'73 ； 『森の陽気な小人たちベルフィーとリルビット』）
  - ニルスのふしぎな旅 （加橋かつみ ； 『ニルスのふしぎな旅』）
  - 幸せのバビラトラリラ （福原みどり ； 『メーテルリンクの青い鳥 チルチルミチルの冒険旅行』）
  - オタスケマンの歌 （山本正之/少年少女合唱団みずうみ ； 『タイムパトロール隊オタスケマン』）
  - ふた子のモンチッチのうた （いとうのりこ ； 『ふた子のモンチッチ』）
  - トライダーG7のテーマ （たいらいさお ； 『無敵ロボ トライダーG7』）
  - ハローララベル （堀江美都子、コロムビアゆりかご会 ； 『魔法少女ララベル』）
  - がんばれ!宇宙の戦士 （ささきいさお ； 『宇宙大帝ゴッドシグマ』）
  - ムーへ飛べ （水木一郎 ； 『ムーの白鯨』）
  - 夢見るスーキャット （鶴岡弥生 ； 『スーキャット』）
  - おれはアーサー （水木一郎、コロムビアゆりかご会 ； 『燃えろアーサー 白馬の王子』）
  - 若き旅人 （MoJo ； 『釣りキチ三平』）
  - がんばれゴンベ （こおろぎ'73 ； 『がんばれゴンベ』）
  - ドンデラ音頭 調子出てますか （大塚文雄、クレープ ； 『ずっこけナイトドンデラマンチャ』）
  - 復活のイデオン （たいらいさお ； 『伝説巨神イデオン』）
  - あしたに生きろバルディオス （伊勢功一 ； 『宇宙戦士バルディオス』）
  - 風になれ! （堀欣也、こおろぎ'73、ザ・チャープス ； 『がんばれ元気』）
  - ユカイツーカイ怪物くん （怪物くん（野沢雅子） ； 『怪物くん（テレビ朝日版）』）
  - ローラーヒーロー・ムテキング （水木一郎 ； 『とんでも戦士ムテキング』）
  - おじゃまんが山田くん （こおろぎ'73 ； 『おじゃまんが山田くん』）
  - 鉄腕アトム （アトムズ ； 『鉄腕アトム（アニメ第2作）』）
  - 太陽の使者・鉄人28号 （ギミック ； 『太陽の使者 鉄人28号』）
  - 遙かなる旅路 （松尾香 ； 『ほえろブンブン』）
  - 今日もピカピカ （子門真人、サカモト児童合唱団 ； 『まんがことわざ事典』）
- 1981年 
  - 裸足のフローネ （潘恵子 ； 『家族ロビンソン漂流記 ふしぎな島のフローネ』）
  - 最強ロボ ダイオージャ （たいらいさお/ザ・ブレッスン・フォー ； 『最強ロボ ダイオージャ』）
  - ヤットデタマンの歌 （トッシュ ； 『ヤットデタマン』）
  - 黄金戦士ゴールド・ライタン （宮内良 ； 『ゴールドライタン』）
  - 斗え! ゴライオン （水木一郎、こおろぎ'73、コロムビアゆりかご会 ； 『百獣王ゴライオン』）
  - ハロー!サンディベル （堀江美都子、ザ・チャープス ； 『ハロー!サンディベル』）
  - おはよう! スパンク （井上望 ； 『おはよう!スパンク』）
  - クオレ物語 （竹田エリ、東京児童合唱団 ； 『愛の学校クオレ物語』）
  - おいらドタコン （たいらいさお ； 『めちゃっこドタコン』）
  - 走れジョリィ （堀江美都子とティティーネ&チルドレンコーラス ； 『名犬ジョリィ』）
  - しあわせさがして （近藤美津江 ； 『若草の四姉妹』）
  - フーセンのドラ太郎 （なぎらけんいち ； 『フーセンのドラ太郎』）
  - コスモス・ドリーム （高梨雅樹 ； 『新竹取物語 1000年女王』）
  - タイガーマスク二世 （水木一郎/コロムビアゆりかご会 ； 『タイガーマスク二世』）
  - ゴーショーグン発進せよ （藤井健 ； 『戦国魔神ゴーショーグン』）
  - ザ・チャンバラ （塚田三喜夫 ； 『まんが水戸黄門』）
  - ピョン吉・ロックンロール （とんねるず ； 『新・ど根性ガエル』）
  - 忍者ハットリくん （堀絢子、コロムビアゆりかご会 ； 『忍者ハットリくん』）
  - 宇宙の王者ゴッドマーズ （樋浦一帆 ； 『六神合体ゴッドマーズ』）
  - バケツのおひさんつかまえた （中山千夏 ； 『じゃりン子チエ』）
  - 見たいもの見たい （KiKi ； 『ダッシュ勝平』）
  - 銀河旋風ブライガー （たいらいさお ； 『銀河旋風ブライガー』）
  - 私はマチコ （今田裕子 ； 『まいっちんぐマチコ先生』）
  - タイムブックの歌 （宮内良 ； 『アニメ親子劇場』）
  - ワンワン三銃士 （日下まろん ； 『ワンワン三銃士』）
  - ハートは大騒ぎ （芹洋子 ； 『ハニーハニーのすてきな冒険』）
  - さらばやさしき日々よ （麻田マモル ； 『太陽の牙ダグラム』）
- 1982年 
  - 虹になりたい （やまがたすみこ ； 『南の虹のルーシー』）
  - あの子はあさりちゃん （前川陽子 / こおろぎ'73 ； 『あさりちゃん』）
  - 疾風ザブングル （串田アキラ ； 『戦闘メカ ザブングル』）
  - 逆転イッパツマン （やまもとまさゆき/ピンク・ピッギーズ ； 『逆転イッパツマン』）
  - 銀河の青春 （川津恒一 ； 『機甲艦隊ダイラガーXV』）
  - ラブ・ラブ・ミンキーモモ （小山茉美 ； 『魔法のプリンセス ミンキーモモ』）
  - ゲームセンターあらし （水木一郎 ； 『ゲームセンターあらし』）
  - パラダイスドラキュラ （内海賢二 / こおろぎ'73 ； 『手塚治虫のドン・ドラキュラ』）
  - トンデラハウスの大冒険 （藤本房子 ； 『トンデラハウスの大冒険』）
  - パタリロ! （藤本房子 ； 『パタリロ!』、『ぼくパタリロ!』）
  - 愛する地球の上 （たいらいさお ； 『アニメ野生のさけび』）
  - テクノボイジャー （ハーリー木村 ； 『科学救助隊テクノボイジャー』）
  - 夢の狩人 （山形ユキオ ； 『魔境伝説アクロバンチ』）
  - オリンポスのポロン （原良枝 ； 『おちゃめ神物語コロコロポロン』）
  - あ○（あにまる）ロックンロール （えりこ ； 『とんでモン・ペ』）
  - 冒険者たち （パル ； 『太陽の子エステバン』）
  - Lはラブリー （かおりくみこ ； 『The・かぼちゃワイン』）
  - 銀河烈風バクシンガー （山形ユキオ ； 『銀河烈風バクシンガー』）
  - マクロス （藤原誠 ； 『超時空要塞マクロス』）
  - あつまれ!ゆかいな忍者たち （松岡洋子 ； 『忍者マン一平』）
  - サイボット ロボッチ （砂東由香利 ； 『サイボットロボッチ』）
  - コブラ （前野曜子 ； 『スペースコブラ』）
  - ときめきトゥナイト （加茂晴美 ； 『ときめきトゥナイト』）
  - 愛の戦士レインボーマン （水島裕/ヤング・フレッシュ ； 『愛の戦士レインボーマン』）
  - おれたちの船出 （水木一郎/こおろぎ'73 ； 『わが青春のアルカディア 無限軌道SSX』）
  - おばあチャンバ （松金よね子 ； 『一ッ星家のウルトラ婆さん』）
  - 恋の呪文はスキトキメキトキス （伊藤さやか ； 『さすがの猿飛』）
  - ぼく、フクちゃんだい! （坂本千夏 ； 『フクちゃん』）
- 1983年 
  - アンネットの青い空 （潘恵子 ； 『アルプス物語 わたしのアンネット』）
  - ミッドナイト・サブマリン （HARRY ； 『未来警察ウラシマン』）
  - 君は何かができる （99Harmony ； 『キャプテン』）
  - ダンバイン とぶ （MIO ； 『聖戦士ダンバイン』）
  - 恋は突然 （堀江美都子 ； 『愛してナイト』）
  - 光速電神アルベガス （MoJo/こおろぎ'73 ； 『光速電神アルベガス』）
  - 10%の雨予報 （H2O ； 『みゆき』）
  - 炎のさだめ （TETSU ； 『装甲騎兵ボトムズ』）
  - オレンジのダンシング （高橋みゆき ； 『ななこSOS』）
  - ポケット宇宙 （山野さと子/コロムビアゆりかご会 ； 『ミームいろいろ夢の旅』）
  - 夢色のスプーン （飯島真理 ； 『スプーンおばさん』）
  - きてよパーマン （三輪勝恵/コロムビアゆりかご会 ； 『パーマン』）
  - パソコントラベル探偵団 （大和田りつこ ； 『パソコントラベル探偵団』）
  - 銀河疾風サスライガー （MOTCHIN ； 『銀河疾風サスライガー』）
  - いただきマンボ （田中真弓 ； 『イタダキマン』）
  - 忘れられたメッセージ （山本百合子 ； 『ジョージィ!』）
  - ストップ!! ひばりくん! （雪野ゆき ； 『ストップ!! ひばりくん!』）
  - おいらテン丸 （藤田淑子 ； 『ベムベムハンターこてんぐテン丸』）
  - 夢操作P.M.P.1 （片桐圭一 ； 『プラレス3四郎』）
  - ピュア島の仲間たち （原めぐみ ； 『ピュア島の仲間たち』）
  - デリケートに好きして （太田貴子 ； 『魔法の天使クリィミーマミ』）
  - 漂流〜スカイハリケーン〜 （ケーシー・ランキン ； 『超時空世紀オーガス』）
  - 孤独の旅路 （ネバーランド ； 『サイコアーマー ゴーバリアン』）
  - 失われた伝説（ゆめ）をもとめて （アンディ ； 『機甲創世記モスピーダ』）
  - あつまれば、友だち （久野美保 ； 『タオタオ絵本館 世界動物ばなし』）
  - 地球にI LOVE YOU （WELCOME ； 『特装機兵ドルバック』）
  - 夢みるワンダーランド （TARAKO ； 『ふしぎの国のアリス』）
  - いたずらの種まき （牧伸二/小林さくら/こおろぎ'73/ザ・チャープス ； 『まんがイソップ物語』）
  - 燃えてヒーロー （沖田浩之/日比野朱里→竹本孝之 ； 『キャプテン翼』）
  - サーカス・ゲーム （シュガー ； 『伊賀野カバ丸』）
  - HELLO, VIFAM （TAO ； 『銀河漂流バイファム』）
  - ハロートゥモロー （戸田恵子 ； 『子鹿物語　THE YEARLING』）
- 1984年 
  - SHOW ME YOUR SPACE〜君の宇宙を見せて〜 （ポプラ ； 『OKAWARI-BOY スターザンS』）
  - Love with You 〜愛のプレゼント〜 （小林千絵 ； 『牧場の少女カトリ』）
  - ロンリー・チェイサー （田中利由子 ； 『超攻速ガルビオン』）
  - 異次元ストーリー （ポプラ ； 『夢戦士ウイングマン』）
  - とんがり帽子のメモル （山野さと子 ； 『とんがり帽子のメモル』）
  - セクシー・アドベンチャー （中村裕介 ； 『ルパン三世 PARTIII』）
  - ビデオ戦士レザリオン （宮内タカユキ ； 『ビデオ戦士レザリオン』）
  - ガンモ・ドキッ! （スージー・松原 ； 『Gu-Guガンモ』）
  - 輝く瞳 ＜bright eyes＞ （TAKU ； 『巨神ゴーグ』）
  - ワープボーイ-WARPED BOY- （坂本千夏 ； 『らんぽう』）
  - 好きしてチックン!! （平野文 ； 『チックンタックン』）
  - ガラスの仮面 （芦部真梨子 ； 『ガラスの仮面』）
  - 青春プレリュード （加茂晴美 ； 『アタッカーYOU!』）
  - Dreamy My Love （須田翔子 ； 『ゴッドマジンガー』）
  - 星のデ・ジャ・ブー （鹿取容子 ； 『超時空騎団サザンクロス』）
  - 不思議、うふふ （TARAKO ； 『ふしぎなコアラブリンキー』）
  - よろしくチューニング （STR!X ； 『よろしくメカドック』）
  - ハートブレイクCrossin' （陣内孝則 ； 『ふたり鷹』）
  - ガリアン・ワールド -Run For Your Life- （EUROX ； 『機甲界ガリアン』）
  - Welcome! ガラット - ガラットのテーマ （村田有美 ； 『超力ロボ ガラット』）
  - 明日はシャイニング・スカイ （『あした天気になあれ』）
  - ON THE WING （小島恵理 ； 『レンズマン』）
  - 不思議CALL ME （MIO ； 『星銃士ビスマルク』）
  - 空からこぼれたSTORY （ダ・カーポ ； 『名探偵ホームズ』）
- 1985年 
  - びん感!メカニック （小林明子/小林直子 ； 『はーいステップジュン』）
  - 瞬間はファンタジー （長山洋子 ； 『おねがい!サミアどん』）
  - 夢を勝ちとろう （水木一郎 ； 『プロゴルファー猿』）
  - 夢のつばさ〜アルペンローゼ〜 （コニー ； 『アルペンローゼ』）
  - ぼくはブンブー （橋本潮 ； 『へーい!ブンブー』）
  - 裸足のソルジャー （下山公介 ； 『六三四の剣』）
  - コンポラキッド （ワッフル ； 『コンポラキッド』）
  - 不思議色ハピネス （小幡洋子 ； 『魔法のスターマジカルエミ』）
  - ロ・ロ・ロ・ロシアンルーレット （中原めいこ ； 『ダーティペア』）
  - メロスのように〜LONELY WAY〜 （AIRMAIL from NAGASAKI ； 『蒼き流星SPTレイズナー』）
  - LOVEサバイバー （HIT BOY ； 『忍者戦士飛影』）
  - いきなりWant You! （ピンク・クロウズ ； 『昭和アホ草紙あかぬけ一番!』）
  - KISSをさせてよ!ボタンノーズ （まさごろ ； 『夢の星のボタンノーズ』）
- 1986年 
  - ボクはロボタン（丸山裕子 ； 『ロボタン』）
  - スターダストボーイズ（影山ヒロノブ/こおろぎ'73 ； 『宇宙船サジタリウス』）
  - メイプルタウン物語（山野さと子 ； 『メイプルタウン物語』）
  - 金のリボンでRockして（志賀真理子 ； 『魔法のアイドルパステルユーミ』）
  - 流れ星 銀（宮内タカユキ ； 『銀牙 -流れ星 銀-』）
  - いくぜ! イッキマン!!（樋浦一帆 ； 『剛Q超児イッキマン』）
  - キッズのチャチャチャ（山田恭子 ； 『ウルトラマンキッズのことわざ物語』）
  - ハートの季節（伊藤つかさ ； 『光の伝説』）
  - G.I.ジョー（石原レイ ； 『地上最強のエキスパートチーム G.I.ジョー』）
  - Bugってハニー（高橋利幸 ； 『Bugってハニー』）
  - 恋はくえすちょん（おニャン子クラブ ； 『あんみつ姫』）
  - ときめきはForever（日髙のり子 ； 『ボスコアドベンチャー』）
  - カリフォルニア・ドリーミング（橋本潮/こおろぎ’73 ； 『Oh!ファミリー』）
  - ファンシーガール（山野さと子 ； 『オズの魔法使い』）
  - 正義の使者だぜ ドテラマン（こおろぎ'73 ； 『ドテラマン』）
  - 君は流れ星（西村知美 ； 『がんばれ!キッカーズ』）
  - ドリモグ・ロード（タイガーファイブ ； 『ドリモグだァ!!』）
- 1987年 
  - 南の国のパームタウン（山野さと子 ； 『新メイプルタウン物語 パームタウン編』）
  - バビバビバビブー　ウルトラB（三田ゆう子/森の木児童合唱団 ； 『ウルトラB』）
  - 君のフリーダム（Waffle ； 『げらげらブース物語』）
  - いくぞガミー・ベア（水木一郎 ； 『ガミー・ベアの冒険』）
  - ピュアストーン（結城梨沙 ； 『赤い光弾ジリオン』）
  - おらぁグズラだど（谷啓 ； 『おらぁグズラだど』）
  - ルネッサンス情熱（国安わたる ； 『ミスター味っ子』）
  - 夢冒険（酒井法子 ； 『アニメ三銃士』）
  - スカイ ウェイ（潘恵子 ； 『アニメ80日間世界一周』）
  - ドリーミング・A・Go-Go（小橋二郎 ； 『ビックリマン（アニメ）』）
  - 仮面の忍者赤影（秋保和也/秋保浩司 ； 『仮面の忍者 赤影』）
  - MANY THANKS　〜心のままに〜（当山ひとみ ； 『マンガ日本経済入門』）
  - 虹の橋（橋本潮 ； 『グリム名作劇場』、『新グリム名作劇場』）
- 1988年 
  - 輝け!ラーメンマン（織田純一郎 ； 『闘将!!拉麵男』）
  - 銀河伝説オデッセイ（貴智明 ； 『宇宙伝説ユリシーズ31』）
  - 汚れっちまった悲しみに…（一世風靡SEPIA ； 『魁!!男塾』）
  - 正調 おそ松節（細川たかし ； 『おそ松くん』）
  - オイラ ハゲ丸（つかせのりこ ； 『つるピカハゲ丸くん』）
  - ドリーミー・ドリーマー（石川優子 ； 『燃える!お兄さん』）
  - 未来のラブ・オペレーション（秩父山バンド ； 『ドクター秩父山』）
  - Fly away －夢の飛行機－（堀江美都子 ； 『どんどんドメルとロン』）
  - 愛こそヒーロー（堀江美都子 ； 『いきなりダゴン』）
  - STEP（a・chi-a・chi ； 『魔神英雄伝ワタル』）
  - Tango Chu Chu（山野さと子/こおろぎ'73 ； 『トッポ・ジージョ』、『夢見るトッポ・ジージョ』）
  - Kung Fu Boy（八木さおり ； 『鉄拳チンミ』）
  - ビリビリビリ犬（野沢雅子/山田栄子 ； 『ビリ犬』、『ビリ犬なんでも商会』）
  - アンパンマンのマーチ（ドリーミング ； 『それいけ!アンパンマン』）
  - ひみつのアッコちゃん（堀江美都子 ； 『ひみつのアッコちゃん』）
- 1989年 
  - ボクらの夢によろしく（CHA-CHA ； 『ミラクルジャイアンツ童夢くん』）
  - 涙の半分（田村英里子 ； 『アイドル伝説えり子』）
  - 約束だよ（林原めぐみ ； 『小さなアヒルの大きな愛の物語 あひるのクワック』）
  - 光の戦士たち（鈴木けんじ ； 『魔動王グランゾート』）
  - 瞳のなかの未来（南野陽子 ； 『青いブリンク』）
  - セント・ジュエルを探せ!（ワッPズ ； 『新ビックリマン』）
  - 悪魔くん（こおろぎ'73/WILD CATS ； 『悪魔くん』）
  -  ?（なぞ）のパレード（村田有美 ； 『GO! レスラー軍団』 『レスラー軍団〈銀河編〉 聖戦士ロビンJr.』）
  - マジカルミステリーボーイ（ピクルス ； 『パラソルヘンべえ』）
  - GET UP/愛を信じて（五十嵐寿也 ； 『ジャングルブック・少年モーグリ』）
  - BE TOP（北原拓 ； 『ダッシュ!四駆郎』）
  - 魔法使いサリー（朝川ひろこ ； 『魔法使いサリー』）
  - サバンナを越えて（水木一郎 ； 『ジャングル大帝』）
  - 生命あるもの（ドリーミング ； 『シートン動物記』）
  - こまわり・MAM-BO（三ツ矢雄二 ； 『がきデカ』）
  - 夜の銀ギツネとタヌキ（うしおと一郎 ； 『かりあげクン』）
  - 孤独の唄（梅沢富美男 ； 『笑ゥせぇるすまん』）
  - 大丈夫、大冒険（野沢雅子 ； 『まじかるハット』）
  - 夢みればタイムマシン（JAG-TOY ； 『たいむとらぶるトンデケマン!』）
  - お願いチンプイ（内田順子 ； 『チンプイ』）
  - 未来をめざして（古谷徹 ； 『ドラゴンクエスト』）

## 1990年代

### あ行
- 頭文字D
  - around the world （move ； 『頭文字D』）
  - Blazin' Beat （move ； 『頭文字D Second Stage』）
- NG騎士ラムネ&40
  - 熱血!!勇者ラムネス （草尾毅 ； 『NG騎士ラムネ&40』初代）
  - めざせ! 1番!! （草尾毅/横山智佐/玉川紗己子/松井菜桜子 ； 『NG騎士ラムネ&40』2代目）
- エルドランシリーズ
  - ドリーム・シフト （SILK ； 『絶対無敵ライジンオー』）
  - 元気爆発ガンバルガー （yoshiko ； 『元気爆発ガンバルガー』）
  - KEEP ON DREAMING （Seraphim ； 『熱血最強ゴウザウラー』初代）
  - KEEP ON DREAMING <SAURERS VERSION> （SAURERS（高乃麗/林原めぐみ/天野由梨/島田敏/篠原あけみ）2代目）
- おジャ魔女どれみ
  - おジャ魔女カーニバル!! （MAHO堂 ； 『おジャ魔女どれみ』）
  - おジャ魔女はココにいる （MAHO堂 ； 『おジャ魔女どれみ』）
  - おジャ魔女でBAN2 （MAHO堂 ； 『も〜っと!おジャ魔女どれみ』）
  - DANCE!おジャ魔女 （MAHO堂 ； 『おジャ魔女どれみドッカ〜ン!』）
  - ナ・イ・ショ・Yo! おジャ魔女 （MAHO堂 ； 『おジャ魔女どれみナ・イ・ショ』）
- おじゃる丸
  - 詠人 （北島三郎 ； 『おじゃる丸』初代・3代目）
  - 夢人 （北島三郎 ； 『おじゃる丸』2代目）
- おばけのホーリー
  - 約束するよ （相原勇 ； 『おばけのホーリー』通常放送版）
  - あ・そ・ぼ・ぜ （相原勇 ； 『おばけのホーリー』スペシャル版）

### か行
- カードキャプターさくら
  - Catch You Catch Me （グミ ； 『カードキャプターさくら』初代）
  - 扉をあけて （ANZA ； 『カードキャプターさくら』 2代目）
  - プラチナ （坂本真綾 ； 『カードキャプターさくら』 3代目）
- 神風怪盗ジャンヌ
  - PIECE OF LOVE （SHAZNA ； 『神風怪盗ジャンヌ』初代）
  - Dive into Shine （Lastier ； 『神風怪盗ジャンヌ』2代目）
- 鬼神童子ZENKI
  - 鬼神童子ZENKI （影山ヒロノブ ； 『鬼神童子ZENKI』初代）
  - 超鬼神ZENKI、来迎聖臨! （影山ヒロノブ ； 『鬼神童子ZENKI』2代目）
- 機動新世紀ガンダムX
  - DREAMS（ROMANTIC MODE ； 『機動新世紀ガンダムX』初代）
  - RESOLUTION（ROMANTIC MODE ； 『機動新世紀ガンダムX』2代目）
- 機動戦士Vガンダム
  - STAND UP TO THE VICTORY（川添智久 ； 『機動戦士Vガンダム』初代）
  - DON'T STOP CARRY ON（RD ； 『機動戦士Vガンダム』2代目）
- 機動武闘伝Gガンダム
  - Flying In The Sky（鵜島仁文 ; 『機動武闘伝Gガンダム』初代）
  - Trust You Forever（鵜島仁文 ； 『機動武闘伝Gガンダム』2代目）
- 金田一少年の事件簿
  - CONFUSED MEMORIES （円谷憂子 ； 『金田一少年の事件簿』初代）
  - meet again （Laputa ； 『金田一少年の事件簿』2代目）
  - 君がいるから・・ （西脇唯 ； 『金田一少年の事件簿』3代目）
  - BRAVE （GRASS ARCADE ； 『金田一少年の事件簿』4代目）
  - Justice 〜Future Mystery〜 （高山美瑠 with TWO-MIX ； 『金田一少年の事件簿』5代目）
  - Why?（FUNKY VERSION） （COLOR ； 『金田一少年の事件簿』6代目）
  - Never Say Why,Never Say No （566 feat.中野さゆり ； 『金田一少年の事件簿』7代目）
- クレヨンしんちゃん
  - 動物園は大変だ （TUNE'S ； 『クレヨンしんちゃん』初代）
  - 夢のENDはいつも目覚まし! （B.B.クィーンズ ； 『クレヨンしんちゃん』2代目）
  - オラはにんきもの （野原しんのすけ（矢島晶子） ； 『クレヨンしんちゃん』3代目）
  - パカッポでGO! （ 野原しんのすけ（矢島晶子）； 『クレヨンしんちゃん』4代目）
  - 年中夢中"I want you" （Puppy ； 『クレヨンしんちゃん』5代目）
  - とべとべおねいさん （野原しんのすけ（矢島晶子）&アクション仮面（玄田哲章） ； 『クレヨンしんちゃん』6代目）
  - ダメダメのうた （LADY Q&野原しんのすけ（矢島晶子）&野原みさえ（ならはしみき） ； 『クレヨンしんちゃん』7代目）
  - PLEASURE （華原朋美 ； 『クレヨンしんちゃん』8代目）
  - ユルユルでDE-O! （野原しんのすけ（矢島晶子） ； 『クレヨンしんちゃん』9代目）
  - ハピハピ （ベッキー♪♯ ； 『クレヨンしんちゃん』10代目）
  - Hey baby! （倖田來未 ； 『クレヨンしんちゃん』11代目）
  - T.W.L （関ジャニ∞ ； 『クレヨンしんちゃん』12代目）
  - 希望山脈 （渡り廊下走り隊7 ； 『クレヨンしんちゃん』13代目）
  - キミに100パーセント （きゃりーぱみゅぱみゅ ； 『クレヨンしんちゃん』14代目）
- ゲッターロボ號
  - 21世紀少年（21st Century Boy） （貴水博之 ； 『ゲッターロボ號』初代）
  - ゲッターロボ號 （水木一郎/森の木児童合唱団 ； 『ゲッターロボ號』2代目）
- ゲンジ通信あげだま
  - 人生まだまだあげだマン （本間かおり ； 『ゲンジ通信あげだま』初代）
  - 自信マンマンあげだマン （佐々木望 ； 『ゲンジ通信あげだま』2代目）
- こちら葛飾区亀有公園前派出所
  - 夏が来た! （Diamond Hard）（女王様 ； 『こちら葛飾区亀有公園前派出所』初代）
  - Everybody Can Do! （TOKIO ； 『こちら葛飾区亀有公園前派出所』2代目）
  - 葛飾ラプソディー （堂島孝平 ； 『こちら葛飾区亀有公園前派出所』3代目）
  - こちら亀座の女（山田修とハローナイツ ； 『こちら葛飾区亀有公園前派出所』4代目）
  - おいでよ亀有（両津勘吉とこち亀うぃ〜ん合唱団 ； 『こちら葛飾区亀有公園前派出所』5代目）
  - だまって俺についてこい （天童よしみ ； 『こちら葛飾区亀有公園前派出所』6代目）
  - 葛飾ラプソディー 〜ヤムヤムversion〜 （Yum!Yum!ORANGE ； 『こちら葛飾区亀有公園前派出所』7代目）

### さ行
- THE ビッグオー
  - BIG-O!（永井ルイ ； 『THE ビッグオー』）
  - Big-O! Show Must Go On（永井ルイ ； 『THE ビッグオー』『THE ビッグオー 2nd SEASON』再編集版OP）
- GTO
  - Driver's High （L'Arc〜en〜Ciel ； 『GTO』初代）
  - ヒトリノ夜 （ポルノグラフィティ ； 『GTO』2代目）
- 少年アシベ
  - リトル・ダーリン （田村英里子 ； 『少年アシベ』初代）
  - まかせて! チン・トン・シャン （田村英里子 ； 『少年アシベ』2代目）
  - 愛にSUNキュー （日下ひかる ； 『少年アシベ2』）
- 新機動戦記ガンダムW
  - JUST COMMUNICATION（TWO-MIX ； 『新機動戦記ガンダムW』初代）
  - RHYTHM EMOTION（TWO-MIX ； 『新機動戦記ガンダムW』2代目）
- スーパードール★リカちゃん
  - ねっ （Rooky ； 『スーパードール★リカちゃん』初代）
  - アシタノキミ （櫻井智 ； 『スーパードール★リカちゃん』2代目）
- SLAM DUNK
  - 君が好きだと叫びたい（BAAD ； 『SLAM DUNK』初代）
  - ぜったいに 誰も（ZYYG ； 『SLAM DUNK』2代目）
- スレイヤーズシリーズ
  - Get along（林原めぐみ・奥井雅美 ； 『スレイヤーズ』）
  - Give a reason（林原めぐみ ； 『スレイヤーズNEXT』）
  - Breeze（林原めぐみ ； 『スレイヤーズTRY』）
- 世界名作劇場
  - グローイング・アップ （堀江美都子 ； 『私のあしながおじさん』）
  - ドレミの歌 （伊東恵里 ； 『トラップ一家物語』）
  - APOLLO （沢靖英 ； 『大草原の小さな天使 ブッシュベイビー』初代）
  - 微笑みでプロローグ （潘恵子 ； 『大草原の小さな天使 ブッシュベイビー』2代目）
  - 明日もお天気 （小坂明子 ； 『若草物語 ナンとジョー先生』）
  - Sea loves you （篠塚満由美 ； 『七つの海のティコ』）
  - 空へ… （笠原弘子 ； 『ロミオの青い空』）
  - 終らない物語 （森岡純 ； 『名犬ラッシー』）
  - 愛について （さだまさし ； 『家なき子レミ』）

### た行
- ∀ガンダム
  - ターンAターン（西城秀樹 ； 『∀ガンダム』初代）
  - CENTURY COLOR（RAY-GUNS ； 『∀ガンダム』2代目）
- 楽しいムーミン一家
  - 夢の世界へ （白鳥英美子 ； 『楽しいムーミン一家』初代 ）
  - おまじないのうた （ポンピン隊（高山みなみ/かないみか/大塚明夫/子安武人/佐久間レイ/中尾隆聖） ； 『楽しいムーミン一家』2代目 ）
  - ヘソまがりんちょ （水森亜土/タイロン橋本 ; 『楽しいムーミン一家 冒険日記』）
- ちびまる子ちゃん
  - ゆめいっぱい（関ゆみ子 ； 『ちびまる子ちゃん』初代）
  - うれしい予感（渡辺満里奈 ； 『ちびまる子ちゃん』2代目）
  - ハミングがきこえる（カヒミ・カリィ ； 『ちびまる子ちゃん』3代目）
  - おどるポンポコリン（ManaKana・泉谷しげる ； 『ちびまる子ちゃん』4代目）
  - KinKiのやる気まんまんソング（KinKi Kids ； 『ちびまる子ちゃん』5代目）
  - おどるポンポコリン（B.B.クィーンズ ； 『ちびまる子ちゃん』初代ED、6代目）
  - おどるポンポコリン（木村カエラ ； 『ちびまる子ちゃん』7代目）
  - おどるポンポコリン（ちびまる子ちゃん誕生25周年バージョン）（B.B.クィーンズ ； 『ちびまる子ちゃん』8代目）
  - おどるポンポコリン（E-girls ； 『ちびまる子ちゃん』9代目）
- 中華一番!
  - 空 （大黒摩季 ； 『中華一番!』初代）
  - 息もできない （ZARD ； 『中華一番!』2代目）
  - 君さえいれば （DEEN ； 『中華一番!』3代目）
- 超特急ヒカリアン
  - ぼくらのヒカリアン（高山成孝 ； 『超特急ヒカリアン』初代）
  - ダッシュ！ヒカリアン（遠藤正明 ； 『超特急ヒカリアン』2代目）
  - ぼくらのヒカリアン（堀江美都子 ； 『超特急ヒカリアン』3代目）
- デジモンシリーズ
  - Butter-Fly（和田光司 ； 『デジモンアドベンチャー』）
  - ターゲット〜赤い衝撃〜（和田光司 ； 『デジモンアドベンチャー02』）
  - The Biggest Dreamer（和田光司 ； 『デジモンテイマーズ』）
  - FIRE!!（和田光司 ； 『デジモンフロンティア』）
  - 強ing! Going! My soul!（ダイナマイトSHU ； 『デジモンセイバーズ』初代）
  - ヒラリ（和田光司 ； 『デジモンセイバーズ』2代目）
- 天地無用!シリーズ
  - 天地無用!（SONIA ； 『天地無用!』）
  - 夢はどこへいった（山本リンダ ； 『新・天地無用!』）
  - 真夜中の太陽（黒田佳世子 ； 『天地無用! GXP』）
- トランスフォーマー
  - WAR WAR! STOP IT （下町兄弟 ； 『ビーストウォーズ 超生命体トランスフォーマー』）
  - GET MY FUTURE （Cyber Nation Network ； （『ビーストウォーズII 超生命体トランスフォーマー』初代）
  - SUPER VOYAGER （Cyber Nation Network ； （『ビーストウォーズII 超生命体トランスフォーマー』2代目）
  - Love For Ever―君を守るために― （M.C.R ； 『ビーストウォーズネオ 超生命体トランスフォーマー』）
  - 魂のエヴォリューション （影山ヒロノブ ； 『ビーストウォーズメタルス 超生命体トランスフォーマー』初代）
  - 千年のソルジャー （影山ヒロノブ ； 『ビーストウォーズメタルス 超生命体トランスフォーマー』2代目）

### な行
- 忍たま乱太郎
  - 勇気100% （光GENJI ； 『忍たま乱太郎』初代）
  - 勇気100% （光GENJI Super5 ； 『忍たま乱太郎』2代目）
  - 勇気100%（2002） （Ya-Ya-yah ； 『忍たま乱太郎』3代目）
  - 勇気100%（2009） （Hey! Say! JUMP ； 『忍たま乱太郎』4代目）
  - 勇気100%（2010） （NYC ； 『忍たま乱太郎』5代目）
  - 勇気100%（2012） （Sexy Zone ； 『忍たま乱太郎』6代目）
  - 勇気100%（2016） （ジュニア Boys ； 『忍たま乱太郎』7代目）

### は行
- 爆走兄弟レッツ&ゴー!!
  - ウィニング・ラン! 〜風になりたい〜 （山形ユキオ ； 『爆走兄弟レッツ&ゴー!!』初代）
  - FLESH & BLOOD 〜二つの想い〜 （G-CRISIS ； 『爆走兄弟レッツ&ゴー!!』2代目）
  - GET THE WORLD （影山ヒロノブ ； 『爆走兄弟レッツ&ゴー!! WGP』）
  - BRAVE HEART （鋼鉄兄弟 ； 『爆走兄弟レッツ&ゴー!! MAX』）
- HUNTER×HUNTER
  - おはよう。 （keno ； 『HUNTER×HUNTER』初代）
  - 太陽は夜も輝く （WINO ； 『HUNTER×HUNTER』2代目）
- 美少女戦士セーラームーン
  - ムーンライト伝説 （DALI ； 『美少女戦士セーラームーン』初代・『劇場版美少女戦士セーラームーンR』）
  - ムーンライト伝説 （桜っ子クラブさくら組 ※後に『ムーンリップス』に改名 ； 『美少女戦士セーラームーン』2代目、8代目ED）
  - セーラースターソング （花沢加絵 ； 『美少女戦士セーラームーン　セーラースターズ』3代目）
  - MOON PRIDE（ももいろクローバーZ ； 『美少女戦士セーラームーンCrystal』）
- ポケットモンスター
  - めざせポケモンマスター （松本梨香 ； 『ポケットモンスター』初代）、
  - ライバル! （松本梨香 ； 『ポケットモンスター』2代目）
  - OK! （松本梨香 ； 『ポケットモンスター』3代目）
  - めざせポケモンマスター （Whiteberry ； 『ポケットモンスター』4代目）
  - READY GO! （田村直美 ； 『ポケットモンスター』5代目）
  - アドバンス・アドベンチャー 〜Advance Adventure〜 （GARDEN ； 『ポケットモンスター アドバンスジェネレーション』初代）
  - チャレンジャー!! （松本梨香 ； 『ポケットモンスター アドバンスジェネレーション』2代目）
  - ポケモンシンフォニックメドレー 〜Pokémon Symphonic Medley〜 （なし ； 『ポケットモンスター アドバンスジェネレーション』3代目）
  - バトルフロンティア （髙屋亜希那 ； 『ポケットモンスター アドバンスジェネレーション』4代目）
  - スパート! （松本梨香 ； 『ポケットモンスター アドバンスジェネレーション』5代目）
  - Together （あきよしふみえ ； 『ポケットモンスター ダイヤモンド&パール』初代）
  - Together2008 （あきよしふみえ ； 『ポケットモンスター ダイヤモンド&パール』2代目）
  - ハイタッチ!（サトシ（松本梨香）&ヒカリ（豊口めぐみ） ； 『ポケットモンスター ダイヤモンド&パール』3代目）
  - ハイタッチ!2009（サトシ（松本梨香）&ヒカリ（豊口めぐみ） ； 『ポケットモンスター ダイヤモンド&パール』4代目）
  - サイコー・エブリデイ!（あきよしふみえ ； 『ポケットモンスター ダイヤモンド&パール』5代目）
  - サイコー・エブリデイ! (BAND VERSION)（あきよしふみえ with THE GREATEST-BAND ； 『ポケットモンスター ダイヤモンド&パール』6代目）
  - ベストウイッシュ!（松本梨香 ； 『ポケットモンスター ベストウイッシュ』初代）

### ま行
- 魔神英雄伝ワタル2
  - Step by Step （高橋由美子 ； 『魔神英雄伝ワタル2』初代）
  - Fight! （高橋由美子 ； 『魔神英雄伝ワタル2』2代目）
- 魔法騎士レイアース
  - ゆずれない願い（田村直美 ； 『魔法騎士レイアース』初代）
  - キライになれない（中村あゆみ ； 『魔法騎士レイアース』2代目）
  - 光と影を抱きしめたまま（田村直美 ； 『魔法騎士レイアース』3代目）
- 魔法陣グルグル
  - Magic of Love （TOO's ； 魔法陣グルグル初代）
  - 晴れてハレルヤ （奥井亜紀 ； 『魔法陣グルグル』2代目）
- 魔法使いTai!
  - 背伸びをして Follow You（魔法使い隊 (小西寛子、飯塚雅弓、岩男潤子) ； 『魔法使いTai!』OVA版）
  - I Wanna Do More（尾崎亜美 ； 『魔法使いTai!』TV版）
- 魔法のプリンセスミンキーモモ
  - 夢見るハート （小森まなみ ； 『魔法のプリンセス ミンキーモモ』初代）
  - 夢を抱きしめて （林原めぐみ ； 『魔法のプリンセスミンキーモモ』2代目）
- 名探偵コナン
  - 胸がドキドキ （THE HIGH-LOWS ； 『名探偵コナン』初代）
  - Feel Your Heart （VELVET GARDEN ； 『名探偵コナン』2代目）
  - 謎（小松未歩 ； 『名探偵コナン』3代目）
  - 運命のルーレット廻して （ZARD ； 『名探偵コナン』4代目）
  - TRUTH〜A Great Detective of Love〜 （TWO-MIX ； 『名探偵コナン』5代目）
  - ギリギリchop （B'z ； 『名探偵コナン』6代目）
  - Mysterious Eyes （GARNET CROW ； 『名探偵コナン』7代目）
  - 恋はスリル、ショック、サスペンス （愛内里菜 ； 『名探偵コナン』8代目）
  - destiny （松橋未樹 ； 『名探偵コナン』9代目）
  - Winter Bells （倉木麻衣 ； 『名探偵コナン』10代目）
  - I can't stop my love for you♥ （愛内里菜 ； 『名探偵コナン』11代目）
  - 風のららら （倉木麻衣 ； 『名探偵コナン』12代目）
  - 君と約束した優しいあの場所まで （三枝夕夏 IN db ； 『名探偵コナン』13代目）
  - START （愛内里菜 ； 『名探偵コナン』14代目）
  - 星のかがやきよ （ZARD ； 『名探偵コナン』15代目）
  - Growing of my heart （倉木麻衣 ； 『名探偵コナン』16代目）
  - 衝動 （B'z ； 『名探偵コナン』17代目）
  - 100もの扉（愛内里菜&三枝夕夏（コーラス：スパークリング☆ポイント） ； 『名探偵コナン』18代目）
  - 雲に乗って（三枝夕夏IN db ； 『名探偵コナン』 19代目）
  - 涙のイエスタデー（GARNET CROW ； 『名探偵コナン』 20代目）
  - グロリアス マインド（ZARD ； 『名探偵コナン』 21代目）
  - 愛は暗闇の中で（ZARD ； 『名探偵コナン』 22代目）
  - 一秒ごとに Love for you（倉木麻衣 ； 『名探偵コナン』 23代目）
  - Mysterious（Naifu ； 『名探偵コナン』 24代目）
  - Revive（倉木麻衣 ； 『名探偵コナン』 25代目）
  - Everlasting Luv（BREAKERZ ； 『名探偵コナン』 26代目）
  - MAGIC（愛内里菜 ； 『名探偵コナン』 27代目）
  - As the Dew（GARNET CROW ； 『名探偵コナン』 28代目）
  - SUMMER TIME GONE（倉木麻衣 ； 『名探偵コナン』 29代目）
  - tear drops（Caos Caos Caos； 『名探偵コナン』 30代目）
  - Don't Wanna Lie（B'z ； 『名探偵コナン』 31代目）
  - Misty Mystery（GARNET CROW ； 『名探偵コナン』 32代目）
  - Miss Mystery（BREAKERZ ； 『名探偵コナン』 33代目）
  - 君の涙にこんなに恋してる（なついろ ； 『名探偵コナン』 34代目）
  - TRY AGAIN（倉木麻衣 ； 『名探偵コナン』 35代目）
  - Q&A（B'z ； 『名探偵コナン』 36代目）
  - Butterfly Core（VALSHE ； 『名探偵コナン』 37代目）
  - Greed（KNOCK OUT MONKEY ； 『名探偵コナン』 38代目）
  - DYNAMITE（倉木麻衣 ； 『名探偵コナン』 39代目）
  - WE GO（BREAKERZ ； 『名探偵コナン』 40代目）
  - 謎（La PomPon ； 『名探偵コナン』 41代目）
  - 羽（稲葉浩志 ； 『名探偵コナン』 42代目）
  - 世界はあなたの色になる（B'z ； 『名探偵コナン』 44代目）
  - 幾千の迷宮で 幾千の謎を解いて（BREAKERZ ； 『名探偵コナン』 44代目）
  - Lie, Lie, Lie,（大黒摩季 ； 『名探偵コナン』 45代目）
  - Everything OK!!（Cellchrome ； 『名探偵コナン』 46代目）
  - カウントダウン（NormCore ； 『名探偵コナン』 47代目）
  - タイムライン（dps ； 『名探偵コナン』 48代目）
  - 薔薇色の人生（倉木麻衣 ； 『名探偵コナン』 49代目）
  - ANSWER（Only this time(焚吐×みやかわくん) ； 『名探偵コナン』 50代目）
  - 真っ赤なLip（WANDS; 『名探偵コナン』51代目）
  - JUST BELIEVE YOU（all at once; 『名探偵コナン』52代目）
  - ZEROからハジメテ（倉木麻衣 ； 『名探偵コナン』 53代目）
  - YURA YURA（WANDS ； 『名探偵コナン』 54代目）
  - SLEEPLESS（B'z ； 『名探偵コナン』 55代目）
  - SPARKLE（大黒摩季 ； 『名探偵コナン』 56代目）
  - RAISE INSIGHT（WANDS　;　『名探偵コナン』　57代目）

### や行
- 勇者シリーズ
  - Gatherway（ギャザウェイ） （三浦秀美 ； 『勇者エクスカイザー』）
  - 太陽の翼 （鴨下泰子 ； 『太陽の勇者ファイバード』）
  - 風の未来へ （佐藤有香 ； 『伝説の勇者ダ・ガーン』）
  - 嵐の勇者 （ヒーロー）（岡柚瑠 ； 『勇者特急マイトガイン』）
  - HEART TO HEART （彩子 ； 『勇者警察ジェイデッカー』）
  - 僕らの冒険 （アドベンチャー）（A-mi ； 『黄金勇者ゴルドラン』）
  - 輝け!!ダグオン （Nieve ； 『勇者指令ダグオン』）
  - 勇者王誕生! （遠藤正明 ； 『勇者王ガオガイガー』）
  - 　目覚めた勇気（白神直子）『勇者聖戦バーンガーン』
- 横山光輝 三国志
  - 時の河 （FENCE OF DEFENSE ； 『横山光輝 三国志』初代）
  - DON'T LOOK BACK （FENCE OF DEFENSE ； 『横山光輝 三国志』2代目）

### ら行
- るろうに剣心 -明治剣客浪漫譚-
  - そばかす （JUDY AND MARY ； 『るろうに剣心』初代）
  - 1/2 （川本真琴 ； 『るろうに剣心』2代目）
  - 君に触れるだけで （CURIO ； 『るろうに剣心』3代目）

### わ行
- ONE PIECE
  - ウィーアー! （きただにひろし ； 『ONE PIECE』初代）
  - Believe （Folder5 ； 『ONE PIECE』2代目）
  - ヒカリヘ （ザ・ベイビースターズ ; 『ONE PIECE』3代目）
  - ウィーアー! （東方神起 ； 『ONE PIECE』10代目）
  - Share The World （東方神起 ； 『ONE PIECE』11代目）

### その他
- 1990年 
  - タリラリラーンロックンロール （嘉門達夫 ； 『平成天才バカボン』）
  - はちゃめちゃ姫 （かまいたち ； 『つる姫じゃ〜っ!』）
  - グローイング・アップ （堀江美都子 ； 『私のあしながおじさん』）
  - おっとどっこい日本晴れ （谷沢伶奈 ； 『キャッ党忍伝てやんでえ』）
  - 陽春のパッセージ （田中陽子 ； 『アイドル天使ようこそようこ』）
  - ブルーウォーター （森川美穂 ； 『ふしぎの海のナディア』）
  - がってん承知ノ介 （紳助&バスガス爆発楽団 ； 『もーれつア太郎』）
  - 虹の切符 （山野さと子 ； 『ガタピシ』）
  - 不思議の国のスイートミント （笠原弘子 ； 『魔法のエンジェルスイートミント』）
  - Wood Walker （下成佐登子 ； 『ロビンフッドの大冒険』）
  - KA・BU・TO （串田晃 ； 『カラス天狗カブト』）
  - オレ タルるート （TARAKO ； 『まじかる☆タルるートくん』）
  - ムサシ! BUGEI伝!! （子門真人 ； 『からくり剣豪伝ムサシロード』）
  - カモン! ヘポイ （草尾毅/久川綾/増田裕生 ； 『RPG伝説ヘポイ』）
  - ピーチコマンド桃太郎 （佐々木望 ； 『PEACH COMMAND 新桃太郎伝説』）
  - 恋かくれんぼ （富田靖子 ； 『三丁目の夕日』）
  -  ? （はてな）のブーメラン （徳垣とも子 ； 『三つ目がとおる』）
  - がってんロール （ちるる ； 『江戸っ子ボーイ がってん太助』）
  - ドリーム・チェイサー （山野さと子 ； 『ピグマリオ』）
- 1991年 
  - 学問のスズメ （ビジーフォー・スペシャル ； 『おれは直角』）
  - わぴこ元気予報! （内田順子 ； 『きんぎょ注意報!』）
  - 勉強の歌 （森高千里 ； 『おちゃめなふたご クレア学院物語』）
  - ドレミの歌 （伊東恵里/森の木児童合唱団 ； 『トラップ一家物語』）
  - 夢みるMERMAID （弘妃由美 ； 『人魚姫 マリーナの冒険』）
  - おあずけごめん （すねかじり ； 『OH!MYコンブ』）
  - Dancing Beat （LOVERS ； 『緊急発進セイバーキッズ』）
  - チェリームーンで踊らせて （少女隊 ； 『ドミニオン』）
  - I'll Come （G・GRIP ； 『新世紀GPXサイバーフォーミュラ』）
  - やったぞジャンケンマン （Cotton ； 『ジャンケンマン』）
  - CREAMSODA・MELLONSODA （GO-BANG'S ； 『どろろんぱっ!』）
  - JUST DREAM ON （JACK BITES ； 『機甲警察メタルジャック』）
  - ちっちゃなおばけのうた （平野レミ ； 『ちいさなおばけアッチ・コッチ・ソッチ』）
  - DOWNTOWN GAME （GWINKO ； 『シティーハンター'91』）
  - 逆転タイフーン （早坂好恵 ； 『アニメひみつの花園』）
  - おーい!車屋さん （忍者 ； 『21エモン』）
  - 黄金の器 銀の器 （高田さとみ ； 『おにいさまへ…』）
  - ドリーム・ストライカー （島崎和歌子 ； 『燃えろ!トップストライカー』）
  - 炎のゴー・ファイト （徳垣とも子 with HOLD ME隊 ； 『炎の闘球児 ドッジ弾平』）
  - 勇者よいそげ!! （団時朗 ； 『DRAGON QUEST -ダイの大冒険-』）
  - 絶唄!!とっぴんしゃん音頭 （中山千夏 ； 『チエちゃん奮戦記 じゃりン子チエ』）
  - 三百六十五歩のマーチ （水前寺清子 ； 『丸出だめ夫』）
  - イマージュな関係 （Wink ； 『わたしとわたし ふたりのロッテ』）
  - コスモス アドベンチャー （山野さと子/キッズのなかまたち ； 『ウルトラマンキッズ 母をたずねて3000万光年』）
- 1992年 
  - dragons' dance （YU-KI ； 『エルマーの冒険』）
  - 笑顔のゲンキ （SMAP ； 『姫ちゃんのリボン』）
  - 微笑みの爆弾 （馬渡松子 ； 『幽☆遊☆白書』 ）
- 1993年 
  - GHOST SWEEPER（原田千栄 ； 『GS美神』）
- 1994年 
  - 君色思い （SMAP ； 『赤ずきんチャチャ』）
  - 風が知っている （井口慎也 ； 『装甲騎兵ボトムズ 赫奕たる異端』）
  - 冒険者たち（THE ALFEE ； 『モンタナ・ジョーンズ』）
- 1995年 
  - 燃えろ!ガリバーボーイ （尾崎紀世彦 ； 『空想科学世界ガリバーボーイ』）
  - 輝きは君の中に （鈴木結女 ； 『NINKU -忍空-』）
  - 残酷な天使のテーゼ （高橋洋子 ； 『新世紀エヴァンゲリオン』）
  - ヒ・ロ・イ・ン （宍戸留美 ； 『ご近所物語』）
- 1996年 
  - 走れマキバオー （FMAP ； 『みどりのマキバオー』）
  - 未来形アイドル （宮村優子・氷上恭子 ； 『VS騎士ラムネ&40炎』）
  - バリバリ最強No.1 （FEEL SO BAD ； 『地獄先生ぬ〜べ〜』）
- 1997年 
  - 輪舞-revolution （奥井雅美 ； 『少女革命ウテナ』）
  - なんか幸せ （The OYSTARS ； 『烈火の炎』）
  - ン・パカ・マーチ （徳光由香・石田燿子 ； 『夢のクレヨン王国』）
- 1998年 
  - Fine colorday （林原めぐみ ； 『万能文化猫娘』）
  - Birth （奥井雅美 ； 『アキハバラ電脳組』）
  - 渇いた叫び （FIELD OF VIEW ； 『遊☆戯☆王』）
  - 陽はまたのぼりくりかえす （Dragon Ash ； 『DTエイトロン』）
  - IN MY DREAM（真行寺恵里 ； 『ブレンパワード』）
  - 〜infinity〜∞ （林原めぐみ ； 『ロスト・ユニバース』）
  - 奇跡の海 （坂本真綾 ； 『ロードス島戦記-英雄騎士伝-』）
  - 天使のゆびきり （福田舞 ； 『彼氏彼女の事情』）
  - my best friend（堀江由衣 ； 『鉄コミュニケイション』）
  - さぁ（SURFACE ； 『まもって守護月天!』）
  - I WANT OUT（佐賀優喜 ； 『ジェネレイターガウル』）
  - MESSAGE #9（種ともこ ； 『ガサラキ』）
  - スキップ・ステップ・アイランド（しまじろう ； 『しましまとらのしまじろう』）
- 1999年 
  - 風がそよぐ場所（小松未歩 ； 『モンスターファーム 〜円盤石の秘密〜』）
  - 世界中が宝物（石川ひとみ ； 『ぐるぐるタウンはなまるくん』）
  - プリズム（BAISER ； 『ゴクドーくん漫遊記』）
  - 月光仮面は誰でしょう（COA ； 『ごぞんじ!月光仮面くん』）
  - dis-（有坂美香 ； 『無限のリヴァイアス』）

## 2000年代

### あ行
- 藍より青し
  - 永遠の花 （石田燿子 ； 『藍より青し』）
  - たからもの （石田燿子 ； 『藍より青し〜縁〜』）
- アストロボーイ・鉄腕アトム
  - true blue（ZONE ； 『アストロボーイ・鉄腕アトム』初代）
  - Now or Never（CHEMISTRY meets m-flo ； 『アストロボーイ・鉄腕アトム』2代目）
- アスラクライン
  - Spiral（angela ； 『アスラクライン』
  - オルタナティヴ（angela ； 『アスラクライン2』）
- アソボット戦記五九
  - BESIDE YOU-僕を呼ぶ声-（BoA ； 『アソボット戦記五九』初代）
  - 我愛你ウォーアイニー[1]（dream ； 『アソボット戦記五九』2代目）
- あたしンち
  - さらば（キンモクセイ ； 『あたしンち』初代）
  - あたしンちの唄（小泉今日子 ； 『あたしンち』2代目）
  - プロリンサイズ♪（森三中 ； 『あたしンち』3代目）
- アラド戦記
  - Party Play（野川さくら ； 『アラド戦記』初代）
  - 塞塵のパンドラ（野川さくら ； 『アラド戦記』2代目）
- ARIA
  - ウンディーネ （牧野由依 ； 『ARIA The ANIMATION』）
  - ユーフォリア（牧野由依 ；　『ARIA The NATURAL』）
  - スピラーレ（牧野由依 ； 『ARIA The ORIGINATION』）
- 一騎当千
  - Drivin' Through The Night（move ； 『一騎当千』）
  - HEART&SOUL（雁行真依 ； 『一騎当千 Dragon Destiny』）
  - No×Limit!（亜美 ； 『一騎当千 Great Guardians』）
- イナズマイレブン
  - 立ち上がリーヨ（T-Pistonz ； 『イナズマイレブン』初代）
  - マジで感謝!（T-Pistonz+KMC ； 『イナズマイレブン』2代目）
  - つながリーヨ（T-Pistonz+KMC ； 『イナズマイレブン』3代目）
  - 勝って泣こうゼッ!（T-Pistonz+KMC ； 『イナズマイレブン』4代目）
  - GOODキター!（T-Pistonz+KMC ； 『イナズマイレブン』5代目）
  - 僕らのゴォール!（T-Pistonz+KMC ； 『イナズマイレブン』6代目）
- 頭文字D Fourth Stage
  - DOGFIGHT（move ； 『頭文字D Fourth Stage』初代）
  - Noizy Tribe（m.o.v.e ； 『頭文字D Fourth Stage』2代目）
- 犬夜叉
  - CHANGE THE WORLD（V6 ； 『犬夜叉』初代）
  - I am（hitomi ； 『犬夜叉』2代目）
  - 終わりない夢（相川七瀬 ； 『犬夜叉』3代目）
  - Grip!（Every Little Thing ； 『犬夜叉』4代目）
  - One Day,One Dream（タッキー&翼 ； 『犬夜叉』5代目）
  - ANGELUS -アンジェラス- （島谷ひとみ ； 『犬夜叉』6代目）
- ヴァンパイア騎士
  - ふたつの鼓動と赤い罪（ON/OFF ； 『ヴァンパイア騎士』）
  - 輪廻-ロンド-（ON/OFF ； 『ヴァンパイア騎士 Guilty』）
- ヴァンドレッド
  - TRUST（Salia、『ヴァンドレッド』）
  - JUSTICE（工藤亜紀、『ヴァンドレッド the second stage』）
- うちの3姉妹
  - しょで!しょで!だんしんぐっ!（工藤真由 ； 『うちの3姉妹』初代）
  - たっとぅーん♪たいむ（Noria ； 「うちの3姉妹』2代目）
  - たっとぅーん♪たいむ～みんなでいっそ～（Noriaと3姉妹 ； 『うちの3姉妹』3代目）
  - Lucky Days（Dream5 ； 『うちの3姉妹』4代目）
- SDガンダムフォース
  - SUNRISE （PUFFY ； 『SDガンダムフォース』初代）
  - LOVE & PEACE（little by little ； 『SDガンダムフォース』2代目）
  - 太陽に焦がれて （晴晴゛ ； 『SDガンダムフォース』3代目）
- 狼と香辛料
  - 旅の途中 （清浦夏実 ； 『狼と香辛料』）
  - 蜜の夜明け （新居昭乃 ； 『狼と香辛料II』）
- おおきく振りかぶって
  - ドラマチック（Base Ball Bear ； 『おおきく振りかぶって』初代）
  - 青春ライン（いきものがかり ； 『おおきく振りかぶって』2代目）
- おとぎ銃士 赤ずきん
  - 童話迷宮（田村ゆかり ； 『おとぎ銃士 赤ずきん』初代）
  - Princess Rose（田村ゆかり ； 『おとぎ銃士 赤ずきん』2代目）
  - Ever-Never-Land（田村ゆかり ； 『おとぎ銃士 赤ずきん』3代目）
- お伽草子
  - 漸 - ZEN （ATTACK HAUS ； 『お伽草子』初代）
  - 明日は今日と同じ未来 （GOMES THE HITMAN ； 『お伽草子』2代目）
- おねがいマイメロディ
  - オトメロディー（高橋美佳子 ； 『おねがいマイメロディ』）
  - コイ♥クル（黒木マリナ ； 『おねがいマイメロディ 〜くるくるシャッフル!〜』）
  - キリキリスー （黒木マリナ ； 『おねがいマイメロディ すっきり♪』）

### か行
- GIRLSブラボー
  - going my way（yozuca* ； 『GIRLSブラボー first season』）
  - Ever After（yozuca* ； 『GIRLSブラボー second season』）
- 家庭教師ヒットマンREBORN!
  - Drawing days（SPLAY ； 『家庭教師ヒットマンREBORN!』初代）
  - BOYS & GIRLS（LM.C ； 『家庭教師ヒットマンREBORN!』2代目）
  - DIVE TO WORLD（CHERRYBLOSSOM ；『家庭教師ヒットマンREBORN!』3代目）
  - 88（LM.C ； 『家庭教師ヒットマンREBORN!』4代目）
  - last cross（光岡昌美 ； 『家庭教師ヒットマンREBORN!』5代目）
  - EASY GO（加藤和樹 ； 『家庭教師ヒットマンREBORN!』6代目）
  - Funny Sunny Day(REBORN! Japanese Version)（SxOxU ； 『家庭教師ヒットマンREBORN!』7代目）
- キスダム -ENGAGE planet-
  - 時空を超えて（II MIX ΔDELTA ； 『キスダム -ENGAGE planet-』初代）
  - A Runner at Daybreak（II MIX ΔDELTA ； 『キスダム -ENGAGE planet-』2代目）
- 機動戦士ガンダムSEED
  - INVOKE （T.M.Revolution ； 『機動戦士ガンダムSEED』初代）
  - moment （Vivian or Kazuma ； 『機動戦士ガンダムSEED』2代目）
  - Believe （玉置成実 ； 『機動戦士ガンダムSEED』3代目）
  - Realize （玉置成実 ； 『機動戦士ガンダムSEED』4代目）
  - ignited -イグナイテッド- （T.M.Revolution ； 『機動戦士ガンダムSEED DESTINY』初代）
  - PRIDE （HIGH and MIGHTY COLOR ； 『機動戦士ガンダムSEED DESTINY』2代目）
  - 僕たちの行方 （高橋瞳 ； 『機動戦士ガンダムSEED DESTINY』3代目）
  - Wings of Words （CHEMISTRY ； 『機動戦士ガンダムSEED DESTINY』4代目）
- 機動戦士ガンダム00
  - DAYBREAK'S BELL （L'Arc〜en〜Ciel ； 『機動戦士ガンダム00』初代）
  - Ash Like Snow （the brilliant green ； 『機動戦士ガンダム00』2代目）
  - 儚くも永久のカナシ （UVERworld ； 『機動戦士ガンダム00』第2シーズン初代）
  - 泪のムコウ （ステレオポニー ； 『機動戦士ガンダム00』第2シーズン2代目）
- ギャグマンガ日和
  - アタック! ギャグマンガ日和 （うえだゆうじ ； 『ギャグマンガ日和』）
  - オアフ! ハワイ日和 （うえだゆうじ/名塚佳織 ； 『ギャグマンガ日和2』）
  - ボディライン （うえだゆうじ ； 『ギャグマンガ日和3』）
  - 希望の宇宙の… （うえだゆうじ ； 『ギャグマンガ日和＋』）
- ギャラクシーエンジェル
  - ギャラクシー★Bang!Bang!（エンジェル隊 ； 『ギャラクシーエンジェル』第1期）
  - 夢見たい★ANGEL隊（エンジェル隊 ； 『ギャラクシーエンジェル』第2期）
  - ギャラクシー☆ばばんがBang!（エンジェル隊 ； 『ギャラクシーエンジェル』第3期前期）
  - エンジェル★うっきー（エンジェル隊 ； 『ギャラクシーエンジェル』第3期後期）
  - エンジェル★ろっけんろー（エンジェル隊 ； 『ギャラクシーエンジェル』第4期）
- 銀装騎攻オーディアン
  - 侵略-the Chariots VII- （OZWORLD ； 『銀装騎攻オーディアン』）
- 今日からマ王
  - 果てしなく遠い空に（THE STAND UP ； 『今日からマ王』第1シリーズ - 第2シリーズ）
  - 世界よ笑え（吉田旬吾 with M-Tone ； 『今日からマ王』第3シリーズ）
- 銀魂
  - Pray （Tommy heavenly6 ； 『銀魂』初代）
  - 遠い匂い （YO-KING ； 『銀魂』2代目）
  - 銀色の空 （redballoon ； 『銀魂』3代目）
  - かさなる影 （Hearts Grow ； 『銀魂』4代目）
  - 曇天 （DOES ； 『銀魂』5代目）
  - アナタMAGIC（monobright ； 『銀魂』6代目）
  - Stairway Generation（Base Ball Bear ； 『銀魂』7代目）
  - Light Infection（Prague ； 『銀魂』8代目）
- 黒神The Animation
  - sympathizer（栗林みな実 ； 『黒神 The Animation』初代）
  - tRANCE（GRANRODEO ； 『黒神 The Animation』2代目）
- キン肉マンII世
  - HUSTLE MUSCLE （河野陽吾 ； 『キン肉マンII世』）
  - believe （The NaB's ； 『キン肉マンII世 ULTIMATE MUSCLE』）
  - Trust Yourself （高取ヒデアキ ； 『キン肉マンII世 ULTIMATE MUSCLE2』）
- グレネーダー
  - KOHAKU （下川みくに ； 『グレネーダー 〜ほほえみの閃士〜』WOWOW版）
  - 暁ノ空ヲ翔ル （佐藤裕美 ； 『グレネーダー 〜ほほえみの閃士〜』地上波版）
- ケロロ軍曹
  - ケロッ!とマーチ（角田信朗&いはたじゅり ；『ケロロ軍曹』初代）
  - 全国無責任時代（ガガガSP ； 『ケロロ軍曹』2代目）
  - 君にジュースを買ってあげる♥（グループ魂 ； 『ケロロ軍曹』3代目）
  - 晴れる道 〜宇宙人（オメェら）に合わせる顔がねぇ!〜（JK ； 『ケロロ軍曹』4代目）
  - You-You-You（POLYSICS ； 『ケロロ軍曹』5代目）
  - 帰ってきたケロッ!とマーチ（財津一郎&小倉優子 ；『ケロロ軍曹』6代目）
  - フンダリーケッタリー（ディラン&キャサリン ； 『ケロロ軍曹』7代目）
  - なんて素敵な土曜日（ケロロ小隊 ； 『ケロロ軍曹』8代目）
  - ハローダーウィン! 〜好奇心オンデマンド〜（JAM Project ； 『ケロロ軍曹』9代目）
  - ケロッ!とマーチ <小隊Ver.>（ケロロ小隊 ； 『ケロロ軍曹』10代目）
  - メンドク星マーチ（ケロロ小隊 ； 『ケロロ軍曹』11代目）
- げんしけん
  - マイペース大王　 （manzo ； 『げんしけん』）
  - disarm dreamer　（美郷あき ；　『げんしけん2』）
- 恋姫†無双
  - flower of bravery（fripSide ； 『恋姫†無双』）
  - 闘艶結義〜トウエンノチカイ〜（片霧烈火 ； 『真・恋姫†無双』）
- 攻殻機動隊
  - inner universe（Origa ； 『攻殻機動隊 STAND ALONE COMPLEX』BS版）
  - GET9（jillmax ； 『攻殻機動隊 STAND ALONE COMPLEX』地上波版）
  - rise（Origa ； 『攻殻機動隊 S.A.C. 2nd GIG』BS版）
  - Christmas in the silent forest（Ilaria Graziano ； 『攻殻機動隊 S.A.C. 2nd GIG』地上波版）
  - player（Origa with Heartsdales ； 『攻殻機動隊 STAND ALONE COMPLEX Solid State Society』）
  - GHOST IN THE SHELL ARISE（コーネリアス ； 『攻殻機動隊 ARISE ALTERNATIVE ARCHITECTURE』）
- 交響詩篇エウレカセブン
  - DAYS （FLOW ； 『交響詩篇エウレカセブン』初代）
  - 少年ハート （HOME MADE 家族 ； 『交響詩篇エウレカセブン』2代目）
  - 太陽の真ん中へ （Bivattchee ； 『交響詩篇エウレカセブン』3代目）
  - sakura （NIRGILIS ； 『交響詩篇エウレカセブン』4代目）
- コードギアス 反逆のルルーシュ
  - COLORS（FLOW ； 『コードギアス 反逆のルルーシュ』初代）
  - 解読不能（ジン ； 『コードギアス 反逆のルルーシュ』2代目）
  - 瞳ノ翼（access ； 『コードギアス 反逆のルルーシュ』STAGE24&25）
  - O2〜オー・ツー〜（ORANGE RANGE ； 『コードギアス 反逆のルルーシュR2』初代）
  - WORLD END（FLOW ； 『コードギアス 反逆のルルーシュR2』2代目）
- Cosmic Baton Girl コメットさん☆
  - 君にスマイル （新堀奈夕 ； 『Cosmic Baton Girl コメットさん☆』初代）
  - ミラクルパワー〜スターダスト・バージョン〜 （中山静香 ； 『Cosmic Baton Girl コメットさん☆』2代目）
- コロッケ!
  - ミラクル・ハイテンション! （サイコロコロッケ ； 『コロッケ!』初代）
  - 情熱の彼方に （田光マコト ； 『コロッケ!』2代目）
- 金色のガッシュベル!!
  - カサブタ （千綿ヒデノリ ； 『金色のガッシュベル!!』初代）
  - 君にこの声が届きますように （谷本貴義 ； 『金色のガッシュベル!!』2代目）
  - 見えない翼（谷本貴義 ； 『金色のガッシュベル』3代目）

### さ行
- 最遊記
  - FOR REAL （徳山秀典 ； 『幻想魔伝最遊記』初代）
  - STILL TIME （徳山秀典 ； 『幻想魔伝最遊記』2代目）
  - Wild Rock （BUZZLIP ； 『最遊記RELOAD』初代）
  - Don't look back again （徳永暁人 ； 『最遊記RELOAD GUNLOCK』）
- 咲-Saki-
  - Glossy:MMM （橋本みゆき ； 『咲-Saki-』初代）
  - bloooomin' （Little Non ； 『咲-Saki-』2代目）
- さよなら絶望先生
  - 人として軸がぶれている （大槻ケンヂと絶望少女達 ； 『さよなら絶望先生』）
  - 強引niマイYeah〜 （絶望少女達 ； 『さよなら絶望先生』サブ）
  - 空想ルンバ （大槻ケンヂと絶望少女達 ； 『俗・さよなら絶望先生』）
  - 林檎もぎれビーム! （大槻ケンヂと絶望少女達 ； 『懺・さよなら絶望先生』）
- しあわせソウのオコジョさん
  - あの子のHappy Face （しあわせシスターズ ； 『しあわせソウのオコジョさん』初代）
  - コジョピーのうた （しあわせオコジョ組 ； 『しあわせソウのオコジョさん』2代目）
- 地獄少女
  - 逆さまの蝶（SNoW ； 『地獄少女』）
  - NightmaRe （SNoW ； 『地獄少女 二籠』）
  - 月華-tsukihana- （北出菜奈 ； 『地獄少女 三鼎』）
- シスター・プリンセス
  - Love Destiny （堀江由衣 ； 『シスター・プリンセス』）
  - まぼろし （can/goo ； 『シスター・プリンセス RePure』）
- 灼眼のシャナ
  - 緋色の空 （川田まみ ； 『灼眼のシャナ』初代）
  - being （KOTOKO ； 『灼眼のシャナ』2代目）
  - JOINT （川田まみ ； 『灼眼のシャナII』初代）
  - BLAZE （KOTOKO ； 『灼眼のシャナII』2代目）
- シュガーバニーズ
  - きっとうまくいくよ（しろうさ（堀江由衣）・くろうさ（木村亜希子） ； 『シュガーバニーズ』、『シュガーバニーズ ショコラ!』）
  - フルール*フルール*フルール（しろうさ（堀江由衣）・くろうさ（木村亜希子）・ももうさ・はなうさ（田村ゆかり） ； 『シュガーバニーズ フルール』）
- 神曲奏界ポリフォニカ 
  - Apocrypha （eufonius ； 『神曲奏界ポリフォニカ』）
  - phosphorus （eufonius ； 『神曲奏界ポリフォニカ クリムゾンS』）
- 神魂合体ゴーダンナー!! 
  - 神魂合体ゴーダンナー!! （串田アキラ ； 『神魂合体ゴーダンナー!!』）
  - ENGAGE!!!ゴーダンナー （堀江美都子、水木一郎 ； 『神魂合体ゴーダンナー!! SECOND SEASON』）
- 涼宮ハルヒの憂鬱
  - 冒険でしょでしょ? （平野綾 ； 『涼宮ハルヒの憂鬱』）
  - Super Driver （平野綾 ； 『涼宮ハルヒの憂鬱（2009年版）』）
- Strawberry Panic
  - 少女迷路でつかまえて （美郷あき ； 『Strawberry Panic』初代）
  - くちびる白昼夢 （美郷あき ； 『Strawberry Panic』2代目）
- すもももももも 〜地上最強のヨメ〜
  - 最強○×計画 （MOSAIC.WAV ； 『すもももももも 〜地上最強のヨメ〜』初代）
  - 切情!佰火繚乱 （MOSAIC.WAV ； 『すもももももも 〜地上最強のヨメ〜』2代目）
- スレイヤーズシリーズ
  - Plenty of grit（林原めぐみ ； 『スレイヤーズREVOLUTION』）
  - Front breaking（林原めぐみ ； 『スレイヤーズEVOLUTION-R』）
- 世界名作劇場
  - 風の向こう （斉藤由貴 ； 『レ・ミゼラブル 少女コゼット』）
  - ポルフィの長い旅 （Ikuko ； 『ポルフィの長い旅』）
  - 虹になりたい （やまがたすみこ ； 『南の虹のルーシー』）
  - ヒカリの種 （井上あずみ ； 『こんにちは アン 〜Before Green Gables』）
- 絶対可憐チルドレン
  - Over The Future （可憐Girl's ； 『絶対可憐チルドレン』初代）
  - MY WINGS （可憐Girl's ； 『絶対可憐チルドレン』2代目）
- 瀬戸の花嫁
  - Romantic summer(SUN&LUNAR(桃井はるこ＆野川さくら))
  - 絶対乙女(SUN&LUNAR(桃井はるこ＆野川さくら))
  - 天使爛漫 Love Power(瀬戸花えんじぇるず（桃井はるこ & 野川さくら & 喜多村英梨 & 森永理科 ）)

- ゼロの使い魔
  - First kiss （ICHIKO ； 『ゼロの使い魔』）
  - I SAY YES （ICHIKO ； 『ゼロの使い魔 双月の騎士』）
  - YOU'RE THE ONE（ICHIKO ； 『ゼロの使い魔 三美姫の輪舞』）
- 戦場のヴァルキュリア
  - 明日へのキズナ （HIMEKA ； 『戦場のヴァルキュリア』初代）
  - カナシミレンサ （MARIA ； 『戦場のヴァルキュリア』2代目）
- 創聖のアクエリオン
  - 創聖のアクエリオン （AKINO from bless4、『創聖のアクエリオン』初代）
  - Go Tight! （AKINO from bless4、『創聖のアクエリオン』2代目）
- ソウルイーター
  - resonance （T.M.Revolution ； 『ソウルイーター』初代）
  - PAPERMOON （Tommy heavenly6 ； 『ソウルイーター』2代目）
- 宇宙をかける少女
  - 裸々イヴ新世紀 （ALI PROJECT ； 『宇宙をかける少女』）
  - Miracle Fly （栗林みな実 ； 『宇宙をかける少女』2代目）

### た行
- DARKER THAN BLACK
  - HOWLING （abingdon boys school ； 『DARKER THAN BLACK -黒の契約者-』初代）
  - 覚醒ヒロイズム〜THE HERO WITHOUT A "NAME"〜 （アンティック-珈琲店- ； 『DARKER THAN BLACK -黒の契約者-』2代目）
  - ツキアカリのミチシルベ （ステレオポニー ； 『DARKER THAN BLACK -流星の双子-』）
- だぁ!だぁ!だぁ!
  - ハートのつばさ （中島礼香 ； 『だぁ!だぁ!だぁ!』第1シリーズ）
  - HAPPY FLOWER （奈良沙緒理 ； 『だぁ!だぁ!だぁ!』第2シリーズ）
- D.C. 〜ダ・カーポ〜
  - サクラサクミライコイユメ （yozuca* ； 『D.C. 〜ダ・カーポ〜』）
  - サクライロノキセツ （yozuca* ；『D.C.S.S. 〜ダ・カーポ セカンドシーズン〜』）
  - サクラキミニエム （yozuca* ； 『D.C.II 〜ダ・カーポII〜』）
  - サクラ アマネク セカイ （yozuca* ； 『D.C.II S.S. 〜ダ・カーポII セカンドシーズン〜』）
- 高橋留美子劇場
  - つづれおり （speena； 『高橋留美子劇場』）
  - Like an angel （石川知亜紀 ； 『高橋留美子劇場 人魚の森』）
- 戦う司書 The Book of Bantorra
  - 堕天國宣戦（ALI PROJECT ； 『戦う司書 The Book of Bantorra』初代）
- 超重神グラヴィオン
  - 嘆きのロザリオ （JAM Project ； 『超重神グラヴィオン』）
  - 紅ノ牙 （JAM Project ； 『超重神グラヴィオンZwei』）
- 月詠 -MOON PHASE
  - Neko Mimi Mode（Chiwa Saito played Hazuki ； 『月詠 -MOON PHASE』）
  - Tsuku Yomi Mode（Chiwa Saito played Luna ； 『月詠 -MOON PHASE』第9話、第14話）
- ツバサ・クロニクル
  - BLAZE（キンヤ ； 『ツバサ・クロニクル』第1シリーズ）
  - IT'S（キンヤ ； 『ツバサ・クロニクル』第2シリーズ）
- D.Gray-man
  - INNOCENT SORROW（abingdon boys school ； 『D.Gray-man』初代）
  - Brightdown（玉置成実 ； 『D.Gray-man』2代目）
  - Doubt & Trust 〜ダウト&トラスト〜（access ； 『D.Gray-man』3代目）
  - 激動（UVERworld ； 『D.Gray-man』4代目）
- デ・ジ・キャラットにょ
  - Heartbeat （Prière（プリエール） ； 『デ・ジ・キャラットにょ』初代）
  - ダイナマイト☆I・N・G （真田アサミ、沢城みゆき、氷上恭子 ； 『デ・ジ・キャラットにょ』2代目）
  - ミラクル☆ワンダーランド （真田アサミ、沢城みゆき、氷上恭子 ； 『デ・ジ・キャラットにょ』3代目）
- DEATH NOTE
  - the WORLD（ナイトメア ； 『DEATH NOTE』初代）
  - What's up,people?（マキシマム ザ ホルモン ； 『DEATH NOTE』2代目）
- 鉄腕バーディー DECODE
  - そら（Hearts Grow ； 『鉄腕バーディー DECODE』）
  - kiseki（NIRGILIS ； 『鉄腕バーディー DECODE:02』）
- 地球へ…
  - endscape（UVERworld ； 『地球へ…』初代）
  - JET BOY JET GIRL（高橋瞳 ； 『地球へ…』2代目）
- 出ましたっ!パワパフガールズZ
  - 希望のカケラ（北出菜奈 ； 『出ましたっ!パワパフガールズZ』初代）
  - ジグ THE アッパー（ホイフェスタ ； 『出ましたっ!パワパフガールズZ』2代目）
- デルトラ・クエスト
  - HEART☆BEAT　 （MARIA ； 『デルトラ・クエスト』初代）
  - 僕の太陽　（AKB48 ；　『デルトラ・クエスト』2代目）
  - In This Life〜旅立ちまでの3ステップ （デルタ・グッドレム ； 『デルトラ・クエスト』3代目）
- 天保異聞 妖奇士
  - 流星ミラクル（いきものがかり ； 『天保異聞 妖奇士』初代）
  - LONE STAR（キャプテンストライダム ； 『天保異聞 妖奇士』2代目）
- とある魔術の禁書目録
  - PSI-missing（川田まみ ； 『とある魔術の禁書目録』初代）
  - masterpiece（川田まみ ； 『とある魔術の禁書目録』2代目）
- とある科学の超電磁砲
  - only my railgun（fripSide ； 『とある科学の超電磁砲』初代）
  - LEVEL5-judgelight-（fripSide ； 『とある科学の超電磁砲』2代目）
- とっとこハム太郎
  - ハム太郎とっとこうた （ハムちゃんず ； 『とっとこハム太郎』初代）
  - ハム太郎とっとこうた つづきでちゅ（ハムちゃんず ； 『とっとこハム太郎』2代目）
  - ハム太郎とっとこうた〜またつづきでちゅ!〜（ハムちゃんず ； 『とっとこハム太郎』3代目）
  - ハム太郎とっとこうた（千秋 with ハムちゃんず ； 『とっとこハム太郎』4代目）
  - ハム太郎とっとこうた〜ノリノリでちゅ〜（千秋 with ハムちゃんず ； 『とっとこハム太郎』5代目）
  - ハム太郎とっとこうた2005（歌：ハムちゃんず ； 『とっとこハム太郎』6代目）
- とらドラ!
  - プレパレード （逢坂大河（釘宮理恵）、櫛枝美乃梨（堀江由衣）、川嶋亜美（喜多村英梨） ； 『とらドラ!』初代）
  - silky heart（堀江由衣 ； 『とらドラ!』2代目）
- トランスフォーマー
  - 炎のオーバードライブ〜カーロボットサイバトロン〜 （和田光司 ； 『トランスフォーマー カーロボット』）
  - TRANSFORMER〜Dream Again （サイキックラバー ； 『超ロボット生命体トランスフォーマー マイクロン伝説』初代）
  - TRANSFORMERS〜鋼鉄の勇気〜 （サイキックラバー ； 『超ロボット生命体トランスフォーマー マイクロン伝説』2代目）
  - 太陽のtransform!! （きただにひろし ； トランスフォーマー スーパーリンク』）
  - CALL YOU... 君と僕の未来 （柿島伸次 ； 『トランスフォーマー ギャラクシーフォース』初代）
  - IGNITION-イグニッション! （高柳千野 ； 『トランスフォーマー ギャラクシーフォース』2代目）

### な行
- 夏目友人帳
  - 一斉の声 （喜多修平 ； 『夏目友人帳』）
  - あの日のタイムマシン （LONG SHOT PARTY ； 『続夏目友人帳』）
- NARUTO -ナルト-
  - R★O★C★K★S （HOUND DOG ； 『NARUTO -ナルト-』初代）
  - 遥か彼方 （ASIAN KUNG-FU GENERATION ； 『NARUTO -ナルト-』2代目）
  - 悲しみをやさしさに （little by little ； 『NARUTO -ナルト-』3代目）
  - GO!!! （FLOW ； 『NARUTO -ナルト-』4代目）
  - 青春狂騒曲 （サンボマスター ；『NARUTO -ナルト-』5代目）
  - ノーボーイ・ノークライ （STANCE PUNKS ； 『NARUTO -ナルト-』6代目）
  - 波風サテライト （シュノーケル ； 『NARUTO -ナルト-』7代目）
  - Re:member （FLOW ； 『NARUTO -ナルト-』8代目）
  - ユラユラ （Hearts Grow ； 『NARUTO -ナルト-』9代目）
  - Hero's Come Back!! （nobodyknows+ ； 『NARUTO -ナルト- 疾風伝』初代）
  - distance （LONG SHOT PARTY ； 『NARUTO -ナルト- 疾風伝』2代目）
  - ブルーバード （いきものがかり ； 『NARUTO -ナルト- 疾風伝』3代目）
  - CLOSER （井上ジョー ； 『NARUTO -ナルト- 疾風伝』4代目）
  - ホタルノヒカリ （いきものがかり ； 『NARUTO -ナルト- 疾風伝』5代目）
  - Sign （FLOW ； 『NARUTO -ナルト- 疾風伝』6代目）
  - 透明だった世界 （秦基博 ； 『NARUTO -ナルト- 疾風伝』7代目）
  - Diver （NICO Touches the Walls ； 『NARUTO -ナルト- 疾風伝』8代目）
  - ラヴァーズ （7!! ； 『NARUTO -ナルト- 疾風伝』9代目）
  - newsong （tacica ； 『NARUTO -ナルト- 疾風伝』10代目）
  - 突撃ロック （ザ・クロマニヨンズ ； 『NARUTO -ナルト- 疾風伝』11代目）
- NEEDLESS
  - modern strange cowboy （GRANRODEO ； 『NEEDLESS』初代）
  - Scarlet Bomb! （美郷あき ； 『NEEDLESS』2代目）
- ノイタミナ
  - ドラマチック （YUKI ； 『ハチミツとクローバー』）
  - ♥Lonely in Gorgeous♥ （Tommy february6 ； 『Paradise Kiss』）
  - HEAT ISLAND （RHYMESTER ； 『怪 〜ayakashi〜』）
  - Deep in your heart （堂本光一 ； 『獣王星』）
  - ふがいないや （YUKI ； 『ハチミツとクローバーII』）

※『働きマン』オープニングテーマ「働く男」は#アニメ用カバー曲参照。
  - Allegro Cantabile （SUEMITSU & THE SUEMITH ； 『のだめカンタービレ』）
  - 下弦の月 （小松亮太×チャーリー・コーセイ ； 『モノノ怪』）
  - カリキュラム （依布サラサ ； 『もやしもん』）
  - モノノケダンス （電気グルーヴ ； 『墓場鬼太郎』）
  - あたしの街、明日の街 （高橋瞳 ； 『図書館戦争』）
  - Life goes on 〜side K〜 （CHEMISTRY ； 『西洋骨董洋菓子店 〜アンティーク〜』）
  - Sky High （ゴスペラーズ ； 『のだめカンタービレ 巴里編』）
  - 日和姫 （PUFFY ； 『源氏物語千年紀 Genji』）
  - FALLING DOWN （OASIS ； 『東のエデン』）
  - キミノウタ （abingdon boys school ； 『東京マグニチュード8.0』）
  - Upside Down （電気グルーヴ ； 『空中ブランコ』）
- 乃木坂春香の秘密
  - とまどいビターチューン （姫宮みらんとチョコレートロッカーズ（生天目仁美） ； 『乃木坂春香の秘密』）
  - 挑発Cherry Heart （姫宮みらんとチョコレートロッカーズ ； 『乃木坂春香の秘密 ぴゅあれっつぁ♪』）

### は行
- 鋼の錬金術師
  - メリッサ （ポルノグラフィティ ； 『鋼の錬金術師』初代）
  - READY STEADY GO （L'Arc〜en〜Ciel ； 『鋼の錬金術師』2代目）
  - UNDO （COOL JOKE ； 『鋼の錬金術師』3代目）
  - リライト （ASIAN KUNG-FU GENERATION ； 『鋼の錬金術師』4代目）
  - again （YUI ； 『鋼の錬金術師 FULLMETAL ALCHEMIST』初代）
  - ホログラム （NICO Touches the Walls ； 『鋼の錬金術師 FULLMETAL ALCHEMIST』2代目）
  - ゴールデンタイムラバー （スキマスイッチ ； 『鋼の錬金術師 FULLMETAL ALCHEMIST』3代目）
  - Period （CHEMISTRY ； 『鋼の錬金術師 FULLMETAL ALCHEMIST』4代目）
  - レイン （シド ； 『鋼の錬金術師 FULLMETAL ALCHEMIST』5代目）
- 化物語
  - staple stable（戦場ヶ原ひたぎ（斎藤千和） ； 『化物語』初代）
  - 帰り道（八九寺真宵（加藤英美里） ； 『化物語』2代目）
  - ambivalent world（神原駿河（沢城みゆき） ； 『化物語』3代目）
  - 恋愛サーキュレーション（千石撫子（花澤香菜） ； 『化物語』4代目）
  - sugar sweet nightmare（羽川翼（堀江由衣） ； 『化物語』5代目）
- はじめの一歩
  - under star （Shocking Lemon ； 『はじめの一歩』初代）
  - Inner Light （Shocking Lemon ； 『はじめの一歩』2代目）
  - TUMBLING DICE(インストメンタル) （今堀恒雄 ； 『はじめの一歩』3代目）
  - HEKIREKI （LAST ALLIANCE ； 『はじめの一歩 New Challenger』）
- HAPPY★LESSON
  - テレスコープ（Sleepin'JohnnyFish ； 『HAPPY★LESSON THE TV』）
  - RADIOジャック（Sleepin'JohnnyFish ； 『HAPPY★LESSON ADVANCE』）
- 花右京メイド隊
  - 花右京メイド隊の歌 （花右京メイド隊（マリエル、グレース、イクヨ、コノヱ）（田中理恵、金田朋子、有島モユ、平松晶子） ； 『花右京メイド隊』）
  - Voice of heart （マリエル（田中理恵） ； 『花右京メイド隊 La Verite』）
- ぱにぽにだっしゅ!
  - 黄色いバカンス（feat.片桐姫子）（桃月学園1年C組 feat.片桐姫子（折笠富美子、雪野五月、植田佳奈、堀江由衣、野中藍、阪田佳代） ； 『ぱにぽにだっしゅ!』テレビ版2 - 9、14話、DVD版1 - 8、25話）
  - ルーレット☆ルーレット（feat.一条さん）（桃月学園1年C組 feat.一条さん（野中藍、折笠富美子、雪野五月、植田佳奈、堀江由衣、阪田佳代） ； 『ぱにぽにだっしゅ!』テレビ版10、12、15、18話、DVD版9 - 14、16話）
  - 黄色いバカンス（feat.橘玲）（桃月学園1年C組 feat.橘玲（雪野五月、折笠富美子、植田佳奈、堀江由衣、野中藍、阪田佳代） ； 『ぱにぽにだっしゅ!』テレビ版11、13、16話）
  - 黄色いバカンス（feat.桃瀬くるみ）（桃月学園1年C組 feat.桃瀬くるみ（植田佳奈、折笠富美子、雪野五月、堀江由衣、野中藍、阪田佳代） ； 『ぱにぽにだっしゅ!』テレビ版17話、DVD版15話）
  - 黄色いバカンス（feat.6号さん）（桃月学園1年C組 feat.6号さん（阪田佳代、植田佳奈、折笠富美子、雪野五月、堀江由衣、野中藍） ； 『ぱにぽにだっしゅ!』テレビ版19、22話、DVD版）
  - 少女Q（feat.上原都）（桃月学園1年C組 feat.上原都（堀江由衣、折笠富美子、雪野五月、植田佳奈、野中藍、阪田佳代） ； 『ぱにぽにだっしゅ!』テレビ版20 - 21、23話、DVD版17 - 23話）
  - 少女Q（feat.6号さん）（桃月学園1年C組 feat.6号さん（阪田佳代、折笠富美子、雪野五月、植田佳奈、堀江由衣、野中藍） ； 『ぱにぽにだっしゅ!』テレビ版24話、DVD版24話）
- ハヤテのごとく!
  - ハヤテのごとく! （KOTOKO ； 『ハヤテのごとく!』初代）
  - 七転八起☆至上主義! （KOTOKO ； 『ハヤテのごとく!』2代目）
  - Wonder Wind （ELISA ； 『ハヤテのごとく!!』初代）
  - daily-daily Dream （KOTOKO ； 『ハヤテのごとく!!』2代目）
- ヒカルの碁
  - Get Over （dream ； 『ヒカルの碁』初代）
  - I'll be the one （H∧L ； 『ヒカルの碁』2代目）
  - FANTASY （片瀬那奈 ； 『ヒカルの碁』3代目）
- ひぐらしのなく頃に
  - ひぐらしのなく頃に （島みやえい子 ； 『ひぐらしのなく頃に』）
  - 奈落の花 （島みやえい子 ； 『ひぐらしのなく頃に解』）
  - Super scription of data （島みやえい子 ； 『ひぐらしのなく頃に礼』）
- ひだまりスケッチ
  - スケッチスイッチ（阿澄佳奈、水橋かおり、新谷良子、後藤邑子 ； 『ひだまりスケッチ』）
  - ?でわっしょい（ゆの（阿澄佳奈）、宮子（水橋かおり）、ヒロ（後藤邑子）、沙英（新谷良子） ； 『ひだまりスケッチ×365』）
  - できるかなって☆☆☆（ゆの（阿澄佳奈）、宮子（水橋かおり）、ヒロ（後藤邑子）、沙英（新谷良子） ； 『ひだまりスケッチ×☆☆☆』）
- ひまわりっ!
  - 太陽のかけら （白石涼子 ； 『ひまわりっ!』）
  - ソラ色のつばさ （白石涼子 ； 『ひまわりっ!!』）
- BLACK CAT
  - ダイアの花 （より子 ； 『BLACK CAT』初代）
- Fate/stay night
  - disillusion（タイナカサチ ； 『Fate/stay night』第1作 第1話-第14話）
  - きらめく涙は星に（タイナカサチ ； 『Fate/stay night』第1作 第15話-第24話）
  - ideal white（綾野ましろ ； 『Fate/stay night』第2作 第1話-）
- 『プリキュアシリーズ』
  - DANZEN!ふたりはプリキュア （五條真由美 ； 『ふたりはプリキュア（無印）』）
  - DANZEN!ふたりはプリキュア （Ver. Max Heart）（五條真由美 ； 『ふたりはプリキュアMax heart』）
  - まかせて!★スプラッシュ☆スター★（うちやえゆか ； 『ふたりはプリキュアSplash Star』）
  - プリキュア5、スマイルgogo!（工藤真由 ； 『Yes!プリキュア5』）
  - プリキュア5、フルスロットルGOGO!（工藤真由 ； 『Yes!プリキュア5GoGo!』）
  - Let's! フレッシュプリキュア!（茂家瑞季 ； 『フレッシュプリキュア!』初代）
  - Let's! フレッシュプリキュア! 〜Hybrid ver.〜（茂家瑞季 ； 『フレッシュプリキュア!』2代目）
- BLOOD+
  - 青空のナミダ （高橋瞳 ； 『BLOOD+』初代）
  - SEASON'S CALL （HYDE ； 『BLOOD+』2代目）
  - Colors of the Heart （UVERworld ； 『BLOOD+』3代目）
  - 雷音 （ジン ； 『BLOOD+』4代目）
- BLEACH
  - *〜アスタリスク〜 （ORANGE RANGE ； 『BLEACH』初代）
  - D-tecnoLife （UVERworld ； 『BLEACH』2代目）
  - 一輪の花 （HIGH and MIGHTY COLOR ； 『BLEACH』 3代目）
  - TONIGHT,TONIGHT,TONIGHT （BEAT CRUSADERS ； 『BLEACH』 4代目）
  - Rolling star （YUI ； 『BLEACH』 5代目）
  - ALONES （Aqua Timez ； 『BLEACH』 6代目）
  - アフターダーク （ASIAN KUNG-FU GENERATION ； 『BLEACH』 7代目）
  - CHU-BURA （KELUN ； 『BLEACH』 8代目）
  - Velonica （Aqua Timez ； 『BLEACH』 9代目）
  - 少女S （SCANDAL ； 『BLEACH』 10代目）
  - アニマロッサ （ポルノグラフィティ ； 『BLEACH』 11代目）
- 満月をさがして
  - I♥U （THE★SCANTY ； 『満月をさがして』初代）
  - ROCK'N ROLL PRINCESS （THE★SCANTY ； 『満月をさがして』2代目）
- ペルソナ 〜トリニティ・ソウル〜
  - Breakin' through （喜多修平 ； 『ペルソナ 〜トリニティ・ソウル〜』初代）
  - WORD OF THE VOICE （FLOW ； 『ペルソナ 〜トリニティ・ソウル〜』2代目）
- 変身3部作
  - 超変身! コス∞プレイヤー （colors ； 『超変身! コス∞プレイヤー』）
  - ヒットをねらえ! （能登麻美子 ； 『ヒットをねらえ!』）
  - LOVE♥LOVE? （松来未祐、小林沙苗、大原さやか、吉田真弓、浅井清己 ； 『LOVE♥LOVE?』）
- 冒険王ビィト
  - emotion（sunbrain ； 『冒険王ビィト』初代）
  - wish men under the moon（sunbrain ； 『冒険王ビィト』2代目）
  - 空を見て想う（OUTLAW ； 『冒険王ビィト エクセリオン』）
- 星のカービィ
  - カービィ★マーチ （シャンチー ； 『星のカービィ』初代）
  - カービィ! （朝川ひろこ ； 『星のカービィ』2代目）
- WHITE ALBUM
  - 深愛 （水樹奈々 ； 『WHITE ALBUM』前期）
  - 夢幻 （水樹奈々 ； 『WHITE ALBUM』後期）
- ポポロクロイス物語
  - 夏気球 （大塚利恵 ； 『ポポロクロイス物語』）
  - トロイメライ （ルルティア ； 『ポポロクロイス』初代）
  - ともだちの歌 （CORE OF SOUL ； 『ポポロクロイス』2代目）

### ま行
- マーメイドメロディ ぴちぴちピッチ
  - 太陽の楽園〜Promised Land〜 （神戸みゆき ； 『マーメイドメロディ ぴちぴちピッチ』初代）
  - Rainbow Notes♪ （神戸みゆき ； 『マーメイドメロディ ぴちぴちピッチ』2代目）
  - Before the Moment （喜多村英梨 ； 『マーメイドメロディー ぴちぴちピッチ ピュア』）
- 舞-乙HiME
  - Dream☆Wing （栗林みな実 ； 『舞-乙HiME』初代）
  - Crystal Energy （栗林みな実 ； 『舞-乙HiME』2代目）
- マクロスF
  - トライアングラー （坂本真綾 ； 『マクロスF』初代）
  - ライオン （May'n/中島愛 ； 『マクロスF』2代目）
- 魔法少女リリカルなのは
  - innocent starter（水樹奈々 ； 『魔法少女リリカルなのは』）
  - ETERNAL BLAZE（水樹奈々 ； 『魔法少女リリカルなのはA's』）
  - SECRET AMBITION（水樹奈々 ； 『魔法少女リリカルなのはStrikerS』初代）
  - MASSIVE WONDERS（水樹奈々 ； 『魔法少女リリカルなのはStrikerS』2代目）
- ミッドナイトホラースクール
  - Midnight Horror School （嘉陽愛子 ； 『ミッドナイトホラースクール』初代）
  - ハッピーミステリー （川上とも子 ； 『ミッドナイトホラースクール』2代目）
- みなみけ
  - 経験値上昇中☆ （南春香（佐藤利奈）、南夏奈（井上麻里奈）、南千秋（茅原実里） ; 『みなみけ』）
  - ココロノツバサ （南春香（佐藤利奈）、南夏奈（井上麻里奈）、南千秋（茅原実里） ； 『みなみけ〜おかわり〜』）
  - 経験値速上々↑↑ （南春香（佐藤利奈）、南夏奈（井上麻里奈）、南千秋（茅原実里） ； 『みなみけ おかえり 』）
- MÄR -メルヘヴン-
  - 君の思い描いた夢 集メル HEAVEN（GARNET CROW ； 『MÄR -メルヘヴン-』初代）
  - 晴れ時計（GARNET CROW ； 『MÄR -メルヘヴン-』2代目）
  - 夢・花火（GARNET CROW ； 『MÄR -メルヘヴン-』3代目）
  - 風とRAINBOW（GARNET CROW ； 『MÄR -メルヘヴン-』4代目）
- モンキーターン
  - ココロがとまらない （Jewelry ； 『モンキーターン』）
  - 胸いっぱいのこの愛を 誰より君に （Jewelry ； 『モンキーターンV』）

### や行
- 焼きたて!!ジャぱん
  - ホウキ雲 （RYTHEM ； 『焼きたて!!ジャぱん』初代）
  - Promise （TiA ； 『焼きたて!!ジャぱん』2代目）
  - 小さな詩 （MARIA ； 『焼きたて!!ジャぱん』3代目）
- 遊☆戯☆王デュエルモンスターズ
  - voice （CLOUD ； 『遊☆戯☆王デュエルモンスターズ』初代）
  - Shuffle （奥井雅美 ； 『遊☆戯☆王デュエルモンスターズ』2代目）
  - WILD DRIVE （永井真人 ； 『遊☆戯☆王デュエルモンスターズ』3代目）
  - WARRIORS （生沢佑一 ； 『遊☆戯☆王デュエルモンスターズ』4代目）
  - OVERLAP （Kimeru ； 『遊☆戯☆王デュエルモンスターズ』5代目）
- 遊☆戯☆王デュエルモンスターズGX
  - 快晴・上昇・ハレルーヤ （JINDOU ； 『遊☆戯☆王デュエルモンスターズGX』初代）
  - 99% （BOWL ； 『遊☆戯☆王デュエルモンスターズGX』2代目）
  - ティアドロップ （BOWL ； 『遊☆戯☆王デュエルモンスターズGX』3代目）
  - Precious Time,Glory Days（サイキックラバー ； 『遊☆戯☆王デュエルモンスターズGX』4代目）
- 遊☆戯☆王5D's
  - 絆-キズナ- （Kra ； 『遊☆戯☆王5D's』初代）
  - LAST TRAIN -新しい朝- （knotlamp ； 『遊☆戯☆王5D's』2代目）
  - FREEDOM （La-Vie. ； 『遊☆戯☆王5D's』3代目）
  - BELIEVE IN NEXUS （遠藤正明 ； 『遊☆戯☆王5D's』4代目）
  - 明日への道〜Going my way!!〜（遠藤正明 ； 『遊☆戯☆王5D's』5代目）
- 勇者王ガオガイガーFINAL
  - 勇者王誕生!〜神話（マイソロジー）ヴァージョン〜（遠藤正明 ； 『勇者王ガオガイガーFINAL』前期）
  - 勇者王誕生!〜究極神話（きゅうきょくマイソロジー）ヴァージョン〜（遠藤正明 ； 『勇者王ガオガイガーFINAL』後期）
  - 勇者王誕生!〜集大成神話（ギャザリングマイソロジー）ヴァージョン〜（遠藤正明 ； 『勇者王ガオガイガーFINAL GRAND GLORIOUS GATHERING』）
- 夜桜四重奏
  - JUST TUNE（savage genius ； 『夜桜四重奏 〜ヨザクラカルテット〜』）
  - 桜のあと (all quartets lead to the?)（UNISON SQUARE GARDEN ； 『夜桜四重奏 〜ハナノウタ〜』第1話 - 第8話, 第10話 - 第13話）
  - kid, I like quartet（UNISON SQUARE GARDEN ； 『夜桜四重奏 〜ハナノウタ〜』）

### ら行
- ローゼンメイデン
  - 禁じられた遊び （ALI PROJECT ； 『ローゼンメイデン』）
  - 聖少女領域 （ALI PROJECT ； 『ローゼンメイデン トロイメント』）
  - 薔薇獄乙女 （ALI PROJECT ； 『ローゼンメイデン オーベルテューレ』）
- 六門天外モンコレナイト
  - Just Fly Away （米倉千尋 ； 『六門天外モンコレナイト』初代）
  - Return to myself （米倉千尋 ； 『六門天外モンコレナイト』2代目）
- ロザリオとバンパイア
  - COSMIC LOVE （水樹奈々 ； 『ロザリオとバンパイア』）
  - DISCOTHEQUE （水樹奈々 ； 『ロザリオとバンパイアCAPU2』）

### わ行
- わがまま☆フェアリーミルモでポン!
  - プリティ・ケーキ・マジック （Kaede + Cheeky Fairy ； 『わがまま☆フェアリー ミルモでポン!』初代）
  - けちらせ! （ベッキー ； 『わがまま☆フェアリー ミルモでポン!』2代目）
  - ハッピー・ラッキー 〜お願いミルモ〜 （Kaede-chan（中原麻衣） ； 『わがまま☆フェアリーミルモでポン!』3代目）
  - Fun! Fun! ★ふぁんたじー （南里侑香 ； 『わがまま☆フェアリー ミルモでポン! ごおるでん』）
  - らびゅ らびゅ （パーキッツ ； 『わがまま☆フェアリー ミルモでポン! わんだほう』初代）

### その他
- 2000年 
  - ダイナマイトヘブン （2Shy4U ； 『ドキドキ♡伝説 魔法陣グルグル』）
  - JUMP〜メイっぱい抱きしめて （P-chicks ； 『HAND MAID メイ』）
  - アノネ〜まみむめ☆もがちょ〜 （水樹奈々 ； 『まみむめ☆もがちょ』）
  - FLUSH （宇都宮隆 ； 『モンスターファーム〜伝説への道〜』）
  - グロウアップ （Hysteric Blue ； 『学校の怪談』）
  - サクラサク（林原めぐみ ； 『ラブひな』）
  - W-Infinity（影山ヒロノブ・三重野瞳 ； 『GEAR戦士電童』）
  - unsteady （林原めぐみ ； 『無敵王トライゼノン』）
  - Silent Wind（菅井えり ； 『アルジェントソーマ』）
- 2001年 
  - For フルーツバスケット （岡崎律子 ； 『フルーツバスケット』）
  - Reckless Fire （井出泰彰 ； 『スクライド』）
  - マメシバ（坂本真綾 ； 『地球少女アルジュナ』）
  - Over the FANTASY（植田佳奈 ； 『FF：U 〜ファイナルファンタジー:アンリミテッド〜』）
  - Sugar Baby Love（石田燿子 ； 『ちっちゃな雪使いシュガー』）
  - 虹色の砂時計 （由紀さおり、安田祥子 ； 『カスミン』）
  - Be My Angel（榎本温子 ； 『機動天使エンジェリックレイヤー』）
  - かえりみち（川澄綾子 ； 『まほろまてぃっく』）
  - LOVE♥トロピカ〜ナ （Sister MAYO ； 『ジャングルはいつもハレのちグゥ』）
- 2002年 
  - 空耳ケーキ （Oranges&Lemons ； 『あずまんが大王』）
  - Wake up Angel 〜ねがいましては∞（無限）なり〜 （Funta ； 『ぴたテン』）
  - obsession （See-Saw ； 『.hack//SIGN』）
  - 青のレクイエム（坪倉唯子 ； 『SAMURAI DEEPER KYO』）
  - ヘミソフィア（坂本真綾 ； 『ラーゼフォン』）
  - Shooting Star（KOTOKO ； 『おねがい☆ティーチャー』）
  - ワンダフル Life （ファンタ・ゼロ・コースター ； 『ふぉうちゅんドッグす』）
  - success×success （nana×nana ； 『七人のナナ』）
  - my sweet heart （小松里賀 ； 『東京ミュウミュウ』）
  - ALL MY LOVE （堀江由衣 ； 『陸上防衛隊まおちゃん』）
  - 電光超特急ヒカリアン （堀江美都子 ； 『電光超特急ヒカリアン』）
- 2003年 
  - 明日へのbrilliant road （angela ； 『宇宙のステルヴィア』）
  - ナージャ!! （本田美奈子 ； 『明日のナージャ』）
  - TATOO KISS （r.o.r/s ； 『カレイドスター 新たなる翼』）
  - 白いかけら （D[diː] ； 『幻影闘士バストフレモン』（日本語版））
  - SONIC DRIVE （影山ヒロノブ、高取ヒデアキ ； 『ソニックX』）
  - 白夜〜True Light〜 （宮本駿一 ； 『D・N・ANGEL』）
  - GO!GO!レスキュー （JAM project ； 『出撃!マシンロボレスキュー』）
  - 教えてせんせいさん（Bottle fairy ； 『瓶詰妖精』）
  - Cloud Age Symphony （OKINO,SHUNTARO ； 『LAST EXILE』）
  - 僕らのメッセージ （kiroro ； 『無人惑星サヴァイヴ』）
  - THE MEANING OF TRUTH （HIRO-X ； 『F-ZERO ファルコン伝説』）
  - 瞳の中の迷宮（嘉陽愛子 ； 『ヤミと帽子と本の旅人』）
  - 流れ星☆（CooRie ； 『成恵の世界』）
  - Precious Memories（栗林みな実 ； 『君が望む永遠』）
  - 鏡の中（can/goo ； 『ウルトラマニアック』）
  - 1st Priority （メロキュア ； 『ストラトス・フォー』）
  - Second Flight（KOTOKO、佐藤裕美 ； 『おねがい☆ツインズ』）
  - Guri Guri（佐藤裕美 ； 『グリーングリーン』）
  - Dive in the Sky （酒井ミキオ ； 『プラネテス』）
- 2004年 
  - identity （sacra ； 『陸奥圓明流外伝 修羅の刻』）
  - 明日のBlue wing （小枝 ； 『光と水のダフネ』）
  - Voyage （いのり ； 『ファンタジックチルドレン』）
  - We are the Star（山崎麻衣美 ； 『RAGNAROK THE ANIMATION』）
  - 教えてあげる （can/goo ； 『せんせいのお時間』）
  - Wil （lisa ； 『忘却の旋律』）
  - LILIUM （野間久美子 ； 『エルフェンリート』）
  - ハッスル （山寺宏一 ； 『かいけつゾロリ』）
  - シノブ参上! （くまのきよみ ； 『ニニンがシノブ伝』）
  - Secret World （秋山実希 ； 『tactics』）
  - スクランブル（堀江由衣 with UNSCANDAL ； 『スクールランブル』）
  - 懐かしい宇宙（新居昭乃 ； 『KURAU Phantom Memory』）
  - Going on! （Bullet77 ； 『DAN DOH!!』）
  - 刻印 （can/goo ； 『吟遊黙示録マイネリーベ』）
  - 24時間あいしてる （ 有島モユ・仲西環 ； 『ゆめりあ』）
  - amulet （飯塚雅弓 ； 『月は東に日は西に 〜Operation Sanctuary〜』）
  - Bomb A Head! V （m.c.A・T ； 『天上天下』）
  - 君色パレット （野川さくら ； 『Φなる・あぷろーち』）
  - 瞳の欠片 （FictionJunction YUUKA ； 『MADLAX』）
  - ラブスレイブ （UNDER17 ； 『DearS』）
  - Shangri-La （angela ； 『蒼穹のファフナー』）
  - ↑UP3 （ズッコケガールズ（高乃麗・横山智佐・SUZUTOMO） ； 『それいけ!ズッコケ三人組』）
  - 想いを奏でて （savage genius ； 『うた∽かた』）
  - sunny side up（一青窈 ； 『愛してるぜベイベ★★』）
  - Shining☆Days （栗林みな実 ； 『舞-HiME』）
  - Spicy Days -スパイシーデイズ- （七海まい ； 『マシュマロ通信』）
  - スキマミマイタイ （BARNABYS（ショーコ、アイ、ミヨ） ； 『MEZZO -メゾ-』）
  - センチメンタル （CooRie ； 『美鳥の日々』）
  - はばたく未来 （eufonius ； 『双恋』）
  - ピカピカの太陽 （ 佐倉蜜柑（植田佳奈） ； 『学園アリス』）
  - ホップステップジャンプ（ファイブスピリッツ（石原絵理子、渡辺明乃、高橋裕子、能登麻美子、天瀬まゆ） ； 『北へ。〜Diamond Dust Drops〜』）
  - Re-sublimity（KOTOKO ； 『神無月の巫女』）
  - 風のレジェンズ （KYOKO ； 『レジェンズ 甦る竜王伝説』）
  - Loosey（THE STRiPES ； 『爆裂天使』）
  - こえだちゃんのおはやっほー♪（佐藤裕美 ； 『みどりのくにのこえだちゃん』）
- 2005年 
  - いちごコンプリート （千佳（千葉紗子）/美羽（折笠富美子）/茉莉（川澄綾子）/アナ（能登麻美子）； 『苺ましまろ』）
  - SUPER LOVE （こいこい7（後藤沙緒里、伊藤亜矢子、川瀬晶子、儀武ゆう子、こやまきみこ、稲村優奈 ； 『こいこい7』）
  - 鳥の詩（Lia ； 『AIR』）
  - 晴れのちハレ!（富田麻帆 ； 『かみちゅ!』）
  - scarlet（BRACE;d ； 『かりん』）
  - 恋せよ女の子（田村ゆかり ； 『極上生徒会』）
  - clover（meg rock ； 『SoltyRei』）
  - The Sore Feet Song（Ally Kerr ； 『蟲師』第1話-第17話, 第19話-第23話, 第25話）
  - YOU（YURIA ； 『SHUFFLE!』）
  - Idea（eufonius ； 『ノエイン もうひとりの君へ』）
  - New World （ベ・ユミ ； 『双恋』）
  - ハッピー☆マテリアル（麻帆良学園中等部2-A ； 『魔法先生ネギま!』）
  - 時代の無双花（佐藤裕美 ； 『機動新撰組 萌えよ剣』）
  - GAIKING（サイキックラバー ； 『ガイキング LEGEND OF DAIKU-MARYU』）
- 2006年 
  - 離したくはない （FLAME ； 『マージナルプリンス〜月桂樹の王子達〜』）
  - たったひとつだけ （yozuca* ； 『タクティカルロア』）
  - ヒカリ （堀江由衣 ； 『いぬかみっ!』）
  - もっっと! （野川さくら ； 『マジカノ』）
  - 夢想歌 （Suara ； 『うたわれるもの』）
  - school boys （YAMOTO ； 『学園ヘヴン BOY'S LOVE HYPER!』）
  - 桜キッス （河辺千恵子 ； 『桜蘭高校ホスト部』）
  - ミリオン・ラブ （ゆうな（中原麻衣） ； 『陰からマモル!』）
  - あい （アツミサオリ ； 『くじびきアンバランス』）
  - ツヨクツヨク （mihimaru GT ； 『ガラスの艦隊』）
  - GO!GO!ライダー （FUNKY MONKEY BABYS ； 『THE FROGMAN SHOW』）
  - キミヘ ムカウ ヒカリ （新居昭乃 ； 『ゼーガペイン』）
  - Doki Doki! My Sister Soul （ハレンチ☆パンチ ； 『ちょこッとSister』）
  - DRAMATIC☆GIRLY （神田朱未・大原さやか・葉月絵理乃・関山美沙紀・辻あゆみ ； 『となグラ!』）
  - いろは （CooRie ； 『びんちょうタン』）
  - 真赤な誓い （福山芳樹 ； 『武装錬金』）
  - Red fraction （MELL ； 『BLACK LAGOON』）
  - オハヨウ（双葉（斎藤千和）、梨々（水樹奈々）、美森（稲村優奈） ； 『吉永さん家のガーゴイル』）
  - Forget-me-not（佐藤ひろ美 ； 『ウィンターガーデン』）
- 2007年
  - A Happy Life（林原めぐみ ； 『がくえんゆーとぴあ まなびストレート!』）
  - 暗黒天国 （ALI PROJECT ； 『かみちゃまかりん』）
  - ユビキリ （『ご愁傷さま二ノ宮くん』）
  - WINTERLONG（BEAT CRUSADERS ； 『獣神演武-HERO TALES-』）
  - 鉄のララバイ （柳ジョージ ； 『装甲騎兵ボトムズ ペールゼン・ファイルズ』）
  - オオカミのノド （The Birthday ； 『ZOMBIE-LOAN』）
  - Wheel of fortune （ゴスロリ少女探偵団（ 片岡あづさ・福井裕佳梨・小林ゆう ； 『Saint October』）
  - そして僕は... （榊原ゆい ； 『PRISM ARK』）
  - 空色デイズ （中川翔子 ； 『天元突破グレンラガン』）
  - Days（堀江由衣 ； 『ながされて藍蘭島』）
  - アンインストール （石川智晶 ； 『ぼくらの』）
  - DIRTY （ナイトメア ； 『魔人探偵脳噛ネウロ』）
  - 魔法少女マジカルたん!（虹原いんく（田村ゆかり）＆黒威すみ（戸松遥）＆白鳥ありす（名塚佳織） ； 『もえたん』）
  - もってけ!セーラーふく （『らき☆すた』）
- 2008年
  - Cloudier sky （彩音 ; 『AYAKASHI』)
  - 片翼のイカロス （榊原ゆい ； 『H2O -FOOTPRINTS IN THE SAND-』）
  - リフレクティア （eufonius ； 『true tears』）
  - 跪くまで5秒だけ! （橋本みゆき ； 『君が主で執事が俺で』）
  - Love Jump （栗林みな実 ； 『紅』）
  - モノクロのキス（シド ； 『黒執事』）
  - セキレイ 結（早見沙織）、月海（井上麻里奈）、草野（花澤香菜）、松（遠藤綾） ； 『セキレイ』）
  - Beautiful fighter （angela ； 『屍姫 赫/屍姫 玄』）
  - コトダマ （ALI PROJECT ； 『シゴフミ』）
  - STRIKE WITCHES 〜わたしにできること〜 （石田燿子 ； 『ストライクウィッチーズ』）
  - カルマ（BUMP OF CHICKEN ； 『テイルズ オブ ジ アビス』）
  - プリズム （池田綾子 ； 『電脳コイル』）
  - CRAWL （VELTPUNCH ； 『隠の王』）
  - ポルフィの長い旅 （Ikuko ； 『ポルフィの長い旅』）
  - Special Life! （KOTOKO ； 『仮面のメイドガイ』）
  - ケメコデラックス （ケメコとデラックス（斎藤千和×戸松遥×高橋美佳子×釘宮理恵×白石涼子×川澄綾子×後藤麻衣） ； 『ケメコデラックス!』）
  - 鬼帝の剣 （ALI PROJECT ； 『鉄のラインバレル』）
  - motto☆派手にね!（戸松遥 ； 『かんなぎ』）
  - 初恋パラシュート （橋本みゆき ； 『あかね色に染まる坂』）
  - Paradise Lost （茅原実里 ； 『喰霊-零-』）
- 2009年
  - 笑顔の理由 （meg rock ； 『明日のよいち!』）
  - Brave your truth （Daisy×Daisy ； 『鋼殻のレギオス』）
  - HANAJI （小林ゆう ； 『まりあ†ほりっく』）
  - mind as Judgment （飛蘭 ； 『CANAAN』）
  - Cagayake!GIRLS （桜高軽音部 ； 『けいおん!』）
  - 雫 （スキマスイッチ ； 『獣の奏者エリン』）
  - 緋色のカケラ （鈴希ゆき；『07-GHOST』）
  - JAP （abingdon boys school ； 『戦国BASARA』）
  - 浪漫ちっくストライク。 （伊藤かな恵、中原麻衣、植田佳奈、能登麻美子 ； 『大正野球娘。』）
  - 君へとつなぐココロ （中町かな（豊崎愛生）、天野咲紀（水原薫）、久地院美華（釘宮理恵 ； 『かなめも』）
  - CHANGE （J-Min； 『花咲ける青少年』）
  - Princess Primp! （橋本みゆき ； 『プリンセスラバー!』）
  - Programming for non-fiction （麻生夏子 ； 『よくわかる現代魔法』）
  - キミシニタモウコトナカレ （May'n ； 『シャングリ・ラ』）
  - Super Noisy Nova （スフィア ； 『宙のまにまに』）
  - Parallel Hearts（FictionJunction ； 『PandoraHearts』）
  - Baby universe day （アスクール（内田彩）、クフィーユ（合田彩 ； 『キディ・ガーランド』）
  - Poo （Neko Jump ； 『あにゃまる探偵 キルミンずぅ』）
  - Ring My Bell （blue drops 吉田仁美、イカロス（早見沙織）] ； 『そらのおとしもの』）
  - スッピンロック （小川真奈 ； 『ヒャッコ』）
  - あんりある♡パラダイス （栗林みな実） ； 『けんぷファー』）
  - Treasure （碧陽学園生徒会 ） ； 『生徒会の一存』）
  - JUSTICE of LIGHT （五條真由美 ； 『聖剣の刀鍛冶』）
  - マジックナンバー （坂本真綾 ； 『こばと。』）
  - にゃんだふる! （榊原ゆい ； 『にゃんこい!』）

## 2010年代

### あ行
- アイカツ!
  - Signalize!（わか・ふうり・すなお・りすこ from STAR☆ANIS ； 『アイカツ!』1stシーズン・初代）
  - ダイヤモンドハッピー（わか・ふうり・すなお from STAR☆ANIS ； 『アイカツ!』1stシーズン・2代目）
  - KIRA☆Power（わか・ふうり・すなお from STAR☆ANIS ； 『アイカツ!』2ndシーズン・初代）
  - SHINING LINE*（わか・ふうり・ゆな from STAR☆ANIS ； 『アイカツ!』2ndシーズン・2代目）
  - Du-Du-Wa DO IT!!（るか・もな・みき from AIKATSU☆STARS! & わか from STAR☆ANIS ； 『アイカツ!』3rdシーズン・初代）
  - Lovely Party Collection（るか・もな・みき from AIKATSU☆STARS! ； 『アイカツ!』3rdシーズン・2代目）
  - START DASH SENSATION（るか・もな・みき from AIKATSU☆STARS! ； 『アイカツ!』4thシーズン）
- アイカツスターズ!
  - スタートライン!（せな・りえ from AIKATSU☆STARS! ； 『アイカツスターズ!』1thシーズン・初代）
  - 1,2,Sing for You!（せな・りえ・みき・かな from AIKATSU☆STARS! ； 『アイカツスターズ!』1thシーズン・2代目）
  - スタージェット!（せな・りえ・みき・かな from AIKATSU☆STARS! ； 『アイカツスターズ!』1thシーズン・3代目）
  - STARDOM!（せな・りえ・みき・かな from AIKATSU☆STARS!） ； 『アイカツスターズ!』2ndシーズン・初代）
  - MUSIC of DREAM!!!（せな・りえ・みき・かな from AIKATSU☆STARS! ； 『アイカツスターズ!』2ndシーズン・2代目）
- アイカツフレンズ!
  - ありがと⇄大丈夫（あいね・みお from BEST FRIENDS! ； 『アイカツフレンズ!』1thシーズン・初代）
  - そこにしかないもの（あいね・みお from BEST FRIENDS! ； 『アイカツフレンズ!』1thシーズン・2代目）
  - ひとりじゃない!（あいね・みお・舞花・エマ from BEST FRIENDS! ； 『アイカツフレンズ!』 2ndシーズン）

- THE IDOLM@STER 
  - READY!! （765PRO ALLSTARS ； 『THE IDOLM@STER』初代）
  - CHANGE!!!! （765PRO ALLSTARS ； 『THE IDOLM@STER』2代目）
- アイドルマスター シンデレラガールズ
  - Star!! (CINDERELLA PROJECT ； 『アイドルマスター シンデレラガールズ』2話〜6話、8〜12話、14話)
  - shine!!（CINDERELLA PROJECT ； 『アイドルマスターシンデレラガールズ』15話〜23話、26話）
- 赤髪の白雪姫
  - やさしい希望（早見沙織 ； 『赤髪の白雪姫』1stシーズン）
  - その声が地図になる（早見沙織 ； 『赤髪の白雪姫』2ndシーズン）
- アカメが斬る!
  - Skyreach（雨宮天 ； 『アカメが斬る!』初代）
  - Liar Mask（真山りか ； 『アカメが斬る!』2代目）
- アクエリオンEVOL
  - 君の神話〜アクエリオン第二章（AKINO with bless4 ； 『アクエリオンEVOL』初代）
  - パラドキシカルZOO（AKINO with bless4 ； 『アクエリオンEVOL』2代目）
- アクエリオンロゴス
  - ヤマイダレdarlin'（May'n ； 『アクエリオンロゴス』初代）
  - 夜明けのロゴス（May'n ； 『アクエリオンロゴス』2代目）
- アクセル・ワールド
  - Chase the world （May'n ； 『アクセル・ワールド』初代）
  - Burst The Gravity （ALTIMA ； 『アクセル・ワールド』2代目）
- 亜人
  - 夜は眠れるかい？ （flumpool ； 『亜人』）
  - 僕は僕であって （angela × fripSide ； 『亜人』第2クール・初代）
  - The end of escape （fripSide × angela ； 『亜人』第2クール・2代目）
- アニメノチカラ
  - 光の旋律 （Kalafina ； 『ソ・ラ・ノ・ヲ・ト』）
  - 約束 （ムック ； 『閃光のナイトレイド』）
  - フライングヒューマノイド （中川翔子 ； 『世紀末オカルト学院』）
- アマガミ
  - i Love （azusa ； 『アマガミSS』初代）
  - 君のままで （azusa ； 『アマガミSS』2代目）
  - Check my soul （azusa ； 『アマガミSS+ plus』）
- 荒川アンダー ザ ブリッジ
  - ヴィーナスとジーザス （やくしまるえつこ ； 『荒川アンダー ザ ブリッジ』）
  - COSMOS vs ALIEN （やくしまるえつこ ； 『荒川アンダー ザ ブリッジ×ブリッジ』）
- アルスラーン戦記
  - 僕の言葉ではない これは僕達の言葉（UVERworld ； 『アルスラーン戦記』初代）
  - 渦と渦（NICO Touches the Walls ； 『アルスラーン戦記』2代目）
  - 翼（藍井エイル ； 『アルスラーン戦記 風塵乱舞』）
- アルドノア・ゼロ
  - heavenly blue（Kalafina ； 『アルドノア・ゼロ』）
  - &Z（SawanoHiroyuki[nZk]:mizuki ； 『アルドノア・ゼロ』第2クール）
- 暗殺教室
  - 青春サツバツ論（3年E組うた担［潮田渚（渕上舞）、茅野カエデ（洲崎綾）、赤羽業（岡本信彦）、磯貝悠馬（逢坂良太）、前原陽斗（浅沼晋太郎）］ ； 『暗殺教室』第1期・初代）
  - 自力本願レボリューション（3年E組うた担 ； 『暗殺教室』第1期・2代目）
  - QUESTION（3年E組うた担 ； 『暗殺教室』第2期・初代）
  - バイバイ YESTERDAY（3年E組うた担 ； 『暗殺教室』第2期・2代目）
- イナズマイレブンGO
  - 天までとどけっ!（T-Pistonz+KMC ； 『イナズマイレブンGO』初代）
  - 成せば成るのさ 七色卵（T-Pistonz+KMC ； 『イナズマイレブンGO』2代目）
  - おはよう!シャイニング・デイ（T-Pistonz+KMC ； 『イナズマイレブンGO』3代目）
  - 打ち砕ーくっ!（T-Pistonz+KMC ； 『イナズマイレブンGO』4代目）
  - 情熱で胸アツ!（T-Pistonz+KMC ； 『イナズマイレブンGO』5代目）
  - 感動共有!（T-Pistonz+KMC ； 『イナズマイレブンGO』6代目）
  - 初心をKEEP ON!（T-Pistonz+KMC ； 『イナズマイレブンGO』7代目）
  - ライメイ!ブルートレイン（T-Pistonz+KMC ； 『イナズマイレブンGO』8代目）
  - ガチで勝とうゼッ!（T-Pistonz+KMC ； 『イナズマイレブンGO』9代目）
  - 地球を回せっ!（T-Pistonz+KMC ； 『イナズマイレブンGO』10代目）
  - スパノバ!（T-Pistonz+KMC ； 『イナズマイレブンGO』11代目）
- 頭文字D
  - Raise Up （m.o.v.e ； 『頭文字D Fifth Stage』）
  - Outsoar the Rainbow （m.o.v.e ； 『頭文字D Final Stage』）
- IS 〈インフィニット・ストラトス〉
  - STRAIGHT JET （栗林みな実 ； 『IS 〈インフィニット・ストラトス〉』）
  - True Blue Traveler （栗林みな実 ； 『IS 〈インフィニット・ストラトス〉 2』）
- 『WIXOSS』シリーズ
  - killy killy JOKER （分島花音 ； 『selector infected WIXOSS』）
  - world's end, girl's rondo（分島花音 ； 『selector spread WIXOSS』）
  - Lostorage（井口裕香 ； 『Lostorage incited WIXOSS』）
- うたの☆プリンスさまっ♪
  - オルフェ （宮野真守 ； 『うたの☆プリンスさまっ♪ マジLOVE1000%』）
  - カノン （宮野真守 ； 『うたの☆プリンスさまっ♪ マジLOVE2000%』）
  - The dice are cast（QUARTET NIGHT (寿嶺二（森久保祥太郎）、黒崎蘭丸（鈴木達央）、美風藍（蒼井翔太）、カミュ（前野智昭）) ； 『うたの☆プリンスさまっ♪マジLOVEレボリューションズ』第1話）
  - シャイン（宮野真守 ； 『うたの☆プリンスさまっ♪マジLOVEレボリューションズ』第2話-）
- 宇宙兄弟
  - Feel So Moon （ユニコーン ； 『宇宙兄弟』初代）
  - ユリーカ （スキマスイッチ ； 『宇宙兄弟』2代目）
  - 夢見る世界 （DOES ； 『宇宙兄弟』3代目）
  - Small World （フジファブリック ； 『宇宙兄弟』4代目）
  - 消えない絵 （真心ブラザーズ ； 『宇宙兄弟』5代目）
  - クレーター （メレンゲ ； 『宇宙兄弟』6代目）
  - HALO （tacica ； 『宇宙兄弟』7代目）
  - B.B. （THE 野党 ； 『宇宙兄弟』8代目）
- エウレカセブンAO
  - Escape （Hemenway ； 『エウレカセブンAO』初代）
  - ブレイブルー （FLOW ； 『エウレカセブンAO』2代目）
- えむえむっ!
  - HELP!! -Hell side- （石動美緒（竹達彩奈） ； 『えむえむっ!』初代）
  - HELP!! -Heaven side- （石動美緒（竹達彩奈）、結野嵐子（早見沙織）； 『えむえむっ!』2代目）
- おそ松さん
  - はなまるぴっぴはよいこだけ（A応P ； 『おそ松さん』初代）
  - 全力バタンキュー（A応P ； 『おそ松さん』2代目）
- 俺の妹がこんなに可愛いわけがない
  - irony（ClariS ； 『俺の妹がこんなに可愛いわけがない』）
  - reunion（ClariS ； 『俺の妹がこんなに可愛いわけがない。』）
- 終わりのセラフ
  - X.U.（SawanoHiroyuki[nZk]:Gemie ； 『終わりのセラフ』）
  - Two souls -toward the truth-（fripSide ； 『終わりのセラフ 名古屋決戦編』）

### か行
- カードファイト!! ヴァンガード
  - Vanguard （JAM Project ； 『カードファイト!! ヴァンガード』初代）
  - Believe in my existence （JAM Project ； 『カードファイト!! ヴァンガード』2代目）
  - LIMIT BREAK （JAM Project ； 『カードファイト!! ヴァンガード アジアサーキット編』）
  - Vanguard Fight （サイキックラバー ； 『カードファイト!! ヴァンガード リンクジョーカー編』初代）
  - 無限∞REBIRTH （DAIGO ； 『カードファイト!! ヴァンガード リンクジョーカー編』2代目）
  - Break your spell （サイキックラバー ； 『カードファイト!! ヴァンガード リンクジョーカー編』3代目）
  - V-ROAD （BUSHI★7（DAIGO、サイキックラバー、Suara、三森すずこ、橘田いずみ、森嶋秀太） ； 『カードファイト!! ヴァンガード レギオンメイト編』初代）
  - KNOCK ON YOUR GATE! （小野正利 ； 『カードファイト!! ヴァンガード レギオンメイト編』2代目）
  - BREAK IT! （宮野真守 ； 『カードファイト!! ヴァンガードG』初代）
  - Generation! （JAM Project ； 『カードファイト!! ヴァンガードG』2代目）
  - YAIBA （BREAKERZ ； 『カードファイト!! ヴァンガードG ギアークライシス編』）
  - SHOUT! （宮野真守 ； 『カードファイト!! ヴァンガードG ストライドゲート編』）
  - Hello, Mr. Wonder land （中ノ森文子 ； 『カードファイト!! ヴァンガードG NEXT』初代）
  - →Next Generation （サイキックラバー ； 『カードファイト!! ヴァンガードG NEXT』2代目）
  - 情ノ華 （己龍 ； 『カードファイト!! ヴァンガードG Z』）
  - Legendary （Roselia ； 『カードファイト!! ヴァンガード（2018年版）』初代）
- 革命機ヴァルヴレイヴ
  - Preserved Roses（T.M.Revolution×水樹奈々 ； 『革命機ヴァルヴレイヴ』）
  - 革命デュアリズム（水樹奈々×T.M.Revolution ； 『革命機ヴァルヴレイヴ』2nd Season）
- 神のみぞ知るセカイ
  - God only knows 第三幕 （Oratorio The World God Only Knows ； 『神のみぞ知るセカイ』）
  - A Whole New World God Only Knows（Oratorio The World God Only Knows ； 『神のみぞ知るセカイII』）
  - God only knows -Secrets of the Goddess-（Oratorio The World God Only Knows ； 『神のみぞ知るセカイ 女神編』）
- 刀語
  - 冥夜花伝廊 （栗林みな実 ； 『刀語』初代）
  - 刀と鞘 （ALI PROJECT ； 『刀語』2代目）
- 神様はじめました
  - 神様はじめました （ハナエ ； 『神様はじめました』）
  - 神様の神様 （ハナエ ； 『神様はじめました◎』）
- かみさまみならい ヒミツのここたま
  - ころころここたま! （ERIKA ； 『かみさまみならい ヒミツのここたま』初代）
  - ここたまハッピ〜パラダイス! （ERIKA ； 『かみさまみならい ヒミツのここたま』2代目）
  - ころころここたま!〜なかなかなかよしバージョン〜 （こころ（本渡楓）、ラキたま（潘めぐみ） ； 『かみさまみならい ヒミツのここたま』3代目）
- ガンダム Gのレコンギスタ
  - BLAZING（GARNiDELiA ； 『ガンダム Gのレコンギスタ』初代）
  - ふたりのまほう（May J. ； 『ガンダム Gのレコンギスタ』2代目）
- ガンダムビルドファイターズ
  - ニブンノイチ（BACK-ON ； 『ガンダムビルドファイターズ』初代）
  - wimp ft. Lil' Fang (from FAKY)（BACK-ON ； 『ガンダムビルドファイターズ』2代目）
  - セルリアン（BACK-ON ； 『ガンダムビルドファイターズトライ』初代）
  - Just Fly Away（EDGE of LIFE ； 『ガンダムビルドファイターズトライ』2代目）
- 機動戦士ガンダムAGE
  - 明日へ （Galileo Galilei ； 『機動戦士ガンダムAGE』フリット編）
  - sharp ♯ （ねごと ； 『機動戦士ガンダムAGE』アセム編）
  - REAL （ViViD ； 『機動戦士ガンダムAGE』キオ編）
  - AURORA （藍井エイル ； 『機動戦士ガンダムAGE』三世代編）
- 機動戦士ガンダム 鉄血のオルフェンズ
  - Raise your flag （MAN WITH A MISSION ； 『機動戦士ガンダム 鉄血のオルフェンズ』第1期・初代）
  - Survivor （BLUE ENCOUNT ； 『機動戦士ガンダム 鉄血のオルフェンズ』第1期・2代目）
  - RAGE OF DUST （SPYAIR ； 『機動戦士ガンダム 鉄血のオルフェンズ』第2期・初代）
  - Fighter （KANA-BOON ； 『機動戦士ガンダム 鉄血のオルフェンズ』第2期・2代目）
- キャプテン・アース
  - ビリバーズ・ハイ （flumpool ； 『キャプテン・アース』初代）
  - TOKYO Dreamer（NICO Touches the Walls ； 『キャプテン・アース』2代目）
- 境界線上のホライゾン
  - TERMINATED（茅原実里 ； 『境界線上のホライゾン』）
  - ZONE//ALONE（茅原実里 ； 『境界線上のホライゾンII』）
- 境界のRINNE
  - 桜花爛漫（KEYTALK ； 『境界のRINNE』第1シリーズ・初代）
  - 裏の裏（パスピエ ； 『境界のRINNE』第1シリーズ・2代目）
  - Melody（Pile ； 『境界のRINNE』第2シリーズ・初代）
  - アイニー（クリープハイプ ； 『境界のRINNE』第2シリーズ・2代目）
  - SHINY（夜の本気ダンス ； 『境界のRINNE』第3シリーズ・初代）
  - セツナユメミシ（KEYTALK ； 『境界のRINNE』第3シリーズ・2代目）
- 逆境無頼カイジ
  - 未来は僕等の手の中（カイジwithレッどぼんチリーず ； 『逆境無頼カイジ (第1期)』）
  - Chase the Light!（Fear, and Loathing in Las Vegas ； 『逆境無頼カイジ 破戒録篇』）
- キルラキル
  - シリウス（藍井エイル ； 『キルラキル』初代）
  - ambiguous（GARNiDELiA ； 『キルラキル』2代目）
- きんいろモザイク
  - Jumping!!（Rhodanthe*（西明日香、田中真奈美、種田梨沙、内山夕実、東山奈央） ； 『きんいろモザイク』）
  - 夢色パレード（Rhodanthe* ； 『ハロー!!きんいろモザイク』）
- 銀魂
  - バクチ・ダンサー （DOES ； 『よりぬき銀魂さん』初代）
  - 風のごとく （井上ジョー ； 『よりぬき銀魂さん』2代目）
  - 可能性ガール （栗山千明 ； 『よりぬき銀魂さん』3代目）
  - カートニアゴ （FLiP ； 『よりぬき銀魂さん』4代目）
  - 現状ディストラクション （SPYAIR ； 『よりぬき銀魂さん』7代目）
  - 今日もサクラ舞う暁に （CHiCO with HoneyWorks ； 『よりぬき銀魂さん』8代目）
  - 桃源郷エイリアン （serial TV drama ； 『銀魂』第2期・初代）
  - ジレンマ （ecosystem ； 『銀魂』第2期・2代目）
  - ワンダーランド （FLiP ； 『銀魂』第2期・3代目）
  - LET'S GO OUT （AMOYAMO ； 『銀魂』第2期延長戦・初代 &『よりぬき銀魂さん』5代目）
  - サクラミツツキ （SPYAIR ； 『銀魂』第2期延長戦・2代目 &『よりぬき銀魂さん』6代目）
  - DAY×DAY （BLUE ENCOUNT ； 『銀魂』第3期・初代）
  - プライド革命 （CHiCO with HoneyWorks ； 『銀魂』第3期・2代目）
  - KNOW KNOW KNOW （DOES ； 『銀魂』第3期・3代目）
  - カゲロウ （ЯeaL ； 『銀魂』第4期・初代）
  - 勝手にMY SOUL （DISH// ； 『銀魂』第4期・2代目）
  - I Wanna Be... （SPYAIR ； 『銀魂』第4期・3代目）
- グリザイアシリーズ
  - 楽園の翼（黒崎真音 ； 『グリザイアの果実』第2話 - 第4話, 第6話 - 第12話）
  - 刹那の果実（黒崎真音 ； 『グリザイアの楽園』）
- 黒子のバスケ
  - Can Do （GRANRODEO ； 『黒子のバスケ』初代）
  - RIMFIRE （GRANRODEO ； 『黒子のバスケ』2代目）
  - The Other self （GRANRODEO ； 『黒子のバスケ』第2期・初代）
  - 変幻自在のマジカルスター （GRANRODEO ； 『黒子のバスケ』第2期・2代目）
  - Punky Funky Love （GRANRODEO ； 『黒子のバスケ』第3期・初代）
  - ZERO （小野賢章 ； 『黒子のバスケ』第3期・2代目）
  - メモリーズ （GRANRODEO ； 『黒子のバスケ』第3期・3代目）
- クロスアンジュ 天使と竜の輪舞
  - 禁断のレジスタンス（水樹奈々 ； 『クロスアンジュ 天使と竜の輪舞』初代）
  - 真実の黙示録（高橋洋子 ； 『クロスアンジュ 天使と竜の輪舞』2代目）
- GATE 自衛隊 彼の地にて、斯く戦えり
  - GATE〜それは暁のように〜 （岸田教団&THE明星ロケッツ ； 『GATE 自衛隊 彼の地にて、斯く戦えり』）
  - GATE II 〜世界を超えて〜 （岸田教団&THE明星ロケッツ ； 『GATE 自衛隊 彼の地にて、斯く戦えり』第2クール）
- K
  - KINGS（angela ； 『K』）
  - アシンメトリー（堀江由衣 ； 『K RETURN OF KINGS』）
- けいおん!!
  - GO! GO! MANIAC （放課後ティータイム[2]； 『けいおん!!』初代）
  - Utauyo!!MIRACLE （放課後ティータイム ； 『けいおん!!』2代目）
- 血界戦線
  - Hello,world!（BUMP OF CHICKEN ； 『血界戦線』）
  - fake town baby（UNISON SQUARE GARDEN ； 『血界戦線 & BEYOND』）
- けものフレンズ
  - ようこそジャパリパークへ（どうぶつビスケッツ×PPP ； 『けものフレンズ』）
  - 乗ってけ！ジャパリビート（どうぶつビスケッツ×PPP ； 『けものフレンズ2』）
- ゴールデンタイム
  - Golden Time（堀江由衣 ； 『ゴールデンタイム』初代）
  - The♡World's♡End（堀江由衣 ； 『ゴールデンタイム』2代目）
- ココロコネクト
  - パラダイム （eufonius ； 『ココロコネクト』初回放映版 ヒトランダム、キズランダム）
  - キモチシグナル （堀下さゆり ； 『ココロコネクト』ネット配信版・BD/DVD版・AT-X再放送版 ヒトランダム、キズランダム）
  - キミリズム （今井マサキ ； 『ココロコネクト』カコランダム）
- ご注文はうさぎですか？
  - Daydream café （Petit Rabbit's（佐倉綾音、水瀬いのり、種田梨沙、佐藤聡美、内田真礼） ； 『ご注文はうさぎですか?』）
  - ノーポイッ! （Petit Rabbit's（佐倉綾音、水瀬いのり、種田梨沙、佐藤聡美、内田真礼） ； 『ご注文はうさぎですか??』）

### さ行
- 冴えない彼女の育てかた
  - 君色シグナル（春奈るな ； 『冴えない彼女の育てかた』）
  - ステラブリーズ（春奈るな ； 『冴えない彼女の育てかた♭』）
- 『咲-Saki-』シリーズ
  - MIRACLE RUSH （StylipS ； 『咲-Saki- 阿知賀編 episode of side-A』初代）
  - TSU・BA・SA （StylipS ； 『咲-Saki- 阿知賀編 episode of side-A』2代目）
  - New SPARKS! （橋本みゆき ； 『咲-Saki- 全国編』）
- さくら荘のペットな彼女
  - 君が夢を連れてきた （ペットな彼女たち（茅野愛衣、中津真莉子、高森奈津美 ； 『さくら荘のペットな彼女』前期メインオープニングテーマ）
  - 夢の続き （鈴木このみ ； 『さくら荘のペットな彼女』後期メインオープニングテーマ）
  - I call your name again （青山七海（中津真莉子） ； 『さくら荘のペットな彼女』第14話）
- C3 -シーキューブ-
  - Endless Story （田村ゆかり ； 『C3 -シーキューブ-』初代）
  - 紋 （喜多村英梨 ； 『C3 -シーキューブ-』2代目）
- シドニアの騎士
  - シドニア （angela ； 『シドニアの騎士』）
  - 騎士行進曲 （angela ； 『シドニアの騎士 第九惑星戦役』）
- 灼眼のシャナIII
  - Light My Fire （KOTOKO ； 『灼眼のシャナIII』初代）
  - Serment （川田まみ ； 『灼眼のシャナIII』2代目）
- 12歳。〜ちっちゃなムネのトキメキ〜
  - Sweet Sensation（村川梨衣 ； 『12歳。〜ちっちゃなムネのトキメキ〜』第1期）
  - あのね、キミだけに（A応P ； 『12歳。〜ちっちゃなムネのトキメキ〜』第2期）
- SHOW BY ROCK!!
  - 青春はNon-Stop!（プラズマジカ ； 『SHOW BY ROCK!!』）
  - ハートをRock!!（プラズマジカ ； 『SHOW BY ROCK!!＃』）
- 食戟のソーマ
  - 希望の唄（ウルトラタワー ； 『食戟のソーマ』初代）
  - ライジングレインボウ（ミソッカス ； 『食戟のソーマ』2代目）
  - ROUGH DIAMONDS（SCREEN mode ； 『食戟のソーマ 弐ノ皿』）
  - BRAVER（ZAQ ； 『食戟のソーマ 餐ノ皿』）
  - シンボル（ラックライフ ； 『食戟のソーマ 餐ノ皿』遠月列車篇）
  - Chronos（STEREO DIVE FOUNDATION ； 『食戟のソーマ 神ノ皿』）
- ジョジョの奇妙な冒険
  - ジョジョ 〜その血の運命〜（富永TOMMY弘明 ； 『ジョジョの奇妙な冒険』初代）
  - BLOODY STREAM（Coda ； 『ジョジョの奇妙な冒険』2代目）
  - STAND PROUD（橋本仁 ； 『ジョジョの奇妙な冒険 スターダストクルセイダース』）
  - ジョジョ その血の記憶 〜end of THE WORLD〜（JO☆STARS～TOMMY,Coda,JIN～（富永TOMMY弘明、Coda、橋本仁） ； 『ジョジョの奇妙な冒険 スターダストクルセイダース エジプト編』）
- 白銀の意思 アルジェヴォルン
  - TOUGH INTENTION（KOTOKO ； 『白銀の意思 アルジェヴォルン』第2話 - 第6話, 第8話 - 第11話, 第13話 - 第15話）
  - ZoNE-iT（KOTOKO ； 『白銀の意思 アルジェヴォルン』第17話 -）
- SHIROBAKO
  - あいむそーりーEXODUS（トレイシー（中原麻衣 & 伊藤静 & 茅野愛衣） ； 『SHIROBAKO』第1話）
  - COLORFUL BOX（石田燿子 ； 『SHIROBAKO』第2話-11話）
- 進撃の巨人
  - 紅蓮の弓矢（Linked Horizon ； 『進撃の巨人』初代）
  - 自由の翼（Linked Horizon ； 『進撃の巨人』2代目）
- 侵略!イカ娘
  - 侵略ノススメ☆（ULTRA-PRISM with イカ娘（金元寿子） ； 『侵略!イカ娘』）
  - HIGH POWERED（スフィア ； 『侵略!?イカ娘』）
- 心霊探偵八雲
  - Key -Phase1- （Jangled Cat（小野大輔）； 『心霊探偵八雲』初代）
  - Key -Phase2- （Jangled Cat（小野大輔）； 『心霊探偵八雲』2代目）
  - Key -Phase3-（Jangled Cat（小野大輔）； 『心霊探偵八雲』3代目）
- スーパーロボット大戦OG -ジ・インスペクター-
  - MAXON （JAM Project ； 『スーパーロボット大戦OG -ジ・インスペクター-』 初代）
  - 流星Lovers （JAM Project ； 『スーパーロボット大戦OG -ジ・インスペクター-』 2代目）
- SKET DANCE
  - カッコ悪い I love you!（フレンチ・キス ； 『SKET DANCE』初代）
  - 道 （The Sketchbook ； 『SKET DANCE』2代目）
  - Graffiti （GACKT ； 『SKET DANCE』3代目）
  - Message （The Sketchbook ； 『SKET DANCE』4代目）
  - Reboot （everset ； 『SKET DANCE』5代目）
- STAR DRIVER 輝きのタクト
  - GRAVITY Ø （Aqua Timez ； 『STAR DRIVER 輝きのタクト』 初代）
  - SHINING☆STAR （9nine ； 『STAR DRIVER 輝きのタクト』 2代目）
- ストライク・ザ・ブラッド
  - ストライク・ザ・ブラッド（岸田教団&THE明星ロケッツ ； 『ストライク・ザ・ブラッド』初代）
  - Fight 4 Real（ALTIMA ； 『ストライク・ザ・ブラッド』2代目）
  - リトルチャームファング（井口裕香 ； 『ストライク・ザ・ブラッド』OVA）
- 聖痕のクェイサー
  - Errand （飛蘭 ； 『聖痕のクェイサー』初代）
  - Baptize （妖精帝國 ； 『聖痕のクェイサー』2代目）
- 生徒会役員共
  - 大和撫子エデュケイション（トリプルブッキング ； 『生徒会役員共』）
  - 花咲く☆最強レジェンドDays（トリプルブッキング ； 『生徒会役員共＊』）
- 世界一初恋
  - 世界で一番恋してる（喜多修平 ； 『世界一初恋』）
  - 世界の果てに君がいても（喜多修平 ； 『世界一初恋2』）
- 戦姫絶唱シンフォギア
  - Synchrogazer （水樹奈々 ； 『戦姫絶唱シンフォギア』）
  - Vitalization （水樹奈々 ； 『戦姫絶唱シンフォギアG』）
  - Exterminate （水樹奈々 ； 『戦姫絶唱シンフォギアGX』）
  - TESTAMENT （水樹奈々 ； 『戦姫絶唱シンフォギアAXZ』）
  - METANOIA （水樹奈々 ； 『戦姫絶唱シンフォギアXV』）
- 戦国コレクション
  - 目をとじてギュッしよ （ABCHO ； 『戦国コレクション』初代）
  - back into my world （Sweety ； 『戦国コレクション』2代目）
- 閃乱カグラ
  - Break your world （佐咲紗花 ； 『閃乱カグラ』）
  - SCARLET MASTER （佐咲紗花 ； 『閃乱カグラ SHINOVI MASTER -東京妖魔篇-』）
- ゾイドワイルド
  - Starting Over（DISH// ； 『ゾイドワイルド』初代）
  - Defiance（ジェジュン ； 『ゾイドワイルド』2代目）
  - Sky Flight（スカイピース ； 『ゾイドワイルド』3代目）
  - 決闘（PENGUIN RESEARCH ； 『ゾイドワイルド』4代目）
  - blue blue blue（Ivy to Fraudulent Game ； 『ゾイドワイルド ZERO』）
- ソウルイーター
  - カウンターアイデンティティ（UNISON SQUARE GARDEN ； 『ソウルイーター リピートショー』初代）
  - 愛がほしいよ（辻詩音 ； 『ソウルイーター リピートショー』2代目）
- ソードアート・オンライン
  - crossing field （LiSA ； 『ソードアート・オンライン』アインクラッド編）
  - INNOCENCE （藍井エイル ； 『ソードアート・オンライン』フェアリィ・ダンス編）
  - IGNITE （藍井エイル ； 『ソードアート・オンラインII』ファントム・バレット編）
  - courage （戸松遥 ； 『ソードアート・オンラインII』キャリバー編 / マザーズ・ロザリオ編）
  - ADAMAS （LiSA ； 『ソードアート・オンライン アリシゼーション』アリシゼーション・ビギニング編）
  - RESISTER （ASCA ； 『ソードアート・オンライン アリシゼーション』アリシゼーション・ライジング編 / ユナイティング編）
  - Resolution （戸松遥 ； 『ソードアート・オンライン アリシゼーション War of Underworld』前半クール）
- そにアニ -SUPER SONICO THE ANIMATION-
  - Beat goes on!（すーぱーそに子 ； 『そにアニ -SUPER SONICO THE ANIMATION-』初代）
  - すぱそにっ♥（すーぱーそに子 ； 『そにアニ -SUPER SONICO THE ANIMATION-』2代目）

### た行
- TIGER & BUNNY
  - オリオンをなぞる（UNISON SQUARE GARDEN ； 『TIGER & BUNNY』初代）
  - ミッシングリンク（NOVELS ； 『TIGER & BUNNY』2代目）
- 『タイムボカン24』シリーズ
  - Fantastic Time（Hey! Say! JUMP ； 『タイムボカン24』初代）
  - OVER THE TOP（Hey! Say! JUMP ； 『タイムボカン24』2代目）
  - DESTINY（KinKi Kids ； 『タイムボカン 逆襲の三悪人』初代）
  - WANTED GIRL（TrySail ； 『タイムボカン 逆襲の三悪人』2代目）
- たまゆら
  - やさしさに包まれたなら（坂本真綾 ； 『たまゆら』OVA版）
  - おかえりなさい（坂本真綾 ； 『たまゆら』TVアニメ版第1期）
  - はじまりの海（坂本真綾 ； 『たまゆら』TVアニメ版第2期）
- 『ダンジョンに出会いを求めるのは間違っているだろうか』シリーズ
  - Hey World（井口裕香 ； 『ダンジョンに出会いを求めるのは間違っているだろうか』）
  - RE-ILLUSION（井口裕香 ； 『ソード・オラトリア ダンジョンに出会いを求めるのは間違っているだろうか外伝』）
  - HELLO to DREAM（井口裕香 ； 『ダンジョンに出会いを求めるのは間違っているだろうかII』）
- ちはやふる
  - YOUTHFUL （99RadioService ； 『ちはやふる』）
  - STAR （99RadioService ； 『ちはやふる2』）
- 中二病でも恋がしたい!
  - Sparkling Daydream （ZAQ ； 『中二病でも恋がしたい!』）
  - VOICE （ZAQ ； 『中二病でも恋がしたい!戀』）
- てーきゅう
  - 没落貴族のためのてーきゅう（渡部優衣 ； 『てーきゅう』第1期）
  - メニメニマニマニ（高宮なすの（鳴海杏子） ； 『てーきゅう』第2期）
  - ぬふっとてーきゅうポトラッチ（Naive ； 『てーきゅう』第3期）
  - 今宵フェスティバブル（高宮なすの（鳴海杏子） ； 『てーきゅう』ベストセレクション）
  - ファッとして桃源郷（新庄かなえ（三森すずこ） ； 『てーきゅう』第4期）
  - Qunka!（板東まりも（花澤香菜） ； 『てーきゅう』第5期）
  - とってもサファリ（アース・スター ドリーム ； 『てーきゅう』第6期）
  - ツッパリくんvs関取マン（押本ユリ（渡部優衣）、新庄かなえ（三森すずこ）、高宮なすの（鳴海杏子）、板東まりも（花澤香菜） ； 『てーきゅう』第7期）
- デート・ア・ライブ
  - デート・ア・ライブ （sweet ARMS ； 『デート・ア・ライブ』）
  - Trust in you （sweet ARMS ； 『デート・ア・ライブII』）
  - I swear （sweet ARMS ； 『デート・ア・ライブIII』）
- デュラララ!!
  - 裏切りの夕焼け（THEATRE BROOK ； 『デュラララ!!』初代）
  - コンプリケイション（ROOKiEZ is PUNK'D ； 『デュラララ!!』2代目）
  - HEADHUNT（OKAMOTO'S ； 『デュラララ!!×2 承』）
- 伝説の勇者の伝説
  - LAMENT〜やがて喜びを〜 （結城アイラ ； 『伝説の勇者の伝説』初代）
  - Last Inferno （Ceui ； 『伝説の勇者の伝説』2代目）
- 電波教師
  - Youthful Dreamer（TrySail ； 『電波教師』初代）
  - vivid brilliant door!（スフィア ； 『電波教師』2代目）
- とある科学の超電磁砲
  - future gazer（fripSide ； 『とある科学の超電磁砲』OVA）
  - sister's noise（fripSide ； 『とある科学の超電磁砲S』初代）
  - eternal reality（fripSide ； 『とある科学の超電磁砲S』2代目）
- とある魔術の禁書目録
  - No buts! （川田まみ ； 『とある魔術の禁書目録II』初代）
  - See visionS （川田まみ ； 『とある魔術の禁書目録II』2代目）
  - Gravitation （黒崎真音 ； 『とある魔術の禁書目録III』初代）
  - ROAR （黒崎真音 ； 『とある魔術の禁書目録III』2代目）
- 東京喰種トーキョーグール
  - unravel（TK from 凛として時雨 ； 『東京喰種トーキョーグール』第2話 - 第11話）
  - 無能（österreich ； 『東京喰種トーキョーグール√A』第1話 - 第11話）
- 東京レイヴンズ
  - X-encounter（黒崎真音 ； 『東京レイヴンズ』初代）
  - 〜Outgrow〜（Gero ； 『東京レイヴンズ』2代目）
- DOG DAYS
  - SCARLET KNIGHT （水樹奈々 ； 『DOG DAYS』）
  - FEARLESS HERO （水樹奈々 ； 『DOG DAYS'』）
  - No Limit （水樹奈々 ； 『DOG DAYS"』）
- 『To LOVEる -とらぶる-』シリーズ
  - Loop-the-Loop （KOTOKO ； 『もっとTo LOVEる -とらぶる-』）
  - 楽園PROJECT （Ray ；　『To LOVEる -とらぶる- ダークネス』）
- トリコ
  - ガツガツ!! （串田アキラ ； 『トリコ』）
  - 豪食マイウェイ!! （串田アキラ ； 『トリコ』2代目）
- 曇天に笑う
  - 毘藍ノ風（青木隆治 ； 『曇天に笑う』第2話 - 第7話）
  - 流転ノ陽（青木隆治 ； 『曇天に笑う』第8話 - 第11話）

### な行
- 凪のあすから
  - lull〜そして僕らは〜（Ray ； 『凪のあすから』初代）
  - ebb and flow（Ray ； 『凪のあすから』2代目）
- 夏目友人帳
  - 僕にできること （HOW MERRY MARRY） ； 『夏目友人帳 参』）
  - 今、このとき。 （ひいらぎ） ； 『夏目友人帳 肆』）
- 七つの大罪
  - 熱情のスペクトラム（いきものがかり ； 『七つの大罪』初代）
  - Seven Deadly Sins（MAN WITH A MISSION ； 『七つの大罪』2代目）
  - CLASSIC（MUCC ； 『七つの大罪 聖戦の予兆』）
  - Howling（FLOW×GRANRODEO ； 『七つの大罪 戒めの復活』初代）
  - 雨が降るから虹が出る（スカイピース ； 『七つの大罪 戒めの復活』2代目）
  - ROB THE FRONTIER（UVERworld ； 『七つの大罪 神々の逆鱗』初代）
  - delete（シド ； 『七つの大罪 神々の逆鱗』2代目）
- ニセコイ
  - CLICK（ClariS ； 『ニセコイ』初代）
  - STEP（ClariS ； 『ニセコイ』2代目）
  - Rally Go Round（LiSA ； 『ニセコイ:』）
- 偽物語
  - 二言目 （戦場ヶ原ひたぎ（斎藤千和） ； 『偽物語』初代）
  - marshmallow justice （阿良々木火憐（喜多村英梨） ； 『偽物語』2代目）
  - 白金ディスコ（阿良々木月火（井口裕香）　；　『偽物語』3代目）
- 日常
  - ヒャダインのカカカタ☆カタオモイ-C （ヒャダイン ； 『日常』 初代）[3]
  - ヒャダインのじょーじょーゆーじょー （ヒャダイン ； 『日常』 2代目）[3]
- ノイタミナ
  - まなざし☆デイドリーム （さかいゆう ； 『のだめカンタービレ フィナーレ』）
  - 迷子犬と雨のビート （ASIAN KUNG-FU GENERATION ； 『四畳半神話大系』）
  - Sign of Love （immi ； 『さらい屋 五葉』）
  - くちづけ （BUCK-TICK ； 『屍鬼』初代）
  - カレンデュラ レクイエム （kanon×kanon ； 『屍鬼』2代目）
  - ここだけの話 （チャットモンチー ； 『海月姫』）
  - ハリネズミ （AZUMA HITOMI ； 『フラクタル』）
  - 青い栞 （Galileo Galilei ； 『あの日見た花の名前を僕達はまだ知らない。』）
  - Spell （LAMA ； 『No.6』）
  - How to go （School Food Punishment ； 『UN-GO』）
  - My Dearest （supercell ； 『ギルティクラウン』初代）
  - The Everlasting Guilty Crown （EGOIST ； 『ギルティクラウン』2代目）
  - テルマエ・ロマン （チャットモンチー ； 『テルマエ・ロマエ』）
  - ブラック★ロックシューター （supercell feat. 初音ミク ； 『ブラック★ロックシューター』）
  - 坂道のメロディ （YUKI ； 『坂道のアポロン』）
  - 徒然モノクローム （フジファブリック ； 『つり球』）
  - Wake Up （ClariS ； 『もやしもん リターンズ』）
  - SEE YOU （松下優也 ； 『夏雪ランデブー』）
  - abnormalize （凛として時雨 ； 『PSYCHO-PASS サイコパス』初代）
  - Out of Control （Nothing's Carved In Stone ； 『PSYCHO-PASS サイコパス』2代目）
  - 純情スペクトラ （Zwei ； 『ROBOTICS;NOTES』）
- ノラガミ
  - 午夜の待ち合わせ（Hello Sleepwalkers ； 『ノラガミ』）
  - 狂乱 Hey Kids!!（THE ORAL CIGARETTES ； 『ノラガミ ARAGOTO』）
- のんのんびより
  - なないろびより（nano.RIPE ； 『のんのんびより』）
  - こだまことだま（nano.RIPE ； 『のんのんびより りぴーと』）

### は行
- ハイキュー!!
  - イマジネーション （SPYAIR ； 『ハイキュー!!』初代）
  - Ah Yeah!! （スキマスイッチ ； 『ハイキュー!!』2代目）
  - アイム・ア・ビリーバー （SPYAIR ； 『ハイキュー!! セカンドシーズン』初代）
  - FLY HIGH!! （BURNOUT SYNDROMES ； 『ハイキュー!! セカンドシーズン』2代目）
  - ヒカリアレ （BURNOUT SYNDROMES ； 『ハイキュー!! 烏野高校 VS 白鳥沢学園高校』）
- ハイスクールD×D
  - Trip -innocent of D- （Larval Stage Planning ； 『ハイスクールD×D』）
  - Sympathy （Larval Stage Planning ； 『ハイスクールD×D NEW』月光校庭のエクスカリバー）
  - 激情論 （ZAQ ； 『ハイスクールD×D NEW』停止教室のヴァンパイア）
  - BLESS YoUr NAME（ChouCho ； 『ハイスクールD×D BorN』）
- 這いよれ! ニャル子さん
  - 太陽曰く燃えよカオス （後ろから這いより隊G（阿澄佳奈、松来未祐、大坪由佳） ； 『這いよれ! ニャル子さん』）
  - 恋は渾沌の隷也 （後ろから這いより隊G（阿澄佳奈、松来未祐、大坪由佳） ； 『這いよれ! ニャル子さんW』）
- バカとテストと召喚獣
  - Perfect-area complete! （麻生夏子 ； 『バカとテストと召喚獣』）
  - 君+謎+私でJUMP!! （Larval Stage Planning ； 『バカとテストと召喚獣にっ!』）
- 薄桜鬼
  - 十六夜涙 （吉岡亜衣加 ； 『薄桜鬼』）
  - 舞風 （吉岡亜衣加 ； 『薄桜鬼 碧血録』）
- バクマン。
  - Blue Bird （コブクロ ； 『バクマン。』）
  - Dream of Life （伊藤祥平 ； 『バクマン。 2』）
  - もしもの話 （nano.RIPE ； 『バクマン。3』初代）
  - 23時40分　(ヒャダイン feat.Base Ball Bear　；　『バクマン。3』2代目)
- 八犬伝―東方八犬異聞―
  - God FATE （飛蘭 ； 『八犬伝―東方八犬異聞―』第1期）
  - wonder fang （飛蘭 ； 『八犬伝―東方八犬異聞―』第2期）
- 花咲くいろは
  - ハナノイロ（nano.RIPE ； 『花咲くいろは』初代）
  - 面影ワープ（nano.RIPE ； 『花咲くいろは』2代目）
- HUNTER×HUNTER(日本テレビ放映版)
  - departure!（小野正利 ； 『HUNTER×HUNTER(日本テレビ放映版)』全エピソード）

※なおこの作品においてはそれぞれ話数によって曲の歌詞や長さのバージョンが異なる。詳細はこちらを参照
- BEATLESS
  - Error（GARNiDELiA ； 『BEATLESS』初代）
  - Truth.（TrySail ； 『BEATLESS』2代目）
- 緋色の欠片
  - ねぇ （藤田麻衣子） ； 『緋色の欠片』）
  - 高鳴る （藤田麻衣子 ； 『緋色の欠片 第二章』）
- 緋弾のアリア
  - Scarlet Ballet （May'n ； 『緋弾のアリア』）
  - Bull's Eye （ナノ ； 『緋弾のアリアAA』）
- 響け! ユーフォニアム
  - DREAM SOLISTER （TRUE ； 『響け!ユーフォニアム』）
  - サウンドスケープ （TRUE ； 『響け! ユーフォニアム2』）
- 氷菓
  - 優しさの理由 （ChouCho ； 『氷菓』初代）
  - 未完成ストライド （こだまさおり ； 『氷菓』2代目）
- フューチャーカード バディファイト
  - Card of the Future（サイキックラバー×Suara ； 『フューチャーカード バディファイト』初代）
  - バディバディBAAAAAN!!（未門牙王&もりしー（水野麻里絵、森嶋秀太） ； 『フューチャーカード バディファイト』2代目）
  - Luminize （fripSide ； 『フューチャーカード バディファイト100』初代）
  - Beyond the limits（高橋秀幸 ； 『フューチャーカード バディファイト100』2代目）
  - クロノグラフ（夏代孝明 ； 『フューチャーカード バディファイトDDD』初代）
  - DDD（蒼井翔太 ； 『フューチャーカード バディファイトDDD』2代目）
  - Brave Soul Fight!（奈々菜パル子&もりしー（徳井青空、森嶋秀太） ； 『フューチャーカード バディファイトX』初代）
  - バディファイト×バディファイター（城田純  ； 『フューチャーカード バディファイトX』2代目）
  - 最高！（oppin'Party ； 『フューチャーカード 神バディファイト』）
- Fate/Apocrypha
  - 英雄 運命の詩（うた）（EGOIST ； 『Fate/Apocrypha』初代）
  - ASH（LiSA ； 『Fate/Apocrypha』2代目）
- Fate/kaleid liner プリズマ☆イリヤ
  - starlog（ChouCho ； 『Fate/kaleid liner プリズマ☆イリヤ』）
  - moving soul（栗林みな実 ； 『Fate/kaleid liner プリズマ☆イリヤ ツヴァイ!』）
- Fate/stay night [Unlimited Blade Works]
  - ideal white （綾野ましろ ； 『Fate/stay night [Unlimited Blade Works]』1stシーズン）
  - Brave Shine （Aimer ； 『Fate/stay night [Unlimited Blade Works]』2ndシーズン）
- Fate/Zero
  - oath sign （LiSA ； 『Fate/Zero』）
  - to the beginning （Kalafina ； 『Fate/Zero 2ndシーズン』）
- Free!
  - Rage on（OLDCODEX ； 『Free!』）
  - Dried Up Youthful Fame（OLDCODEX ； 『Free! -Eternal Summer-』）
  - Heading to Over（OLDCODEX ； 『Free! -Dive to the Future-』）
- フリージング
  - COLOR （MARiA ； 『フリージング』）
  - AVENGE WORLD （鈴木このみ ； 『フリージング ヴァイブレーション』）
- BLEACH
  - chAngE （miwa ； 『BLEACH』12代目）
  - 乱舞のメロディ （シド ； 『BLEACH』13代目）
  - BLUE （ViViD ； 『BLEACH』14代目）
  - HARUKAZE （SCANDAL ； 『BLEACH』15代目）
- ブラッククローバー
  - ハルカミライ（感覚ピエロ ； 第1クール目）
  - Paint It Black（BiSH ； 第2クール目）
  - Black Rover（ビッケブランカ ； 第3クール目）
  - Guess who is back（倖田來未 ； 第4クール目）
  - ガムシャラ（みゆな ； 第5クール目）
  - 落書きペイジ（感覚ピエロ ； 第6クール目）
  - JUSTadICE（大森靖子 ； 第7クール目)
- プリキュアシリーズ
  - Alright! ハートキャッチプリキュア! （池田彩； 『ハートキャッチプリキュア!』）
  - ラ♪ラ♪ラ♪スイートプリキュア♪ （工藤真由 ； 『スイートプリキュア♪』初代）
  - ラ♪ラ♪ラ♪スイートプリキュア♪〜∞UNLIMITED∞ ver.〜（工藤真由 ； 『スイートプリキュア♪』2代目）
  - Let's go!スマイルプリキュア! （池田彩 ； 『スマイルプリキュア!』）
  - Happy Go Lucky! ドキドキ!プリキュア （黒沢ともよ ； 『ドキドキ!プリキュア』）
  - ハピネスチャージプリキュア!WOW! （仲谷明香 ； 『ハピネスチャージプリキュア!』）
  - Miracle Go!プリンセスプリキュア （礒部花凜 ； 『Go!プリンセスプリキュア』）
  - Dokkin♢魔法つかいプリキュア！ （北川理恵 ； 『魔法つかいプリキュア!』初代）
  - Dokkin♢魔法つかいプリキュア！Part2 （北川理恵 ； 『魔法つかいプリキュア!』2代目）
  - SHINE!! キラキラ☆プリキュアアラモード （駒形友梨 ； 『キラキラ☆プリキュアアラモード』）
  - We can!! HUGっと!プリキュア （宮本佳那子 ； 『HUGっと!プリキュア』）
  - キラリ☆彡スター☆トゥインクルプリキュア （北川理恵 ； 『スター☆トゥインクルプリキュア』）
- プリティーリズム・オーロラドリーム
  - You May Dream（LISP ； 『プリティーリズム・オーロラドリーム』初代）
  - 1000%キュンキュンさせてよ♥（プリティーリズム☆オールスターズ（阿澄佳奈、原紗友里、片岡あづさ、米澤円、明坂聡美）； 『プリティーリズム・オーロラドリーム』2代目）
- プリパラ
  - Make it!（i☆Ris ； 『プリパラ』初代）
  - ミラクル☆パラダイス（i☆Ris ； 『プリパラ』2代目）
  - Realize!（i☆Ris ； 『プリパラ』3代目）
  - ドリームパレード（i☆Ris ； 『プリパラ』4代目）
  - ブライトファンタジー（i☆Ris ； 『プリパラ』5代目）
  - Goin'on（i☆Ris ； 『プリパラ』6代目）
  - Ready Smile!!（i☆Ris ； 『プリパラ』7代目）
  - Brand New Dreamer（らぁら（茜屋日海夏）with トライアングル（田中美海）； 『プリパラ』8代目）
  - Shining Star（i☆Ris ； 『プリパラ』9代目）
- プリプリちぃちゃん!!
  - トクベツいちばん!! （麻倉もも ； 『プリプリちぃちゃん!!』初代）
  - ツインズ （CHiCO with HoneyWorks ； 『プリプリちぃちゃん!!』2代目）
  - カラフル （麻倉もも ； 『プリプリちぃちゃん!!』3代目）
- ヘヴィーオブジェクト
  - One More Chance!! （ALL OFF ； 『ヘヴィーオブジェクト』初代）
  - Never Gave Up （ALL OFF ； 『ヘヴィーオブジェクト』2代目）
- べるぜバブ
  - だだだ （グループ魂 ； 『べるぜバブ』初代）
  - 始まるのは、サヨナラ （ON/OFF ； 『べるぜバブ』2代目）
  - Hey!!! （FLOW ； 『べるぜバブ』3代目）
  - Baby U! （佐々木希 ； 『べるぜバブ』4代目）
  - Only you-キミとのキヅナ- （Lc5 ； 『べるぜバブ』5代目）
- ベン・トー
  - LIVE for LIFE 〜狼たちの夜〜（愛美 ； 『ベン・トー』）
  - Treasure!（著莪あやめ（加藤英美里）　； 『ベン・トー』※第4話のみ）
- ぼくたちは勉強ができない
  - セイシュンゼミナール （Study ； 『ぼくたちは勉強ができない』）
  - Can now, Can now （Study ； 『ぼくたちは勉強ができない！』）
- 僕のヒーローアカデミア
  - THE DAY （ポルノグラフィティ ； 『僕のヒーローアカデミア』）
  - ピースサイン （米津玄師 ； 『僕のヒーローアカデミア』第2期・初代）
  - 空に歌えば （amazarashi ； 『僕のヒーローアカデミア』第2期・2代目）
  - ODD FUTURE （UVERworld ； 『僕のヒーローアカデミア』第3期・初代）
  - Make my story （Lenny code fiction ； 『僕のヒーローアカデミア』第3期・2代目）
  - ポラリス （BLUE ENCOUNT ； 『僕のヒーローアカデミア』第4期・初代）
  - スターマーカー （KANA-BOON ； 『僕のヒーローアカデミア』第4期・2代目）
- 僕は友達が少ない
  - 残念系隣人部★★☆ （友達つくり隊（井上麻里奈、伊藤かな恵、山本希望、福圓美里、花澤香菜、井口裕香） ； 『僕は友達が少ない』）
  - Be My Friend （隣人部（井上麻里奈、伊藤かな恵、山本希望、福圓美里、花澤香菜、井口裕香） ； 『僕は友達が少ないNEXT』）

### ま行
- マケン姫っ!
  - Fly Away （富樫美鈴 ； 『マケン姫っ!』）
  - Cherish（sweet ARMS（野水伊織・富樫美鈴・佐土原かおり・味里） ； 『マケン姫っ!通』）
- まじっく快斗1412
  - 君の待つ世界（LAGOON ； 『まじっく快斗1412』初代）
  - アイのシナリオ（CHiCO with HoneyWorks ； 『まじっく快斗1412』2代目）
- 魔法科高校の劣等生
  - Rising Hope （LiSA ； 『魔法科高校の劣等生』初代）
  - grilletto （GARNiDELiA ； 『魔法科高校の劣等生』2代目）
- 『魔法少女リリカルなのは』シリーズ
  - Angel Blossom（水樹奈々 ； 『魔法少女リリカルなのはViVid』）
  - Future Strike（小倉唯 ； 『ViVid Strike!』）
- 輪るピングドラム
  - ノルニル （やくしまるえつこ ； 『輪るピングドラム』初代）
  - 少年よ我に帰れ （やくしまるえつこ ； 『輪るピングドラム』2代目）
- 未来日記
  - 空想メソロギヰ（妖精帝國 ； 『未来日記』）
  - Dead END （飛蘭 ； 『未来日記』2代目）
- 『ミルキィホームズ』シリーズ
  - 正解はひとつ!じゃない!!（ミルキィホームズ ； 『探偵オペラ ミルキィホームズ』）
  - ナゾ!ナゾ?Happiness!!（ミルキィホームズ ； 『探偵オペラ ミルキィホームズ 第2幕』）
  - ぐろーりーぐろーいん☆DAYS（ミルキィホームズ ；　『ふたりはミルキィホームズ』）
  - ミルキィ A GO GO（ミルキィホームズ ；　『探偵歌劇 ミルキィホームズ TD』）
- めだかボックス
  - HAPPY CRAZY BOX（栗林みな実 ； 『めだかボックス』）
  - BELIEVE （栗林みな実 ； 『めだかボックス アブノーマル』）
- 〈物語〉シリーズ
  - chocolate insomnia（羽川翼（堀江由衣） ； 『〈物語〉シリーズ セカンドシーズン』初代）
  - happy bite （八九寺真宵（加藤英美里） ； 『〈物語〉シリーズ セカンドシーズン』2代目）
  - もうそう♥えくすぷれす（千石撫子（花澤香菜） ； 『〈物語〉シリーズ セカンドシーズン』3代目）
  - 木枯らしセンティメント（戦場ヶ原ひたぎ（斎藤千和）、貝木泥舟（三木眞一郎） ； 『〈物語〉シリーズ セカンドシーズン』4代目）
  - the last day of my adolescence（神原駿河（沢城みゆき） ； 『〈物語〉シリーズ セカンドシーズン』5代目）
  - オレンジミント（斧乃木余接（早見沙織）） ； 『憑物語』）
  - decent black（忍野扇（水橋かおり） ； 『終物語』初代）
  - mathemagics（老倉育（井上麻里奈） ； 『終物語』2代目）
  - mein schatz（『終物語』3代目）
  - terminal terminal（八九寺真宵（加藤英美里） ； 『終物語』4代目）
  - dark cherry mystery（忍野扇（水橋かおり） ； 『終物語』5代目）

### や行
- やはり俺の青春ラブコメはまちがっている。
  - ユキトキ（やなぎなぎ） ； 『やはり俺の青春ラブコメはまちがっている。』）
  - 春擬き（やなぎなぎ） ； 『やはり俺の青春ラブコメはまちがっている。続』）
- ヤマノススメ
  - スタッカート・デイズ（あおい（井口裕香）、ひなた（阿澄佳奈） ； 『ヤマノススメ』）
  - 夏色プレゼント（あおい（井口裕香）、ひなた（阿澄佳奈）、かえで（日笠陽子）、ここな（小倉唯） ； 『ヤマノススメ セカンドシーズン』）
- 遊☆戯☆王ZEXAL
  - マスターピース （mihimaru GT ； 『遊☆戯☆王ZEXAL』初代）
  - BRAVING! （KANAN ； 『遊☆戯☆王ZEXAL』2代目）
  - 魂ドライブ （カラーボトル ； 『遊☆戯☆王ZEXAL』3代目）
- ゆるゆり
  - ゆりゆららららゆるゆり大事件 （七森中☆ごらく部 ； 『ゆるゆり』）
  - いぇす！ゆゆゆ☆ゆるゆり♪♪ （七森中☆ごらく部 ； 『ゆるゆり♪♪』）
  - よんでミラクるん! （魔女っ娘みらくるん（竹達彩奈） ； 『ゆるゆり♪♪』※第6話のみ）
- 妖怪ウォッチ
  - ゲラゲラポーのうた （キング・クリームソーダ ； 『妖怪ウォッチ』初代）
  - 祭り囃子でゲラゲラポー （キング・クリームソーダ ； 『妖怪ウォッチ』2代目1[4]）
  - 初恋峠でゲラゲラポー （キング・クリームソーダ ； 『妖怪ウォッチ』2代目2[5]）
  - ゲラッポ・ダンストレイン （キング・クリームソーダ ； 『妖怪ウォッチ』3代目）
  - 人生ドラマチック （キング・クリームソーダ ； 『妖怪ウォッチ』4代目）
  - 照國神社の熊手 （キング・クリームソーダ ； 『妖怪ウォッチ』5代目）
  - ゆーがらお友達 （キング・クリームソーダ ； 『妖怪ウォッチ』6代目）
- ヨルムンガンド
  - Borderland （川田まみ ； 『ヨルムンガンド』）
  - UNDER/SHAFT （黒崎真音 ； 『ヨルムンガンド PERFECT ORDER』）
- よんでますよ、アザゼルさん。
  - ぱんでみっく!! （Team.ねこかん［猫］ featuring.米倉千尋 ； 『よんでますよ、アザゼルさん。』）
  - りばいばる! （Team.ねこかん［猫］ featuring.米倉千尋 ； 『よんでますよ、アザゼルさん。Z』）

### ら行
- ラブライブ!
  - 僕らは今のなかで （μ's ； 『ラブライブ!』）
  - それは僕たちの奇跡 （μ's ； 『ラブライブ!』2nd Season）
- ラブライブ！サンシャイン!!
  - 青空Jumping Heart （Aqours ； 『ラブライブ!サンシャイン!!』）
  - 未来の僕らは知ってるよ （Aqours ； 『ラブライブ！サンシャイン!!』第2期）
- リコーダーとランドセル
  - Glitter （多田葵 feat.Sister773 ； 『リコーダーとランドセル ド♪』）
  - Stare （ぱぷりかR（内田彩、渡部優衣、杉本みくる）、ぱぷりかG（斎藤楓子、辻更紗、森田菜摘、外丸裕実）、ぱぷりかY（東城咲耶子、市崎美樹、楠田亜衣奈）； 『リコーダーとランドセル レ♪』）
- リトルバスターズ!
  - Little Busters! 〜TV animation ver.〜 （Rita； 『リトルバスターズ!』）
  - Boys be Smile （鈴湯； 『リトルバスターズ!〜Refrain〜』）
- 輪廻のラグランジェ
  - TRY UNITE! （中島愛 ； 『輪廻のラグランジェ』）
  - マーブル （中島愛 ； 『輪廻のラグランジェ season2』）
- ロウきゅーぶ!
  - SHOOT! （RO-KYU-BU! ； 『ロウきゅーぶ!』）
  - Get goal! （RO-KYU-BU! ； 『ロウきゅーぶ!SS』）

### わ行
- WORKING!!
  - SOMEONE ELSE （種島ぽぷら（阿澄佳奈）、伊波まひる（藤田咲）、轟八千代（喜多村英梨 ； 『WORKING!!』）
  - COOLISH WALK （種島ぽぷら（阿澄佳奈）、伊波まひる（藤田咲）、轟八千代（喜多村英梨 ； 『WORKING’!!』）
  - NOW!!!GAMBLE （種島ぽぷら（阿澄佳奈）、伊波まひる（藤田咲）、轟八千代（喜多村英梨 ； 『WORKING!!!』）

### その他
- 2010年 
  - LOVE × HEAVEN （彩京朋美（川澄綾子）、セルニア=伊織=フレイムハート（中原麻衣）、大地薫（釘宮理恵）、四季鏡早苗（小清水亜美） ； 『れでぃ×ばと!』）
  - 押しちゃうぞ!! （AyaRuka ； 『おまもりひまり』）
  - My Soul,Your Beats! （Lia ； 『Angel Beats!』）
  - Choose Bright!! （葉山奈由（茅原実里）、神宮寺弥子（寿美菜子）、白石遙（矢作紗友里）、天原清乃（日笠陽子） ； 『ちゅーぶら!!』）
  - 時の向こう 幻の空 （FictionJunction ； 『おおかみかくし』）
  - 青空トライアングル （杏（真堂圭）、柊（高垣彩陽）、小梅（MAKO） ； 『はなまる幼稚園』）
  - REALOVE:REALIFE （スフィア ； 『いちばんうしろの大魔王』）
  - はっぴぃ にゅう にゃあ （芹沢文乃（伊藤かな恵）、梅ノ森千世（井口裕香）、霧谷希（竹達彩奈） ； 『迷い猫オーバーラン!』）
  - TRANSFORMERS EVO. （JAM Project ； 『トランスフォーマー アニメイテッド』）
  - おしえて A to Z （田村ゆかり ； 『B型H系』）
  - My Secret （水野佐彩 ； 『会長はメイド様!』）
  - Stargazer（増田有華 ； 『一騎当千 XTREME XECUTOR』）
  - 恋華大乱（奥井雅美 ； 『真・恋姫†無双 〜乙女大乱〜』）
  - Now loading...SKY!!（スフィア ； 『あそびにいくヨ!』）
  - 白翼ノ誓約〜Pure Engagement〜 結（早見沙織）、月海（井上麻里奈）、草野（花澤香菜）、松（遠藤綾） ； 『セキレイ〜Pure Engagement〜』）
  - みっつ数えて大集合! みつば（高垣彩陽）、ふたば（明坂聡美）、ひとは（戸松遥） ； 『みつどもえ』）
  - バランスKISS （あこりこ（住之江あこ・住之江りこ（CV：竹達彩奈、巽悠衣子））『kiss×sis』）
  - シアワセは月より高く（美郷あき ； 『祝福のカンパネラ』）
  - SHIVER（the GazettE ； 『黒執事II』）
  - Ready Go! （May'n ； 『オオカミさんと七人の仲間たち』）
  - Last vision for last（飛蘭 ； 『百花繚乱サムライガールズ』）
  - ハートの確率 （blue drops [吉田仁美、イカロス（早見沙織）] ； 『そらのおとしもの』）
  - ROSE HIP-BULLET （GRANRODEO ； 『咎狗の血』）
  - MOON SIGNAL （スフィア ； 『おとめ妖怪ざくろ』）
  - 絆-kizunairo-色 （Lia ； 『FORTUNE ARTERIAL 赤い約束』）
  - 比翼の羽根 （eufonius ； 『ヨスガノソラ』）
  - 小さな魔法 （ステレオポニー ； 『テガミバチ REVERSE』）
- 2011年 
  - 世界と一緒にまわろうよ!（らぶ♥ルーレッツ（井上麻里奈、竹達彩奈、たかはし智秋、日笠陽子） ； 『Rio RainbowGate!』）
  - コネクト （ClariS ； 『魔法少女まどか☆マギカ』）
  - いつだって。 （ダイスケ ； 『放浪息子』）
  - Authentic symphony（ちょうちょ ； 『ましろ色シンフォニー』）
  - コールドフィンガーガール （栗山千明 ； 『レベルE』）
  - Daydream Syndrome （藤原鞠菜 ； 『夢喰いメリー』）
  - Once （原田ひとみ ； 『いつか天魔の黒ウサギ』）
  - Destin Histoire （yoshiki＊lisa ； 『GOSICK -ゴシック-』）
  - Taste of Paradise （高梨奈緒（喜多村英梨） ； 『お兄ちゃんのことなんかぜんぜん好きじゃないんだからねっ!!』）
  - 螺旋、或いは聖なる欲望。 （飛蘭 ； 『聖痕のクェイサーII』）
  - 運命 （AiRI ） ； 『魔乳秘剣帖』）
  - 魂メラめら一兆℃ （遠藤正明とムーンライダーズ ； 『Dororonえん魔くん メ〜ラめら』）
  - Spread Wings. （橋本みゆき ； 『俺たちに翼はない』）
  - Hacking to the Gate （いとうかなこ ； 『STEINS;GATE』）
  - Morning Arch （河野マリナ） ； 『Aチャンネル』）
  - 星風のホロスコープ（のみこ ； 『星空へ架かる橋』）
  - U-n-d-e-r--STANDING! （SV TRIBE（美郷あき、遠藤正明、きただにひろし） ； 『真剣で私に恋しなさい!』）
  - 恋の道程（kanon×kanon ； 『30歳の保健体育』）
  - 陽炎-kagerou- （ 天下取り隊（明坂聡美、伊瀬茉莉也、國立幸、持月玲依） ； 『戦国乙女〜桃色パラドックス〜』）
  - 天使のCLOVER （愛美 ； 『アスタロッテのおもちゃ!』）
  - るーるぶっくを忘れちゃえ （ULTRA-PRISM with 白玉中ソフトテニス部 ； 『そふてにっ』）
  - 不完全燃焼 （石川智晶 ； 『神様ドォルズ』）
  - Buddy （坂本真綾 ； 『ラストエグザイル-銀翼のファム-』）
  - Be Starters! （喜多村英梨 ； 『まよチキ!』）
  - Brain Diver （May'n ； 『ファイ・ブレイン 神のパズル』）
  - Spiral （DUSTZ ； 『BLOOD-C』）
  - カワルミライ （ちょうちょ ； 『神様のメモ帳』）
  - 神サマといっしょ （繭（戸松遥）&柚子（堀江由衣） ； 『猫神やおよろず』）
- 2012年 
  - 未来の僕らへ （藤澤ノリマサ） ； 『新テニスの王子様』）
  - キルミーのベイベー! （やすなとソーニャ（赤﨑千夏、田村睦心） ； 『キルミーベイベー』）
  - I'LL BE THERE FOR YOU （ICHIKO） ； 『ゼロの使い魔F』）
  - 猛烈宇宙交響曲・第七楽章「無限の愛」 （ももいろクローバーZ） ； 『モーレツ宇宙海賊』）
  - 精霊飛来 （霧隠才蔵（小野大輔）、猿飛佐助（柿原徹也） ； 『BRAVE10』）
  - sign （Ray ； 『あの夏で待ってる』）
  - 凶夢伝染 （ALI PROJECT ； 『Another』）
  - Shiny tale （Mix Speaker's,Inc. ； 『男子高校生の日常』）
  - Happy Girl （喜多村英梨） ； 『パパのいうことを聞きなさい!』）
  - ゴクジョッ。のジョーケン? （赤羽亜矢（日笠陽子）、七里愛（内田真礼）、栗橋南（竹達彩奈）、大和田円（明坂聡美） ； 『ゴクジョッ。〜極楽院女子高寮物語〜』）
  - ニルヴァーナ （ムック） ； 『妖狐×僕SS』）
  - GON GON GON 〜小さな王様 （加藤清史郎） ； 『GON -ゴン-』）
  - 命のうたが聞こえる （田村直美） ； 『クイーンズブレイド リベリオン』）
  - dots and lines （一青窈 loves Mummy-D） ； 『ZETMAN』）
  - Non stop road （スフィア ； 『夏色キセキ』）
  - 時世界〜トキセカイ〜 （アミル（伊藤かな恵）、ネリス（相沢舞）、エアリィ（三上枝織）； 『シャイニング・ハーツ 〜幸せのパン〜』）
  - CHOIR JAIL （鈴木このみ） ； 『黄昏乙女×アムネジア』）
  - あっちでこっちで （あっち⇔こっち（大久保瑠美）、（岡本信彦）、（福原香織）、（生天目仁美）） ； 『あっちこっち』）
  - 絵空事 （nano.RIPE ； 『さんかれあ』）
  - とびだせ!3D （桃井はるこ ； 『ゆるめいつ』）
  - Doki Doki しちゃうの Oh yeah! （新芽歩） ； 『黒魔女さんが通る!!』）
  - Across my world （knotlamp ； 『銀河へキックオフ!!』）
  - ボクにインビテーション （JP ； 『しろくまカフェ』）
  - 恋のオーケストラ （吉谷彩子 ； 『謎の彼女X』）
  - I.N.G. （sweet ARMS（野水伊織、富樫美鈴、佐土原かおり、味里） ； 『うぽって!!』）
  - ハイヤーグラウンド （S.R.S ； 『エリアの騎士』）
  - しばいぬ子さんのうた （しばいぬ子さん（佐々木未来） ； 『しばいぬ子さん』）
  - BRAVE BLADE!（桜川めぐ ； 『カンピオーネ! 〜まつろわぬ神々と神殺しの魔王〜』）
  - シグナルグラフ（Annabel ； 『恋と選挙とチョコレート』）
  - Link （愛美 ； 『織田信奈の野望』）
  - Realization （飛蘭 ； 『はぐれ勇者の鬼畜美学』）
  - お後がよろしくって…よ! （極♨落女会（山本希望、佐倉綾音、南條愛乃、小岩井ことり、後藤沙緒里） ； 『じょしらく』）
  - リアルワールド （nano.RIPE ； 『人類は衰退しました』）
  - Reason why XXX （佐咲紗花 ； 『だから僕は、Hができない。』）
  - Choose me♡ダーリン （StylipS ； 『この中に1人、妹がいる!』）
  - SELF PRODUCER （茅原実里 ； 『お兄ちゃんだけど愛さえあれば関係ないよねっ』）
  - Install×Dream （アン（阿澄佳奈）、ヒナ（茅原実里）、アイネス（水橋かおり）、レーネ（中島愛）； 『武装神姫』テレビアニメ版）
  - DreamRiser（ChouCho ； 『ガールズ&パンツァー』）
  - Q&A リサイタル! （戸松遥 ； 『となりの怪物くん』）
  - DARK SHAME （GRANRODEO； 『CØDE:BREAKER』）
  - MONSUNO! （Rey ； 『獣旋バトル モンスーノ』）
  - Let's Go! （近藤真彦 ； 『超速変形ジャイロゼッター』）
  - No pain, No game （ナノ ； 『BTOOOM!』）
  - Spirit Inspiration （Nothing's Carved In Stone ； 『絶園のテンペスト』）
- 2013年
  - 遥か、日常の中で （因幡 ； 『キューティクル探偵因幡』）
  - シアワセ☆ハイテンション↑↑ （南春香（佐藤利奈）、南夏奈（井上麻里奈）、南千秋（茅原実里） ； 『みなみけ ただいま』）
  - Girlish Lover （自らを演出する乙女の会（赤﨑千夏、田村ゆかり、金元寿子、茅野愛衣） ； 『俺の彼女と幼なじみが修羅場すぎる』）
  - ドラマチックマーケットライド （北白川たまこ（洲崎綾） ； 『たまこまーけっと』）
  - ENERGY （earthmind ； 『ビビッドレッド・オペレーション』）
  - RanTiKi （雪乃 ； 『幕末義人伝 浪漫』）
  - そんなこと裏のまた裏話でしょ? （中島愛 ； 『琴浦さん』）
  - Alteration （ZAQ ； 『ささみさん@がんばらない』）
  - 向かい風 （YOHKO ； 『まおゆう魔王勇者』）
  - もうそう★こうかんにっき （乙女新党 ； 『GJ部』）
  - girl meets DEADLINE （M@N☆GIRL !（宮本佳那子、駒形友梨、尾高もえみ、大橋彩香） ； 『まんがーる!』）
  - Black † White （野水いおり ； 『問題児たちが異世界から来るそうですよ?』）
  - LAST RESOLUTION （Emblem of THE UMLIMITED ； 『THE UNLIMITED 兵部京介』）
  - サクラハッピーイノベーション （森園立夏（新田恵海）、芳乃シャルル（宮崎羽衣）、葛木姫乃（佐々木未来）、瑠川さら（桜咲千依）、陽ノ下葵（海保えりか） ； 『D.C.III 〜ダ・カーポIII〜』）
  - Fantastic future （田村ゆかり ； 『変態王子と笑わない猫。』）
  - 運命の檻 （愛美 ； 『断裁分離のクライムエッジ』）
  - 恋するレンズ （hayato kaori ； 『フォトカノ』）
  - この世界は僕らを待っていた （茅原実里 ； 『翠星のガルガンティア』）
  - 私は想像する（昆夏美 ； 『銀河機攻隊 マジェスティックプリンス』）
  - 七つの海よりキミの海（上坂すみれ ； 『波打際のむろみさん』）
  - せーのっ! （情報処理部（大久保瑠美、津田美波、種田梨沙） ； 『ゆゆ式』）
  - ZERO!!（栗林みな実 ； 『はたらく魔王さま！』）
  - GENESIS ARIA（スフィア ； 『アラタカンガタリ〜革神語〜』）
  - わんわんわんわんN_1!!（なんだーわん）（犬っ娘くらぶ（井上麻里奈、阿澄佳奈、伊藤静、加隈亜衣、芹澤優） ； 『犬とハサミは使いよう』）
  - BELOVED×SURVIVAL（Gero ； 『BROTHERS CONFLICT』）
  - Shape My Story（やのあんな ； 『ステラ女学院高等科C3部』）
  - 恋愛（ラブ）したいっ!（藤女生徒会執行部（沼倉愛美、赤﨑千夏、水瀬いのり、佐倉綾音、大地葉） ； 『恋愛ラボ』）
  - めいあいへるぷゆー?（山神ルーシー（略）（茅野愛衣）、三好紗耶（中原麻衣）、千早恵（豊崎愛生） ； 『サーバント×サービス』）
  - träumerei（LiSA ； 『幻影ヲ駆ケル太陽』）
  - Birth（喜多村英梨 ； 『神さまのいない日曜日』）
  - 今よ!ファンタジスタドール（うずめ（大橋彩香）、ささら（津田美波）、カティア（徳井青空）、しめじ（赤﨑千夏）、マドレーヌ（大原さやか）、小明（長谷川明子） ； 『ファンタジスタドール』）
  - ViViD（May'n ； 『ブラッドラッド』）
  - 私がモテないのはどう考えてもお前らが悪い（鈴木このみ n' キバオブアキバ ；　『私がモテないのはどう考えてもお前らが悪い!』）
  - 境界の彼方（茅原実里 ； 『境界の彼方』）
  - エキストラレボリューション（ZAQ ； 『勇者になれなかった俺はしぶしぶ就職を決意しました。』）
  - ユニバーページ（三森すずこ ； 『アウトブレイク・カンパニー』）
  - S・M・L☆（アフィリア・サーガ ； 『俺の脳内選択肢が、学園ラブコメを全力で邪魔している』）
  - ANGEL（angela ； 『COPPELION』）
  - Anicca（原田ひとみ ； 『機巧少女は傷つかない』）
  - World's End（MUCC ；　『メガネブ!』）
- 2014年
  - azurite（petit milady ； 『とある飛空士への恋歌』）
  - とまどい→レシピ（みかくにんぐッ!（照井春佳、松井恵理子、吉田有里） ； 『未確認で進行形』）
  - 秘密の扉から会いにきて（田村ゆかり ； 『のうりん』）
  - UNISONIA（TRUE ； 『バディ・コンプレックス』）
  - ビバナミダ（岡村靖幸 ； 『スペース☆ダンディ』）
  - divine intervention（fhána ； 『ウィッチクラフトワークス』）
  - JUSTITIA（Lia ； 『ウィザード・バリスターズ〜弁魔士セシル』）
  - BINKAN♡あてんしょん（神前美月（橋本ちなみ）、寿日和（小倉唯）、桐谷雪那（金元寿子） ； 『最近、妹のようすがちょっとおかしいんだが。』）
  - Be mine!（坂本真綾 ； 『世界征服〜謀略のズヴィズダー〜』）
  - 地獄の沙汰も君次第（地獄の沙汰オールスターズ［鬼灯（安元洋貴）、閻魔大王（長嶝高士）、シロ（小林由美子）、唐瓜（柿原徹也）、茄子（青山桐子）、お香（喜多村英梨）、YOUR SONG IS GOOD］ ； 『鬼灯の冷徹』）
  - SHIVER（Lucy Rose ； 『蟲師 続章』）
  - すているめいと! （イオシスjkガールズ ； 『ディーふらぐ!』）
  - Won(*3*)Chu KissMe!（SAKURA*TRICK［高山春香（戸松遥）、園田優（井口裕香）、野田コトネ（相坂優歌）、南しずく（五十嵐裕美）、池野楓（渕上舞）、飯塚ゆず（戸田めぐみ）］ ； 『桜Trick』）
  - サヨナラ嘘ツキ （みみめめMIMI ； 『ブレイドアンドソウル』）
  - いつかの、いくつかのきみとのせかい （fhána ； 『僕らはみんな河合荘』）
  - 創傷イノセンス （内田真礼 ； 『悪魔のリドル』）
  - 健全ロボ ダイミダラー （遠藤会（遠藤正明、bamboo、やまけん、鷲崎健） ； 『健全ロボ ダイミダラー』）
  - 聖剣なんていらない （榊原ゆい ； 『星刻の竜騎士』）
  - TILL THE END （アポロン、ハデス、月人、尊、バルドル、ロキ ； 『神々の悪戯』）[6]
  - Fate （KOKIA ； 『ブレイクブレイド』）
  - 虹のかけら （昆夏美 ； 『一週間フレンズ。』）
  - クピドゥレビュー （悠木碧 ； 『彼女がフラグをおられたら』）
  - black bullet （fripSide ； 『ブラック・ブレット』）
  - This game （鈴木このみ ； 『ノーゲーム・ノーライフ』）
  - DARAKENA （野水いおり ； 『棺姫のチャイカ』）
  - daze （じん ft. メイリア from GARNiDELiA ； 『メカクシティアクターズ』）
  - 夏の日と君の声 （ChouCho ； 『グラスリップ』）
  - 向かい風に打たれながら （茅原実里 ； 『RAIL WARS!』）
  - ミライファンファーレ（流川ガールズ（伊藤美来、三澤紗千香） ； 『普通の女子校生が【ろこどる】やってみた。』）
  - ハロー世界（少年ハリウッド[7]； 『少年ハリウッド』）
  - 凸凹（でこぼこ）解決せんせーしょん（あやめと優里花 from 乙女新党 ； 『人生相談テレビアニメーション「人生」』）
  - YES!!（大橋彩香 ； 『さばげぶっ!』
  - 世界は恋に落ちている（CHiCO with HoneyWorks ； 『アオハライド』）
  - 桃色ファンタジー（千菅春香 ； 『モモキュンソード』）
  - せいいっぱい、つたえたい!（三森すずこ ； 『まじもじるるも』）
  - 好感Win-Win無条件（ハート♡インベーダー（大森日雅、鈴木絵理、田澤茉純、長縄まりあ） ； 『六畳間の侵略者!?』）
  - 東京ゼロハーツ（飛蘭 ； 『東京ESP』）
  - 共鳴のTrue Force（原田ひとみ ； 『精霊使いの剣舞』）
  - Le jour（佐藤聡美 ； 『失われた未来を求めて』第2話 - ）
  - On my Sheep（中恵光城 ； 『大図書館の羊飼い』）
  - Jack（vistlip ； 『幕末Rock』）
  - 齧りかけの林檎（竹達彩奈 ； 『デンキ街の本屋さん』）
  - LOVE GOOD TIME（SpecialThanks ； 『オオカミ少女と黒王子』）
  - Stargazer（Larval Stage Planning ； 『天体のメソッド』）
  - 銀閃の風（鈴木このみ ； 『魔弾の王と戦姫』）
  - なりゆきだってオーライwww（なりヒロ3姉妹（田村睦心、巽悠衣子、内田真礼） ； 『なりヒロwww』第2話-）
  - EXiSTENCE（SiM ； 『神撃のバハムート GENESIS』）
  - わしものうた（anahata ； 『わしも WASIMO』）
- 2015年
  - 海色（AKINO from bless4 ； 『艦隊これくしょん -艦これ-』）
  - 極限Dreamer（SCREEN mode ； 『夜ノヤッターマン』）
  - 緋ノ糸輪廻ノGEMINI（petit milady ； 『聖剣使いの禁呪詠唱』）
  - FLYING FAFNIR（TRUSTRICK ； 『銃皇無尽のファフニール』）
  - Philosophy of Dear World（ZAQ ； 『純潔のマリア』）
  - Absolute Soul（鈴木このみ ； 『アブソリュート・デュオ』）
  - 幸せについて私が知っている5つの方法（坂本真綾 ； 『幸腹グラフィティ』）
  - 絶対無敵☆Fall'n LOVE☆（地球防衛部[箱根有基（山本和臣）、由布院煙（梅原裕一郎）、鬼怒川熱史（西山宏太朗）、鳴子硫黄（白井悠介）、蔵王立（増田俊樹）] ； 『美男高校地球防衛部LOVE!』）
  - Blade of Hope（sweet ARMS ； 『新妹魔王の契約者』）
  - Never say Never（アフィリア・サーガ ； 『ISUCA』）
  - Flyers（BRADIO ； 『デス・パレード』）
  - Stella-rium（鹿乃 ； 『放課後のプレアデス』）
  - フレ降レミライ（北高文芸部女子会(長門有希（茅原実里）、朝倉涼子（桑谷夏子）、朝比奈みくる（後藤邑子）、鶴屋さん（松岡由貴）、涼宮ハルヒ（平野綾）) ； 『長門有希ちゃんの消失』）
  - vanilla sky（綾野ましろ ； 『ガンスリンガー ストラトス』）
  - Ring of Fortune（佐々木恵梨 ； 『プラスティック・メモリーズ』）
  - くちづけDiamond（WEAVER ； 『山田くんと7人の魔女』TV版）
  - ISOtone（昆夏美 ； 『ケイオスドラゴン 赤竜戦役』）
  - コバルト（TrySail ； 『Classroom☆Crisis』）
- 2016年
- 2017年
- 2018年
  - UNION（OxT ； 『SSSS.GRIDMAN』）
- 2019年
  - 君のEntrance（らき（逢来りん）・あいね（松永あかね）・みお（木戸衣吹） from BEST FRIENDS! ； 『アイカツオンパレード!』）

## 2020年代

### あ行
- 【推しの子】
  - アイドル（YOASOBI；【推しの子】第1期）
  - ファタール（GEMN（中島健人、キタニタツヤ）；【推しの子】第2期）

### さ行
- SHOW BY ROCK!!
  - ヒロメネス （Mashumairesh!! ； 『SHOW BY ROCK!! ましゅまいれっしゅ!!』）

### た行
- とある科学の超電磁砲T
  - final phase （fripSide ； 『とある科学の超電磁砲T』）

### は行
- ハイキュー!! TO THE TOP
  - PHOENIX （BURNOUT SYNDROMES ； 『ハイキュー!! TO THE TOP』第1クール）
- プランダラ
  - Plunderer（伊藤美来 ； 『プランダラ』）
- プリキュアシリーズ
  - ヒーリングっど♥プリキュア Touch!! （北川理恵 ； 『ヒーリングっど♥プリキュア』）
  - Viva!Spark!トロピカル〜ジュ!プリキュア（Machico ； 『トロピカル〜ジュ!プリキュア』初代）
  - Viva!Spark!トロピカル～ジュ!プリキュア withトロピカる部（Machico・トロピカる部[8]； 『トロピカル〜ジュ!プリキュア』2代目）
  - Cheers!デリシャスパーティ♡プリキュア（Machico ； 『デリシャスパーティ♡プリキュア』）
  - ひろがるスカイ！プリキュア 〜Hero Girls〜（石井あみ ； 『ひろがるスカイ!プリキュア』）
  - ときめき（いきものがかり ； 『キボウノチカラ〜オトナプリキュア'23〜』）
  - わんだふるぷりきゅあ！evolution!!（吉武千颯 ； 『わんだふるぷりきゅあ!』）
  - Dokkin♢魔法つかいプリキュア!!Part3〜MIRAI DAYS〜（北川理恵 ； 『魔法つかいプリキュア!!〜MIRAI DAYS〜』）
  - キミとアイドルプリキュア♪ Light Up!（石井あみ・熊田茜音・吉武千颯 ； 『キミとアイドルプリキュア♪』）

### ら行
- ラブライブ!虹ヶ咲学園スクールアイドル同好会
  - 虹色Passions!（虹ヶ咲学園スクールアイドル同好会 ； 『ラブライブ!虹ヶ咲学園スクールアイドル同好会』）
- ラブライブ!スーパースター!!
  - START!! True dreams（Liella! ； 『ラブライブ!スーパースター!!』）

### その他
- 2020年 
  - Easy Breezy（chelmico ； 『映像研には手を出すな!』）
  - ありがとうはこっちの言葉（森山直太朗 ； 『ソマリと森の神様』）
  - イこうぜ☆パラダイス（スタンク（間島淳司）、ゼル（小林裕介）、クリムヴェール（富田美憂） ； 『異種族レビュアーズ』）
  - CHAIN（ASCA ； 『ダーウィンズゲーム』）
  - Sunny Sunny Girl◎（熊田茜音 ； 『織田シナモン信長』）
  - Shiny Happy Days（ショコラ（八木侑紀）・バニラ（佐伯伊織）・アズキ（井澤詩織）・メイプル（伊藤美来）・シナモン（のぐちゆり）・ココナツ（水谷麻鈴） ； 『ネコぱら』）
  - 学園壮観Zoo（大狼ランカ（木野日菜）、間様人（石谷春貴）、牝野瞳（宮本侑芽）、子守ユカリ（久野美咲）、獣生ミユビ（小原好美）、猫米クルミ（徳井青空） ； 『群れなせ!シートン学園』）
  - 究極アンバランス！（純情のアフィリア ； 『痛いのは嫌なので防御力に極振りしたいと思います。』）
  - モノノケ・イン・ザ・フィクション（嘘とカメレオン ； 『虚構推理』）
  - LION（坂口有望 ； 『ランウェイで笑って』）
  - 歩いていこう！（東山奈央 ； 『恋する小惑星』）
  - No.7（自縛少年バンド（生田鷹司・オーイシマサヨシ・ZiNG） ； 『地縛少年花子くん』）
  - Welcome トゥ 混沌（(K)NoW NAME ； 『ドロヘドロ』）
  - Clover wish（ChamJam ； 『推しが武道館いってくれたら死ぬ』）
- 2021年 
  - Bloomy＊スマイル（舞桜・るり・響子・栞 from STARRY PLANET☆ ； 『アイカツプラネット!』）
  - ロールプレイング （オーイシマサヨシ ； 『ドラゴン、家を買う。』）
  - Cry Baby （Official髭男dism ； 『東京リベンジャーズ』）
  - インパーフェクト （オーイシマサヨシ ； 『SSSS.DYNAZENON』）
  - ファイオー・ファイト!（SMILE PRINCESS ; 『プラオレ!〜PRIDE OF ORANGE〜』）
- 2022年
  - Private Eye（Big Gadgets ft.上木彩矢 w TAKUYA ； 『風都探偵』）
  - 青春コンプレックス（喜多郁代（長谷川育美） ； 『ぼっち・ざ・ろっく!』）
- 2023年
  - ツバサグラビティ（シャイニーカラーズ[9] ； 『アイドルマスター シャイニーカラーズ』）
- 2024年
  - シカ色デイズ（シカ部[10] ； 『しかのこのこのここしたんたん』）
- 2025年

## 未整理
年代について、未整理のものを下に記します。可能な方は編集をお願いします。
- は 
  - PRAIZE （FAKE? ； 『アクアキッズ』（日本語版））
  - HEAVEN（森若香織 ； 『パワードール』・プロジェクトα）

## 番外

### アニメ用カバー曲
- 走れマキバオー（F・MAP ； 『みどりのマキバオー』。原曲は『走れコウタロー』）
- S・O・S （池澤春菜、豊口めぐみ ； 『アリスSOS』。原曲の歌手はピンクレディー）
- Sugar Baby Love（石田燿子 ； 『ちっちゃな雪使いシュガー』。原曲の歌手はルベッツ）
- フレンズ（中野愛子 ； 『ダンス イン ザ ヴァンパイアバンド』。原曲の歌手はレベッカ (バンド)）
- だまって俺について来い（天童よしみ ； 『こちら葛飾区亀有公園前派出所』。原曲の歌手は植木等）
- Heartbeat （Prière ； 『デ・ジ・キャラットにょ』）
- おどるポンポコリン（ManaKana、ゴールデンボンバー、E-girls ； 『ちびまる子ちゃん』初代EDのカバー）
- Dearest（三重野瞳 ； 『あぃまぃみぃ!ストロベリー・エッグ』。沢田聖子の『親愛なる人へ』のカバー。一部歌詞変更）
- 働く男（PUFFY ； 『働きマン』。原曲の歌手はユニコーン）
- DOWN TOWN（坂本真綾 ； 『それでも町は廻っている』。原曲の歌手はシュガー・ベイブ）
- 未来は僕等の手の中（カイジwithレッどぼんチリーず ； 『逆境無頼カイジ』。原曲の歌手はTHE BLUE HEARTS）
- BOY MEETS GIRL・EZ DO DANCE・CRAZY GONNA CRAZY（Prizmmy☆ ； いずれも『プリティーリズム・レインボーライブ』。原曲の歌手はTRF）
- 人にやさしく（THE ROLLING GIRLS（小澤亜李、日高里菜、種田梨沙、花守ゆみり） ； 『ローリング☆ガールズ』。原曲の歌手はTHE BLUE HEARTS）

### 上記以外でアニメに使用された曲
- 三百六十五歩のマーチ（水前寺清子 ； 『丸出だめ夫』）（但し作品中で使われたのはアニメのために再録音されたバージョン）
- タイムマシーンにお願い（サディスティック・ミカ・バンド； 『まぼろしまぼちゃん』）

### シリーズ途中でオープニング曲とエンディング曲が入れ替わった作品
- ちびっこ怪獣ヤダモン
  - ちびっこ怪獣ヤダモン（初期OP、後期ED）
  - オー・ノー・ヤダモン（初期ED、後期OP）
- ハクション大魔王
  - ハクション大魔王の歌（初期OP、後期ED）
  - アクビ娘（初期ED、後期OP）
- 科学忍者隊ガッチャマン
  - 倒せ!ギャラクター（初期OP、後期ED）
  - ガッチャマンの歌（初期ED、後期OP）
- ワンダービートS
  - 瞳はコスモス（初期OP、後期ED）
  - ワンダービートS（初期ED、後期OP）

### 同時期にオープニング曲とエンディング曲が兼用された作品
- 鉄腕アトム（鉄腕アトム第1作、当初は両方ともインストのみだったが後にOPのみ歌つきに変更）
- 狼少年ケン（狼少年ケン）
- 少年忍者風のフジ丸（少年忍者風のフジ丸、後にEDのみ変更）
- ワンダースリー（W3）
- ハリスの旋風（ハリスの旋風）
- 天才バカボン（天才バカボン、第1作）
- 樫の木モック（樫の木モック）